# Демидовский парк
Демидовский парк, также известный как парк усадьбы «Литания», дача Эбсворта «Литания», парк дачи Демидова-Эльсворта и как парк «Ленфильма», — старинный пейзажный парк XVIII века, находящийся на юго-западе Санкт-Петербурга в Красносельском районе. Расположен в Сосновой Поляне
на исторической территории одной из бывших усадьб Демидовых на Петергофской дороге. Отнесён к объектам культурного наследия рег. № 781620554230005 (ЕГРОКН) в 1992 году. Северо-западная часть парка, известная как «Дача Чидсон», а также вся водная система парка отдельно отнесены к объектам культурного наследия России.
Парк ограничен с северной стороны Петергофским шоссе, с южной стороны ул. Новобелицкой, с западной стороны ул. Пограничника Гарькавого и с восточной стороны ул. Тамбасова. Через весь парк некогда проходили две улицы, Георгиевская и Морская, ныне упраздённые, но от которых остались заметные просеки. Также, через весь парк, но перпендикулярно этим двум, проходит ул. Чекистов, которая в парке превращается в тропинку. Демидовский парк расположен между Южно-Приморским Парком и парком при усадьбе Новознаменка. На некоторых современных картах он иногда ошибочно указан как «Парк Новознаменка» (последний расположен западнее, по правую сторону от 2-й Комсомольской улицы и является парком при усадьбе Новознаменка).

## История
Парк имеет богатую историю, тесно связанную с родом Демидовых, в честь которых он назван, и с историей дореволюционной России. Первые упоминания о нём и об усадьбах, находящихся на его территории, относятся к XVIII веку.
В петровские времена по южную сторону от Петергофской дороги располагалась земли, которые были отданы под строительство усадьб лицам, приближённым к Петру I. Территория от современных улиц Тамбасова. до зелёных насаждений расположенных за нынешней 2-й Комсомольской, была разбита на два усадебных надела, владельцами которых были капитан Ипат Калинович Муханов, ставший впоследствии контр-адмиралом, и капитан Иван Акимович Сенявин также ставший контр-адмиралом. Усадьбы некоторое время передавались по наследству, а в 1774 году они обе становятся собственностью представителей знаменитого рода Демидовых: А. Г. Демидова и П. Г. Демидова. Они переустраивают прежние владения, заменяют деревянные дома каменными строениями, возведенными по проекту выдающегося русского зодчего И. Е. Старова. В результате, на территории двух усадебных наделов возникает ансамбль из нескольких каменных двухэтажных зданий, главное из которых находится на литориновом уступе. С. Б. Горбатенко в своей книге пишет:

«Ансамбль имел П-образную композицию: по-прежнему на бровке террасы возвышался главный дом с небольшими флигелями по сторонам… с юга к флигелям примкнули звенья каменной ограды с воротами, за которыми начинались ещё два длинных флигеля… Господский дом в стиле строго классицизма, с прекрасно найденными пропорциями, выглядел просто и величественно. В центре его был устроен овальный выступ с ионическими пилястрами, с высокими окнами-дверьми в первом этаже и овальными окнами во втором, перед которыми находилась каменная терраса… Над кровлей возвышался прямоугольный бельведер… очень интересными были ворота, каждые с двумя колоннами и антаблементом дорического ордера, над которыми возвышался аттик с вазами. К юго-западу от парадного комплекса был устроен хозяйственный двор. По другую сторону дороги появился сохраняющийся до сих пор квадратный пруд с островом.»

В начале XIX-го века обе дачи Демидовых приобретаются владельцем сахарного завода в Екатерингофе Яковом Молво. Картина Иоганна Вильгельма Барта, передаёт общий вид демидовской усадьбы на фоне нижнего (большого) пруда парка того времени.
Демидовский парк, стараниями нового владельца, постепенно превращается из регулярного в пейзажный и приобретает похожий на современный облик.

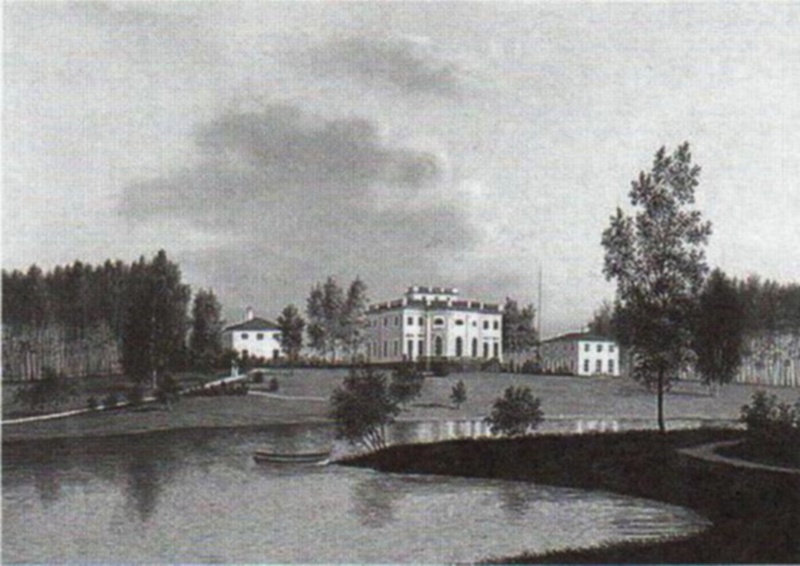
Вид на демидовскую усадьбу и парк с нижнего (большого) пруда (гуашь, И. В. Барт[нем.], около 1813 г.).
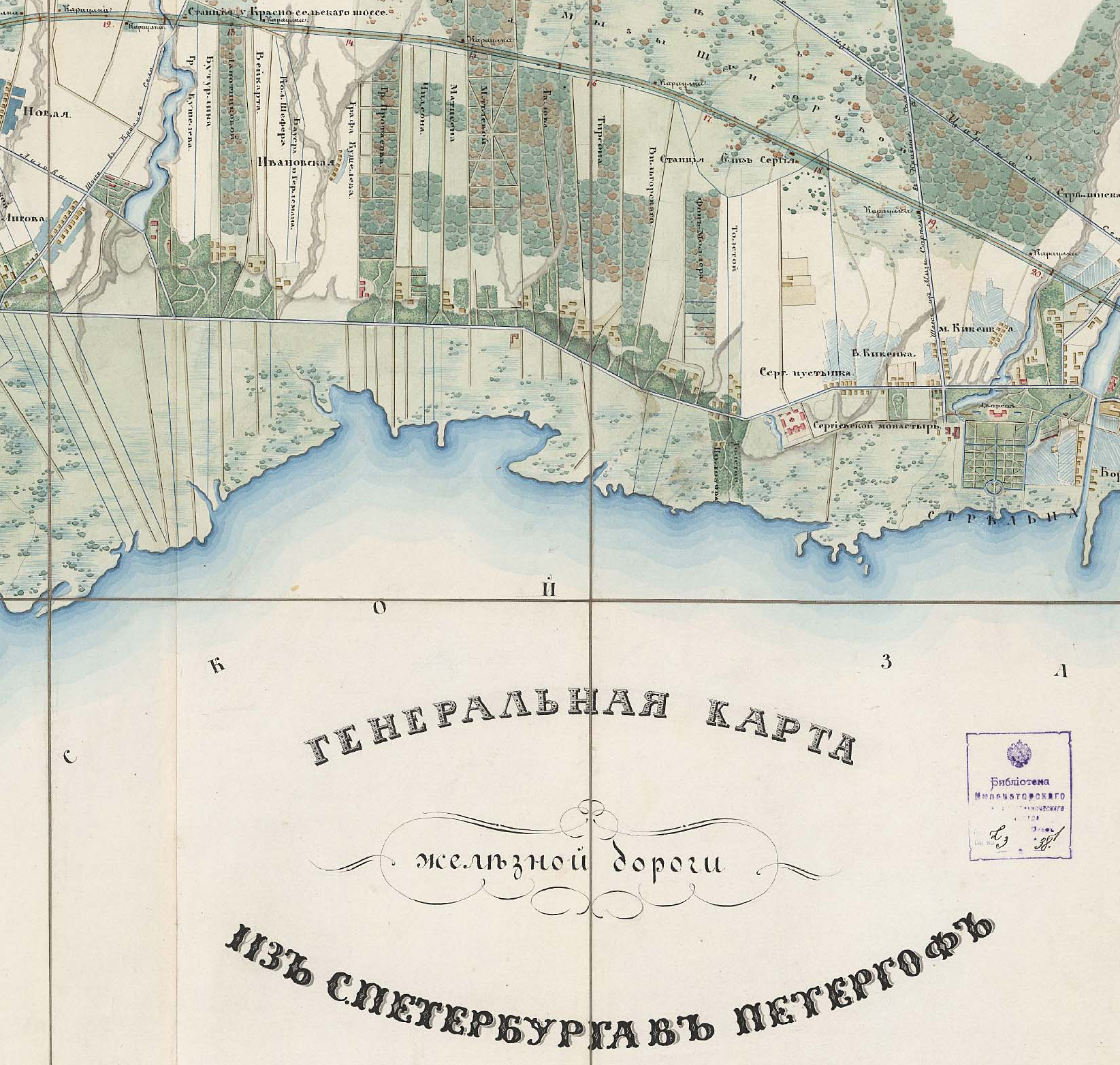
Владения гр. Протасова на генеральной карте железной дороги 1855 года. Демидовская усадьба и парк находятся в северной части его владений. Чуть западнее также видны владения Чидсона, чья территория сегодня является частью парка.

В течение последующих десятилетий оба имения с прилегающими парками переходят в руки графа Николя Александровича Протасова, который являлся членом Государственного совета и обер-прокурором Синода. После его смерти усадьбу унаследовала его супруга, Наталья Дмитриевна. Демидовский парк и усадьбу на картах того времени обычно можно найти около деревни Ивановской, которая на некоторых, более поздних, картах обозначалась и как Ивановка.

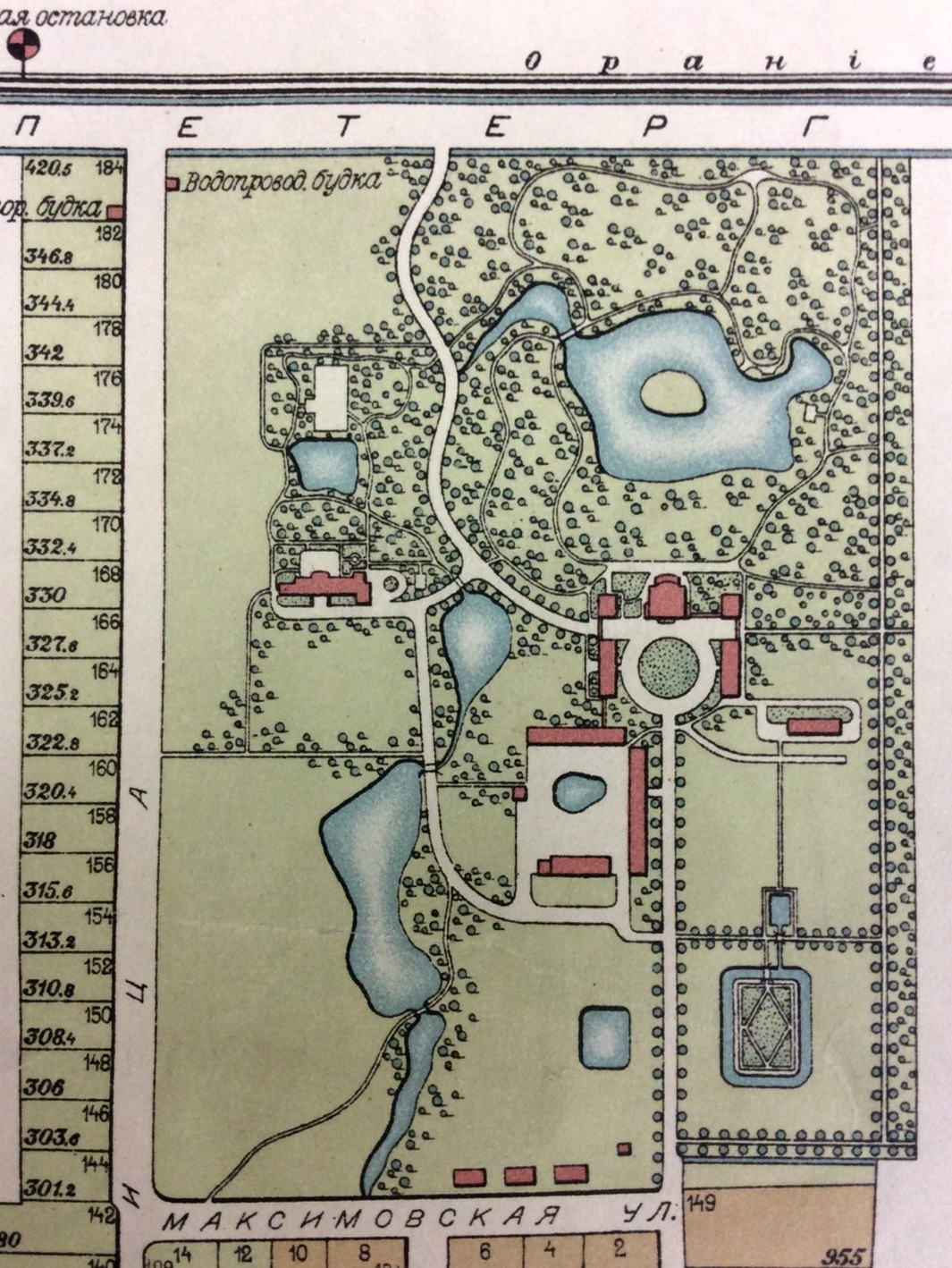
Детальный план Демидовского парка (начало XX-го века), северная часть парка (нижняя) находится сверху на плане. Максимовская ул. стала ул. Мира, затем Новобелицкой, а Георгиевская улица (слева) упразднена и является теперь одной из аллей парка. Центральная аллея парка переходила во Владимировскую улицу, ныне также не существующую. Вертикально справа (на краю плана, никак не обозначена) проходит теперь ул. Тамбасова. В советское время ходила легенда, что маленький нижний пруд, находящийся на плане на пересечении букв Т по горизонтали и номера 178 по вертикали, образовался от воронки немецкой авиабомбы, что очевидно не верно, так как он присутствует уже на этом плане.

В конце XIX-го века на смену Протасовым в качестве владельца имения приходит известный некогда британский предприниматель Эдуард Егорович Эбсворт, 1848—1915), давший новое имя своим новым владениям — «Литания», откуда произошло и второе название парка. Э. Е. Эбсворт был известным в России и Санкт-Петербурге предпринимателем. Он одновременно был директором товариществ Калинкинского пиво-медоваренного завода, Невского стеаринового завода и Русских паровых маслобоен. В его честь в Сосновой Поляне и Лигово был назван проспект, просуществовавший до 1930 года (проспект сначала был переименован в Рабочий, затем стал частью нынешнего проспекта Народного Ополчения).
В начале XX-го века бывшая усадьба Демидовых ещё раз сменила хозияна и перешла от Эбсворта к акционерному обществу «Строитель». Общество планировало превратить бывшую усадьбу Демидовых и прилегающие к ней территории в «город-сад», являющейся одной из передовых на начало XX-го века архитектурных концепций. Эта концепция предполагала что город, в его современном на конец XIX-го века виде, изжил себя. Хаотичный, ничем не ограниченный, рост промышленного города, его антисанитария и, в более общем смысле, антигуманность должны быть заменены на гораздо более дружелюбную и экологичную атмосферу парка, перемешанного с жилой зоной, состоящей из малоэтажной застройки с приусадебными участками. Такой, по замыслу архитекторов «Строителя», должна была стать часть Сосновой Поляны; проект этого города-сада назвали «Таврида». К сожалению, Первая мировая война и последовавшие затем две революции 1917-го года, а также гражданская война, не позволили реализовать эти грандиозные планы, содержащие в себе передовые на то время градостроительные концепции («города-сады» станут позже очень популярны в Европе).

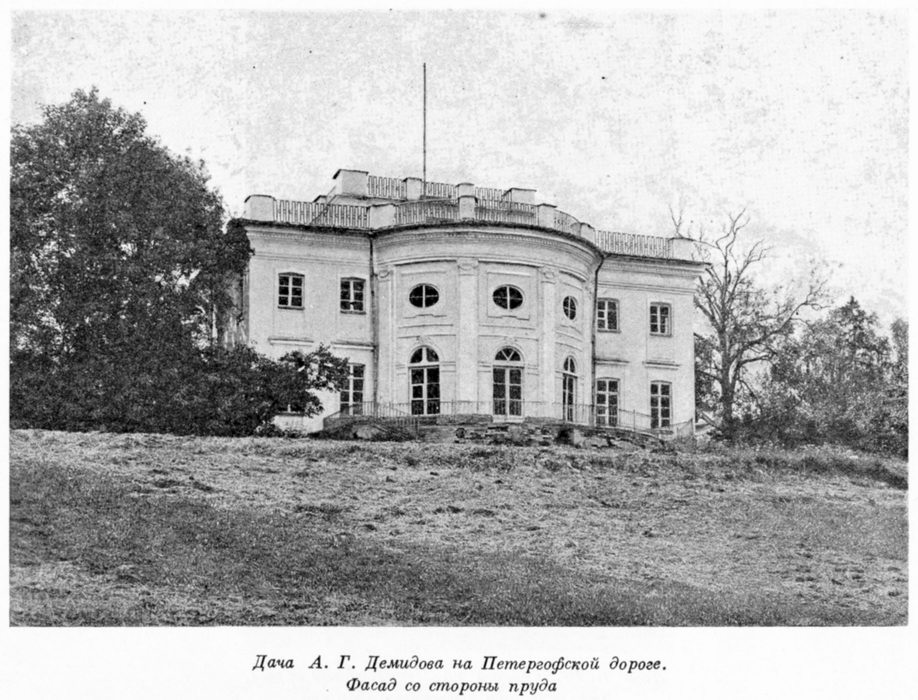
Вид на бывшую демидовскую усадьбу с нижнего пруда парка, северной стороны (Фото М. А. Величко, 1940).
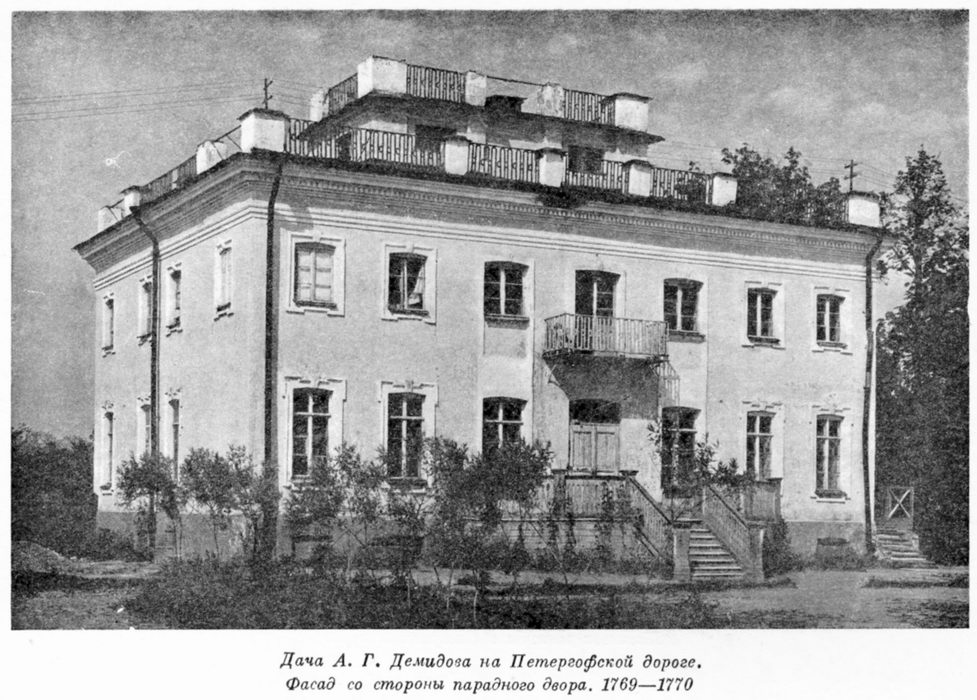
Вид на бывшую демидовскую усадьбу с южной стороны (Фото конца 1930-х.).
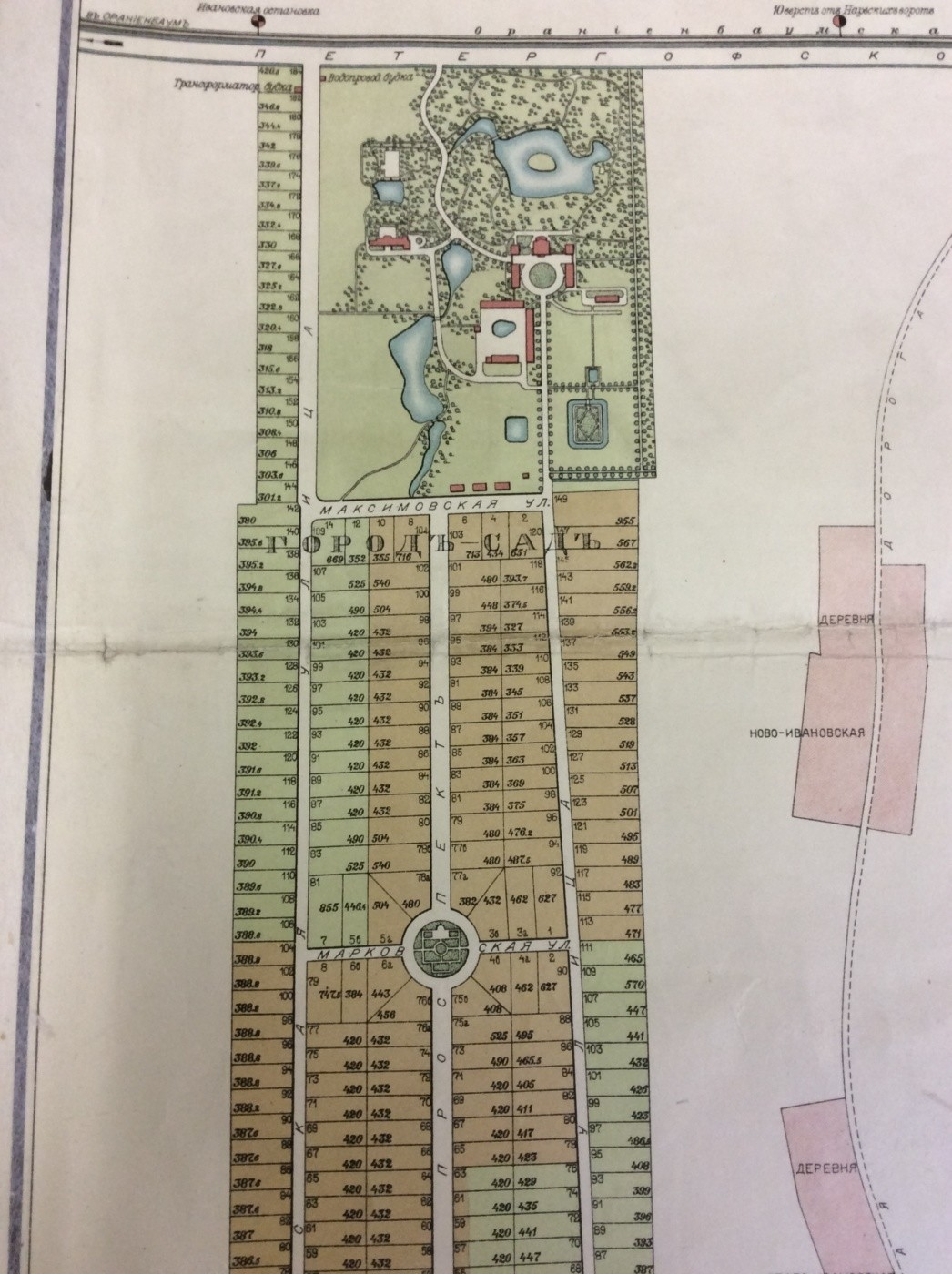
Планы АО «Строитель» по созданию города-сада «Таврида» на территориях прилегающих к Демидовскому парку (1914-1918 гг.).

Период Второй Мировой войны оказался очень тяжёлым для парка и усадьбы. С августа 1939-го года над парком и прилегающими территориями регулярно летали финские и немецкие разведывательные самолёты. Во время Великой Отечественной войны парк очень быстро оказался на оккупированной территории, совсем рядом с линией фронта. В ходе боёв за освобождение Ленинграда большинство исторических зданий усадьбы и сам парк получили серьёзные повреждения. Несмотря на это, была возможность их восстановления после войны, так как они были повреждены меньше парков «Александрино» и «Новознаменка», которые были восстановлены практически из руин, однако повреждённую усадьбу А. Г. Демидова решили не восстанавливать и в 1952 году её разобрали.

Аэрофотосъёмка демидовской усадьбы и парка с финского самолёта 15 августа 1939 года (северная часть парка находится снизу на фотографии). Хорошо видны центральная аллея парка, квадратный пруд в верхней части парка, большой нижний пруд и сама бывшая усадьба Демидова.
Космическая съёмка 1966-го года того, что осталось от демидовской усадьбы и парка после  войны и разборки остатков усадьбы. Хорошо различимы только пруды парка, центральная аллея, и место где в 1944-м году поставили памятник защитникам Ленинграда. Также видно что парк потерял почти всю свою растительность. На южной границе парка, где некогда проходила Максимовская ул. и пересекалась со строительским проспектом, возведены здания «Ленфильма». Часть речки, выходившей из парка на юг, засыпана.
Памятник защитникам Ленинграда, установленный в 1944-м году в нижней (северной) части Демидовского парка. На заднем плане хорошо видно главное здание бывшей усадьбы Демидова.

В 1944-м году, после снятия блокады, на территории парка был возведен памятник защитникам Ленинграда, ставший составной частью мемориала «Кировский вал», а вместе с ним — и ленинградского «Зеленого пояса Славы». Остатки же зданий второго усадебного участка, принадлежавшие П. Г. Демидову, пострадали меньше и сохранились до наших дней, хотя долгое время были заброшены. На сегодняшний день остатки дач Демидовых отнесены к объекту культурного наследия народов России.
В послевоенное время парк существовал фактически самостоятельно; архитектурный ансамбль парка не восстанавливали. В 1950-х с западной стороны парка на пересечении (ул. Чекистов и ул. Пограничника Гарькавого разместили казарму, которую разобрали в начале 1990-х. В позднее советское время в западной, почти пустой, части парка построили дом (ул. Чекистов, дом 38). Также в парке разместили несколько небольших игровых и спортивных площадок, самая большая из которых располагалась между просекой, оставшейся от ул. Георгиевской и большим верхним прудом. Она состояла из двух частей: спортивные тренажёры (в северной части) и площадка для игры в футбол, и перпендикулярно ей — баскетбол (совмещённая, в южной части). Вторая площадка со временем была заброшена и заросла, а тренажёрная просуществовала в почти неизмененном виде до 2023 года, когда её полностью заменили на новую и добавили площадку для игры в баскетбол и волейбол.
В 1990-е годы для уборки парка и высадки в нём деревьев привлекали школьников. С запретом на привлечение школьников для таких работ, парк стал приходить в запустение. В юго-восточной части парка, неподалёку от квадратного пруда с островом, поставили пивной шатёр, который убрали только в нулевые и на его месте поставили ещё одну игровую площадку.
В 2021 году закрылся филиал киностудии Ленфильма (бывшая «Кино-фабрика»), находившийся на прилегающий к южной части парка территории и послуживший источником его народного названия, а сам участок был продан. В 2023 году постройки «Ленфильма» снесли, отдав освободившуюся территорию под многоквартирную застройку (ж/к «Кинопоарк»), которая была начата сразу после сноса в мае 2023 года. Обстоятельства, сопутствующие продаже, а затем и сносу зданий «Ленфильма», привели к тому, что в 2024 году тогдашнего директора «Ленфильма» Фёдора Щербакова объявили в розыск. Это событие окончательно перечеркнуло идею столетней давности о создании в этом районе города-сада «Таврида».

Снос зданий филиала «Ленфильма» весной 2023 г., прилегающих к южной границе парка.
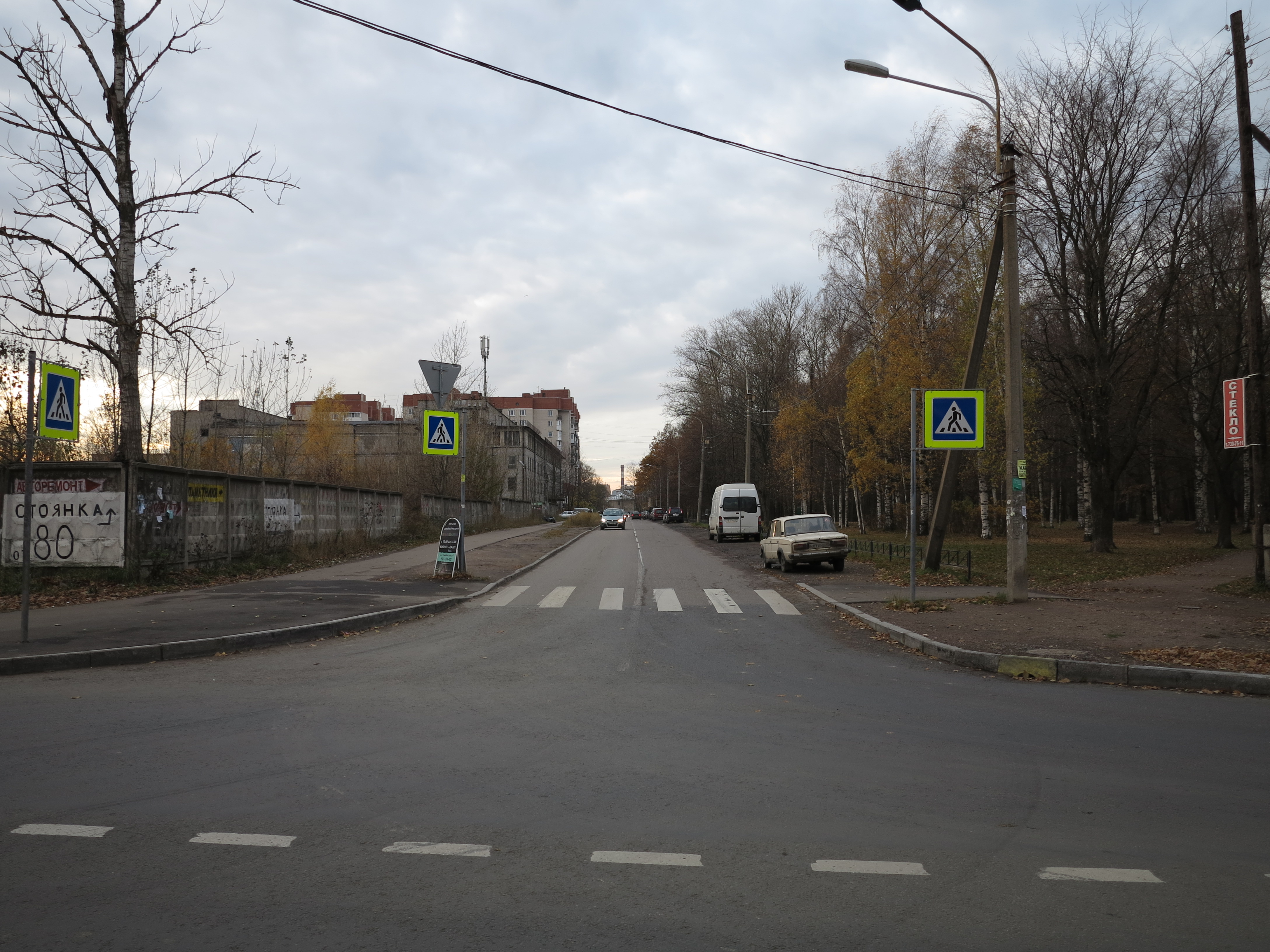
Вид с Новобелицкой ул. на территорию и здания Ленфильма (слева на фотографии) и на вход в Демидовский парк с юго-восточной стороны (справа на фотографии), октябрь 2015 г.
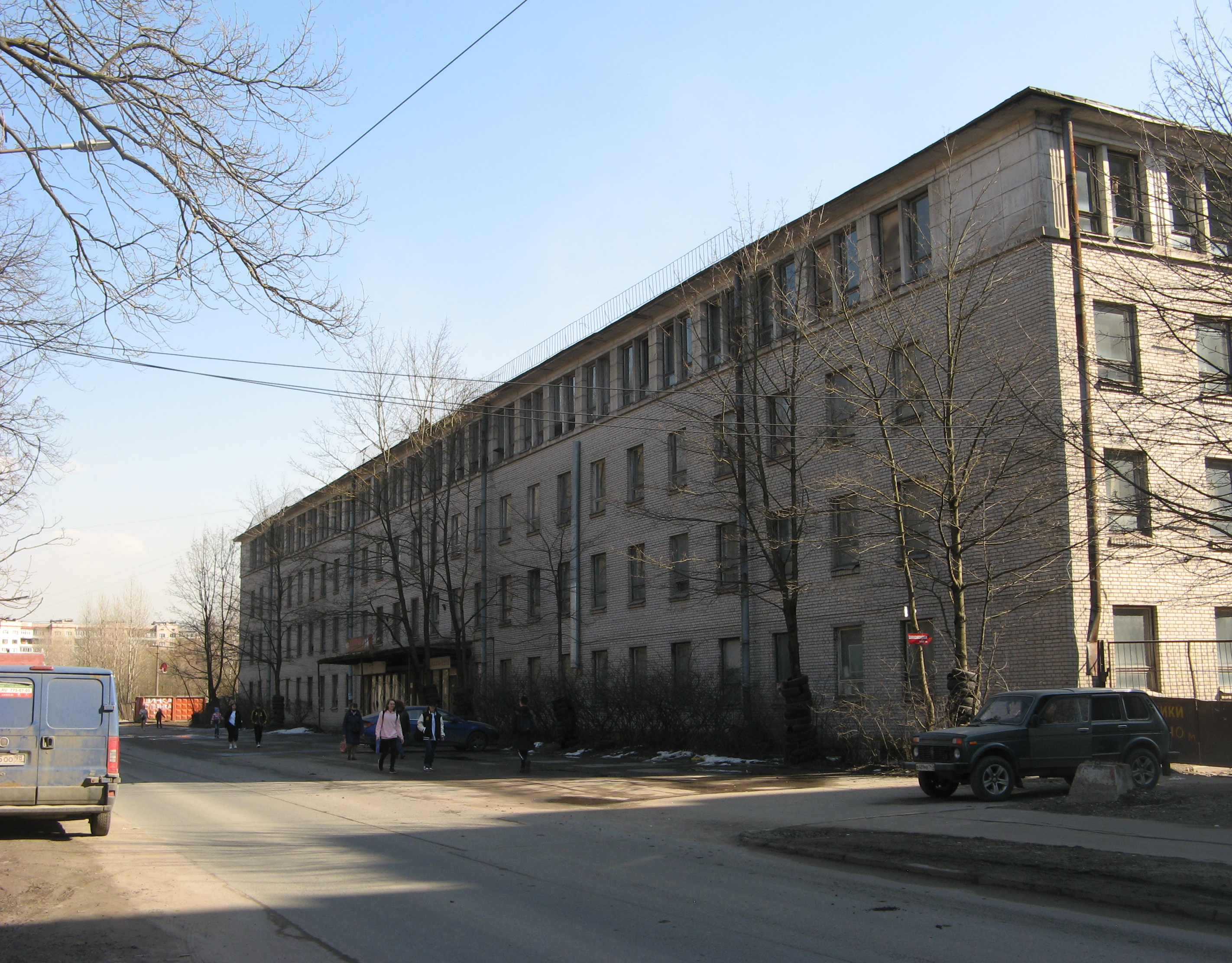
Ленфильм в Сосновой Поляне, незадолго перед сносом в 2023 г.
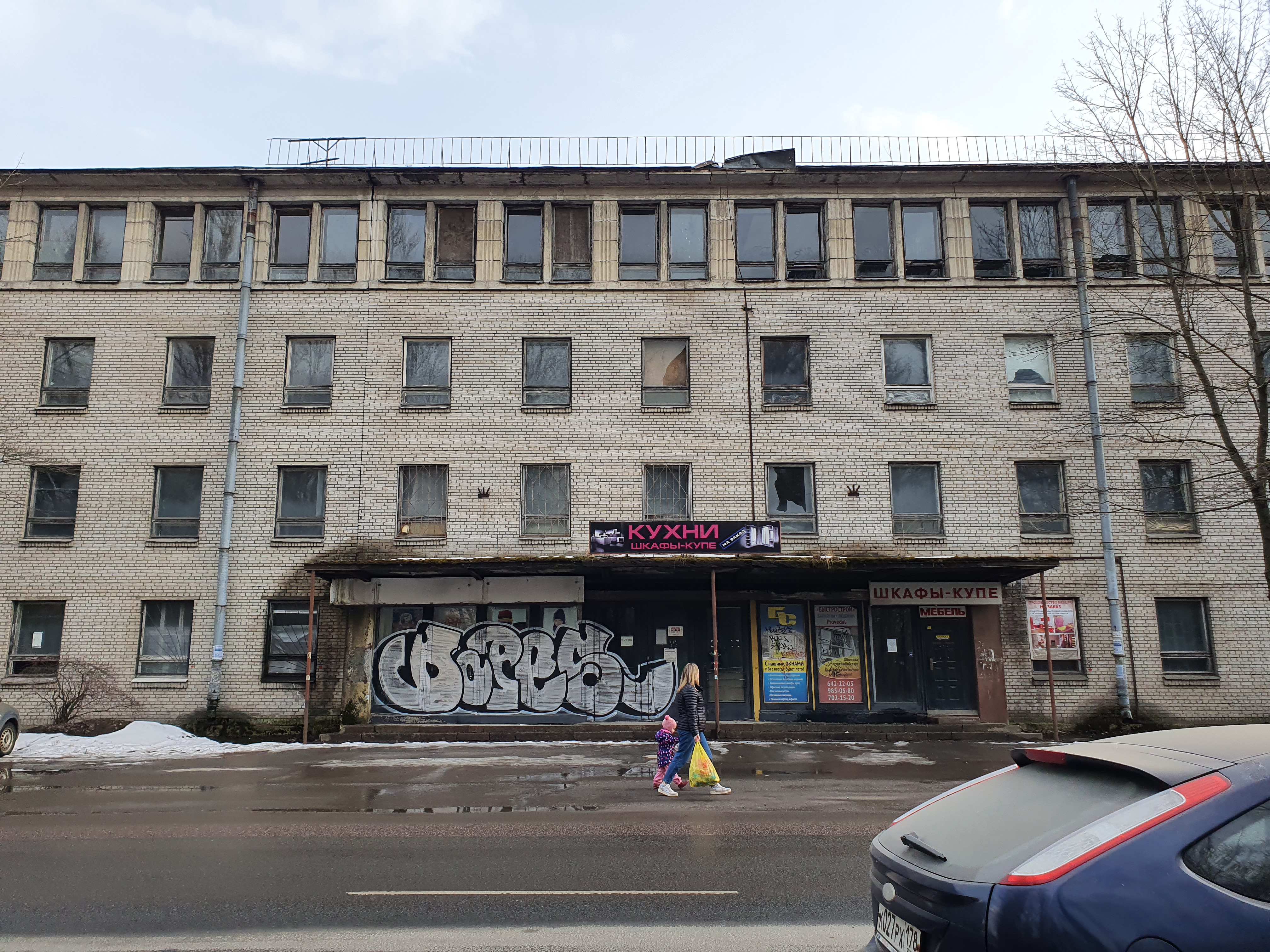
Ленфильм в Сосновой Поляне, незадолго перед сносом в 2023 г., вид с южной окраины Демидовского парка.
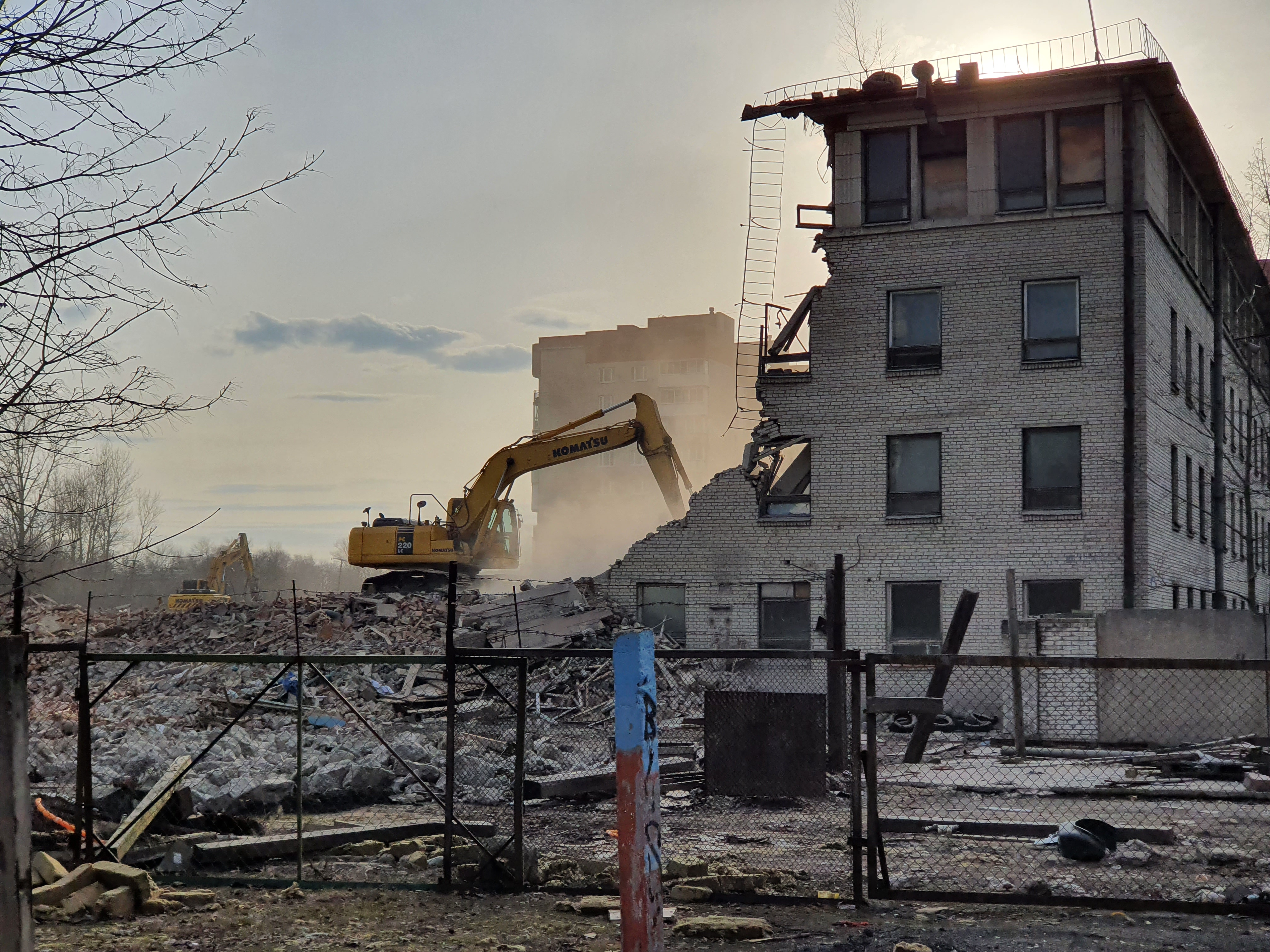
Снос Ленфильма (апрель 2023 г.).
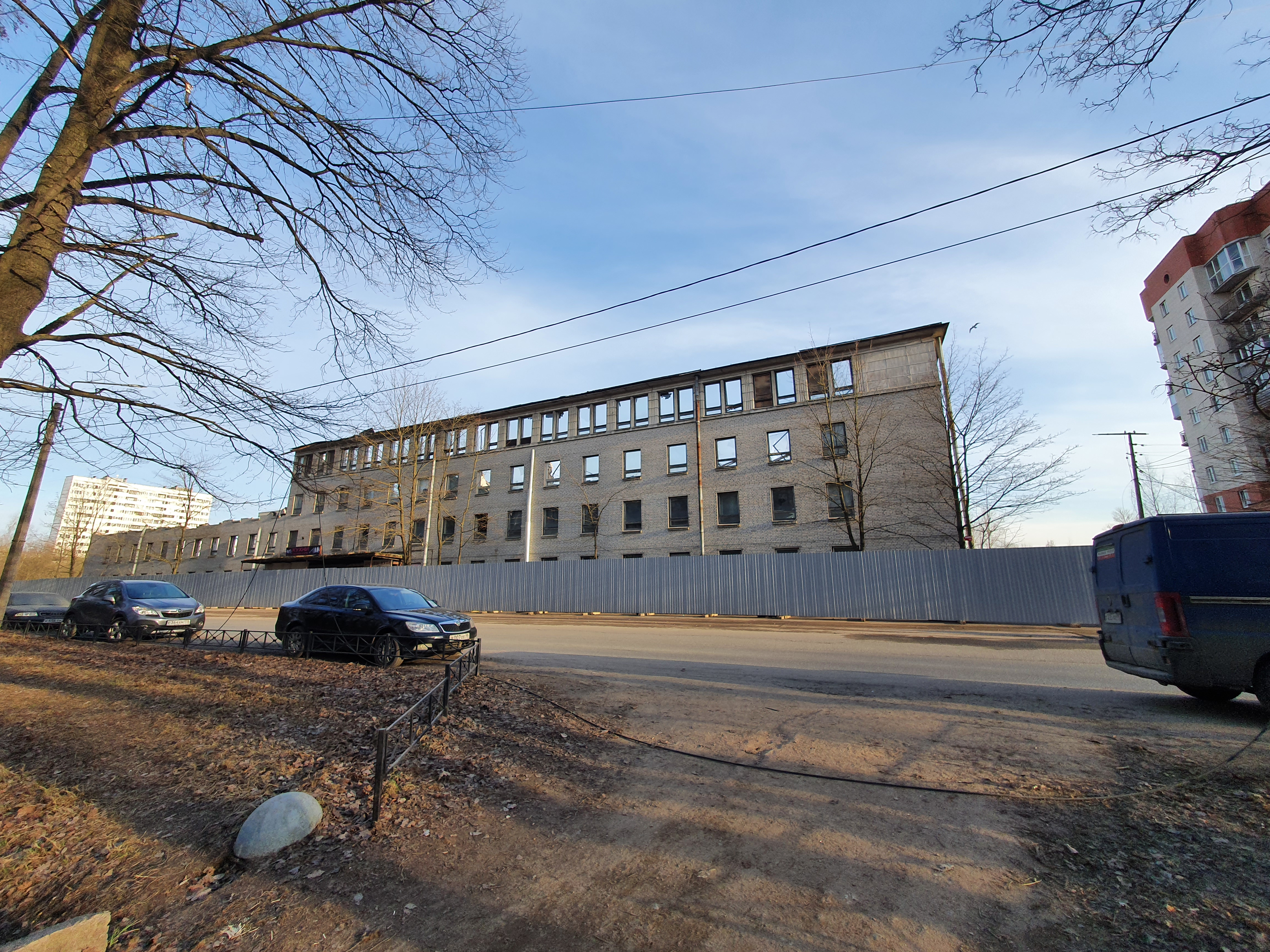
Снос Ленфильма, вид с южной окраины Демидовского парка (апрель 2023 г.).
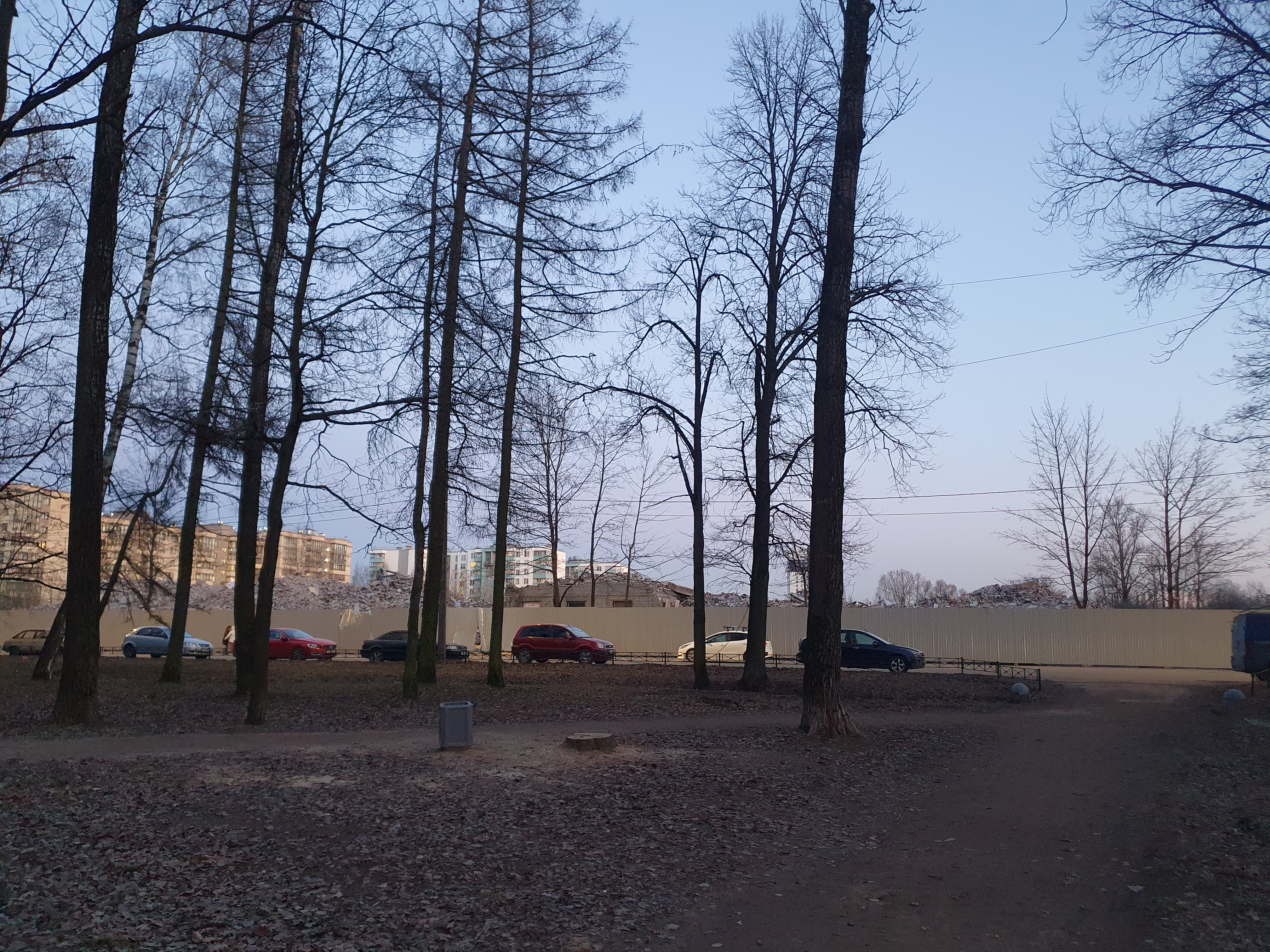
Руины Ленфильма, вид с южной окраины Демидовского парка (апрель 2023 г.).

## Природа, пейзажи и ландшафт
В парке растут дубы, осины, вязы, берёзы, ивы, ольха, ясень, клёны, тополя и ели (они отдельно упомянуты в карточке объекта культурного наследия и защищаются законом). В некоторых местах парка встречаются и грибы. Весной в парк прилетают утки и остаются в нём до ноября-декабря. В парке так же можно увидеть ёжиков и котов. В 2020—2022-м годах была попытка интродукции в парк белок, однако из-за плохой экологической обстановки они в парке не прижились.
Демидовский парк — пейзажный и условно разделён на верхнюю (южную) и нижнюю (северную) части, которые отделяются друг от друга литориновым уступом. Это во многом определяет различный тип флоры и почвы в верхней и нижней частях парка.

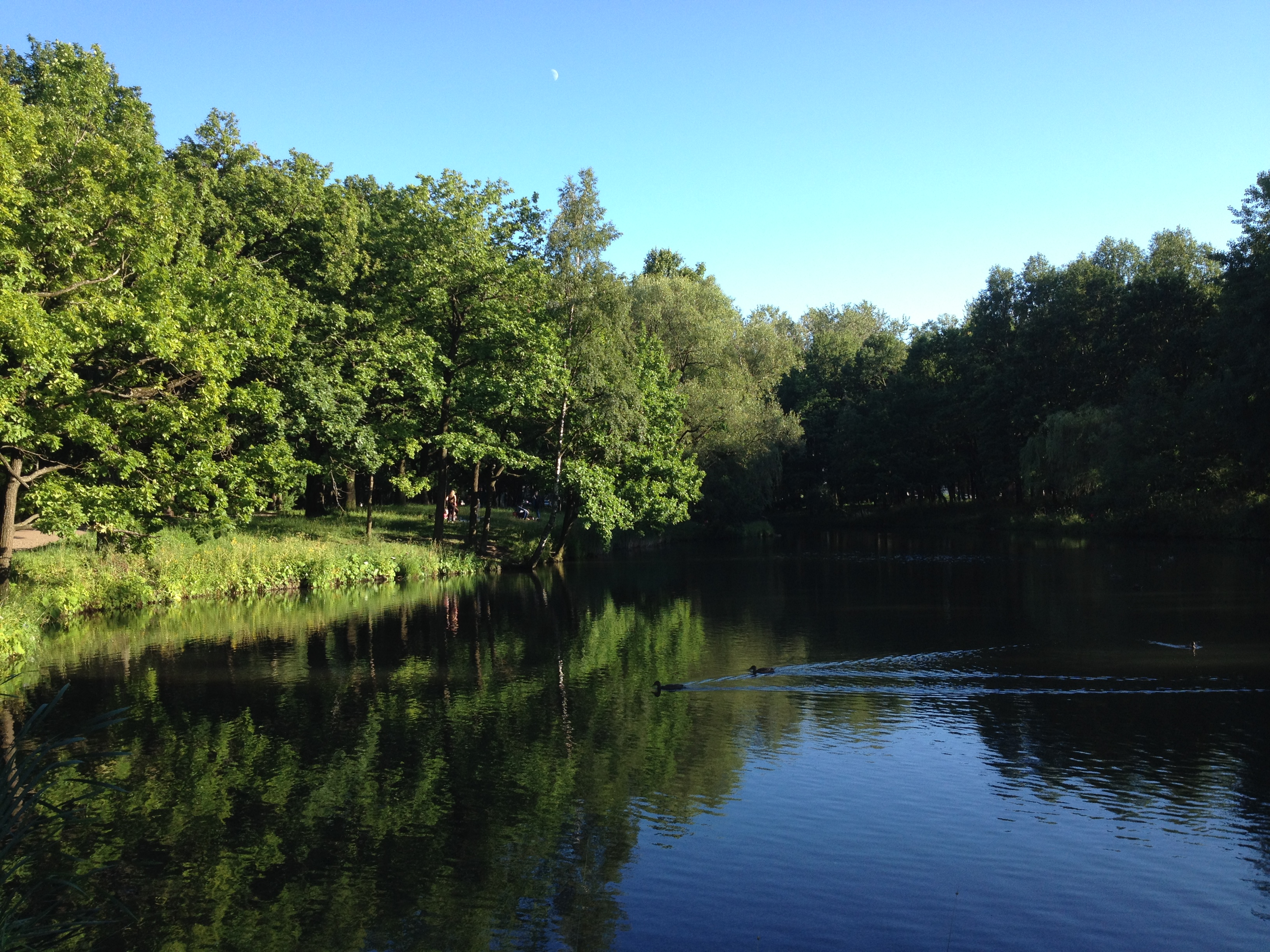
Большой верхний пруд Демидовского парка (июль 2017 г.).
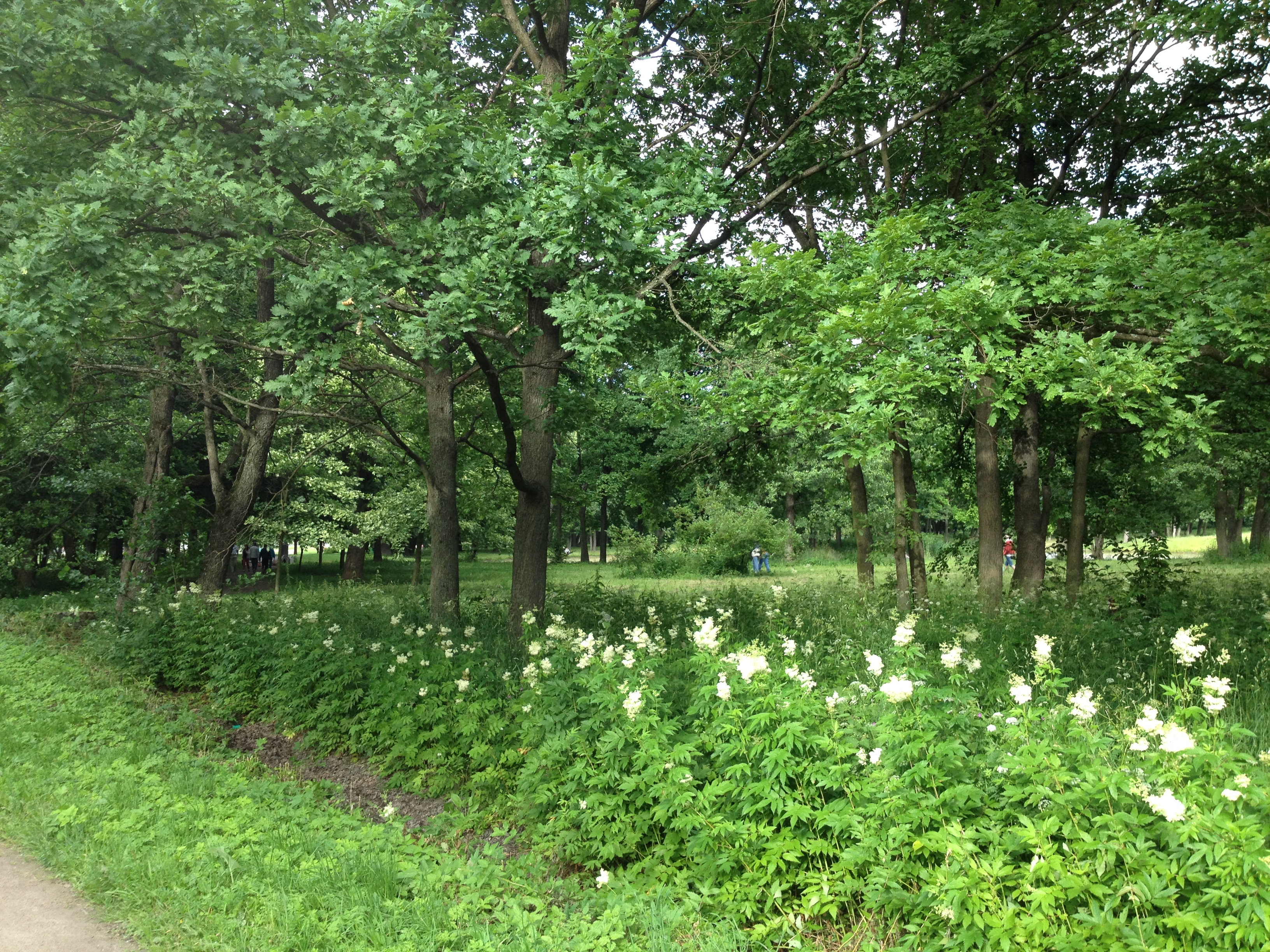
В нижней части парка (июль 2017 г.).
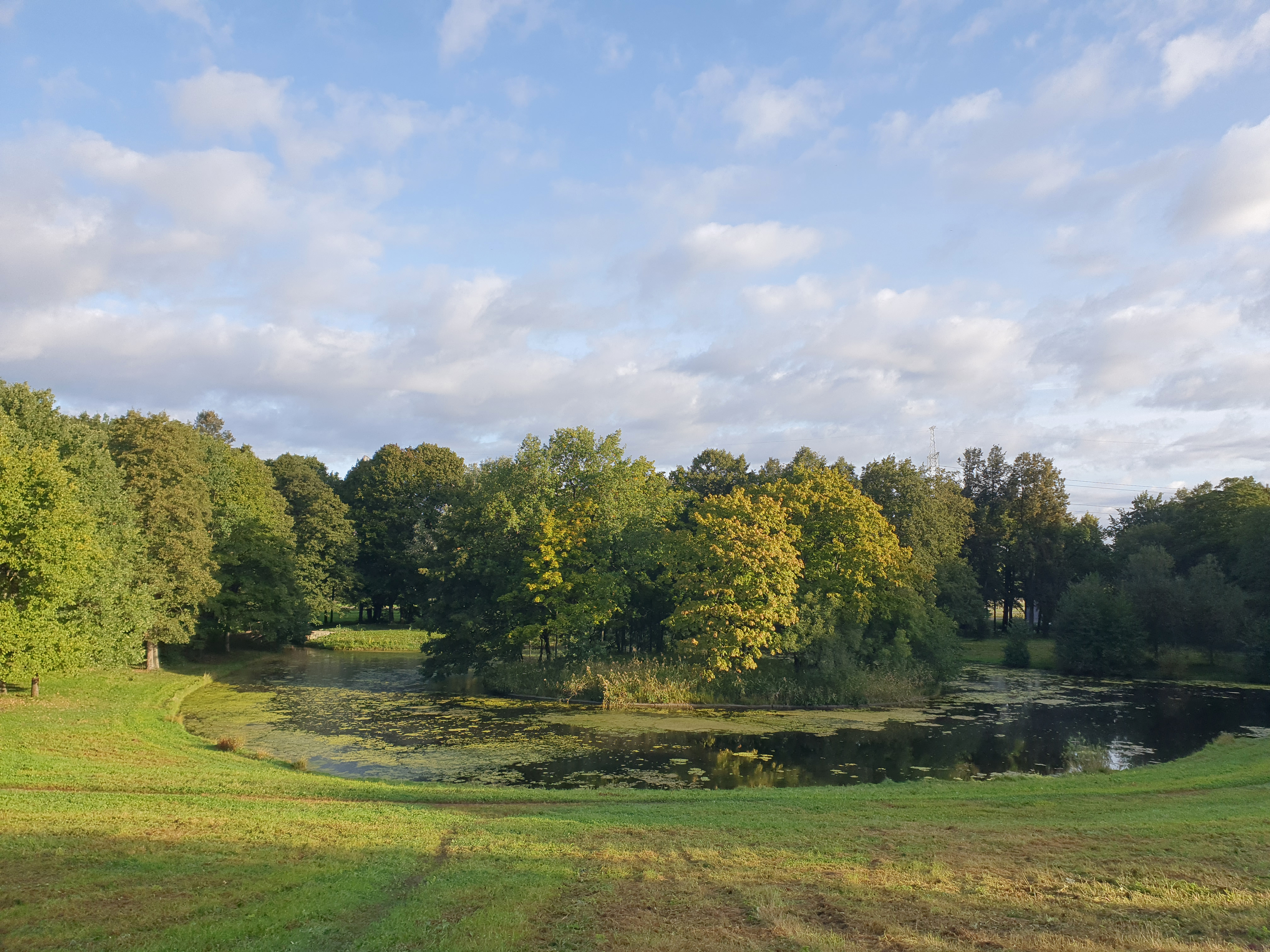
Вид с литоринового уступа на нижний пруд Демидовского парка, с места где находилось усадьба Демидовых (сентябрь 2024 г.).
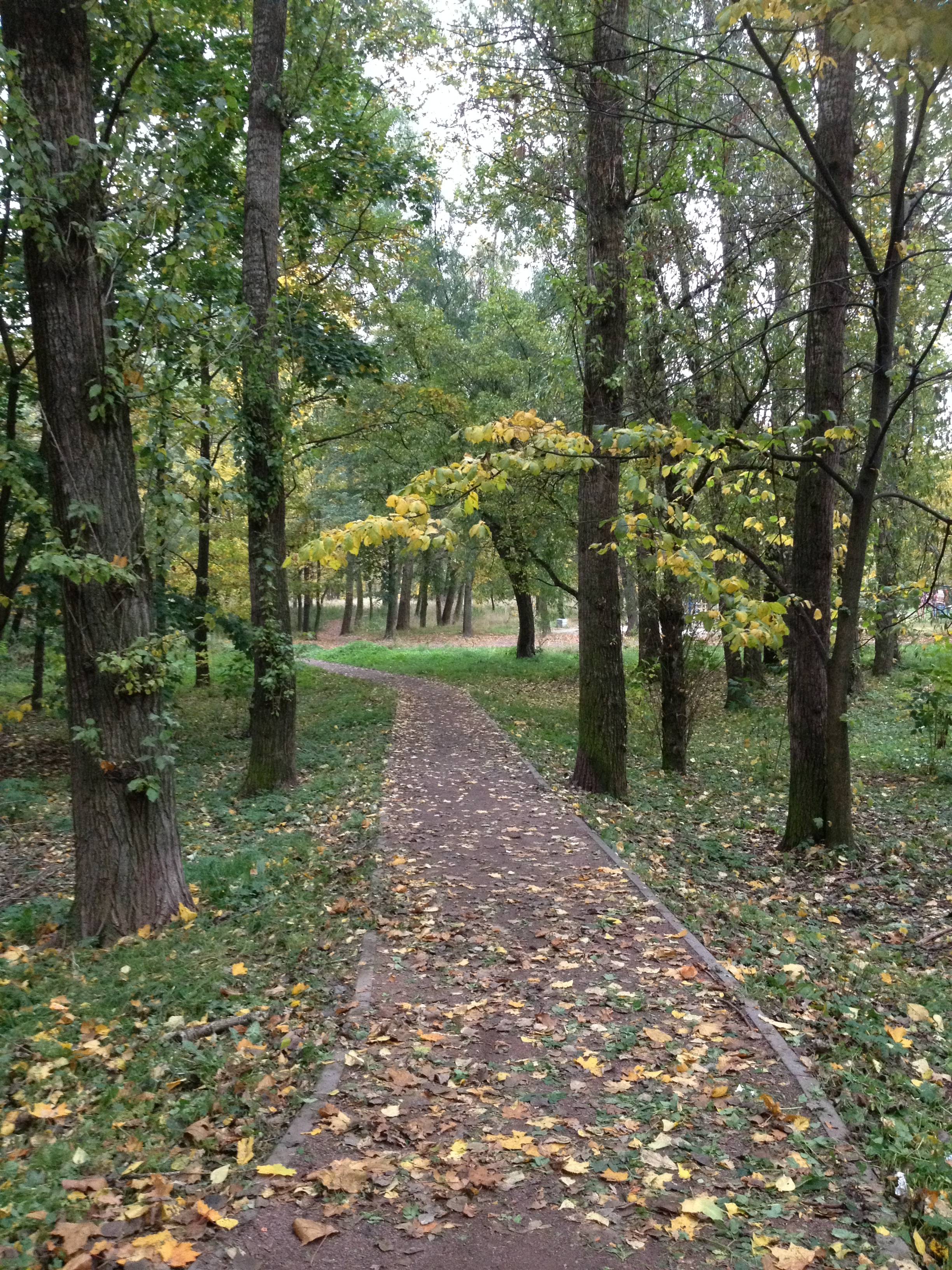
Одна из аллей ведущих в парк (октябрь 2020 г.).
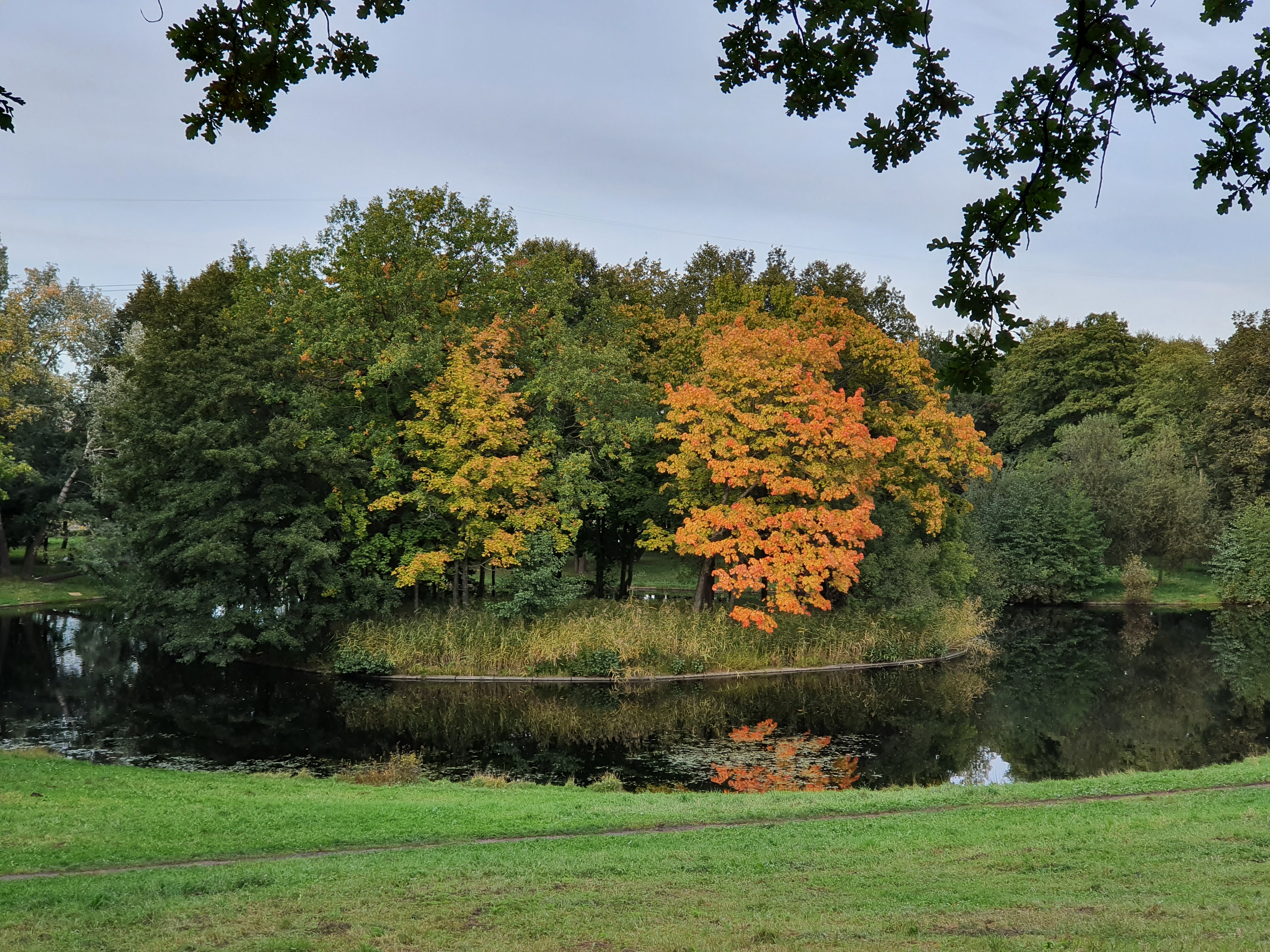
Вид с литоринового уступа на нижний пруд с островом (октябрь 2024 г.).
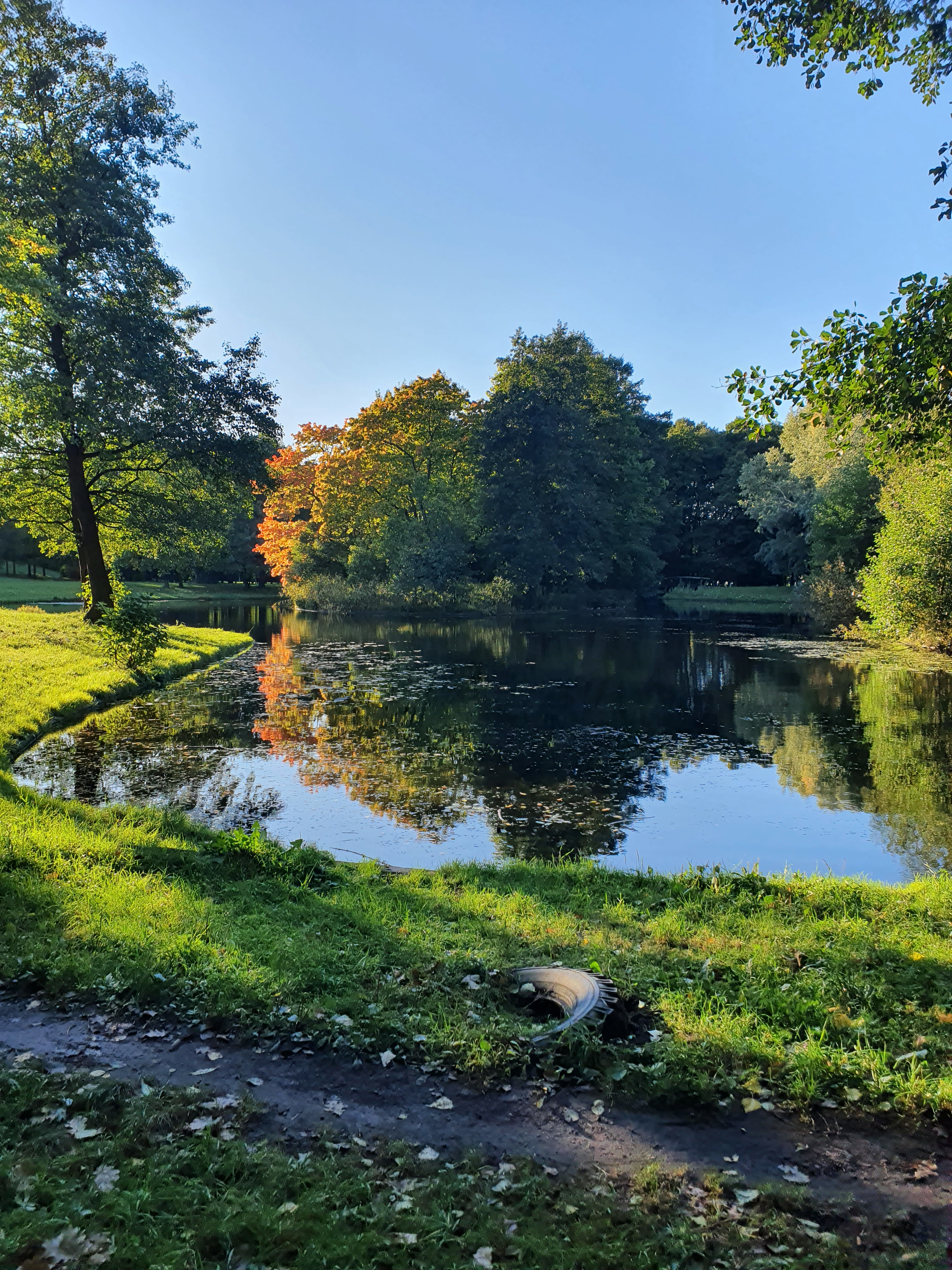
В нижней частио парка около большого пруда (сентябрь 2024 г.).
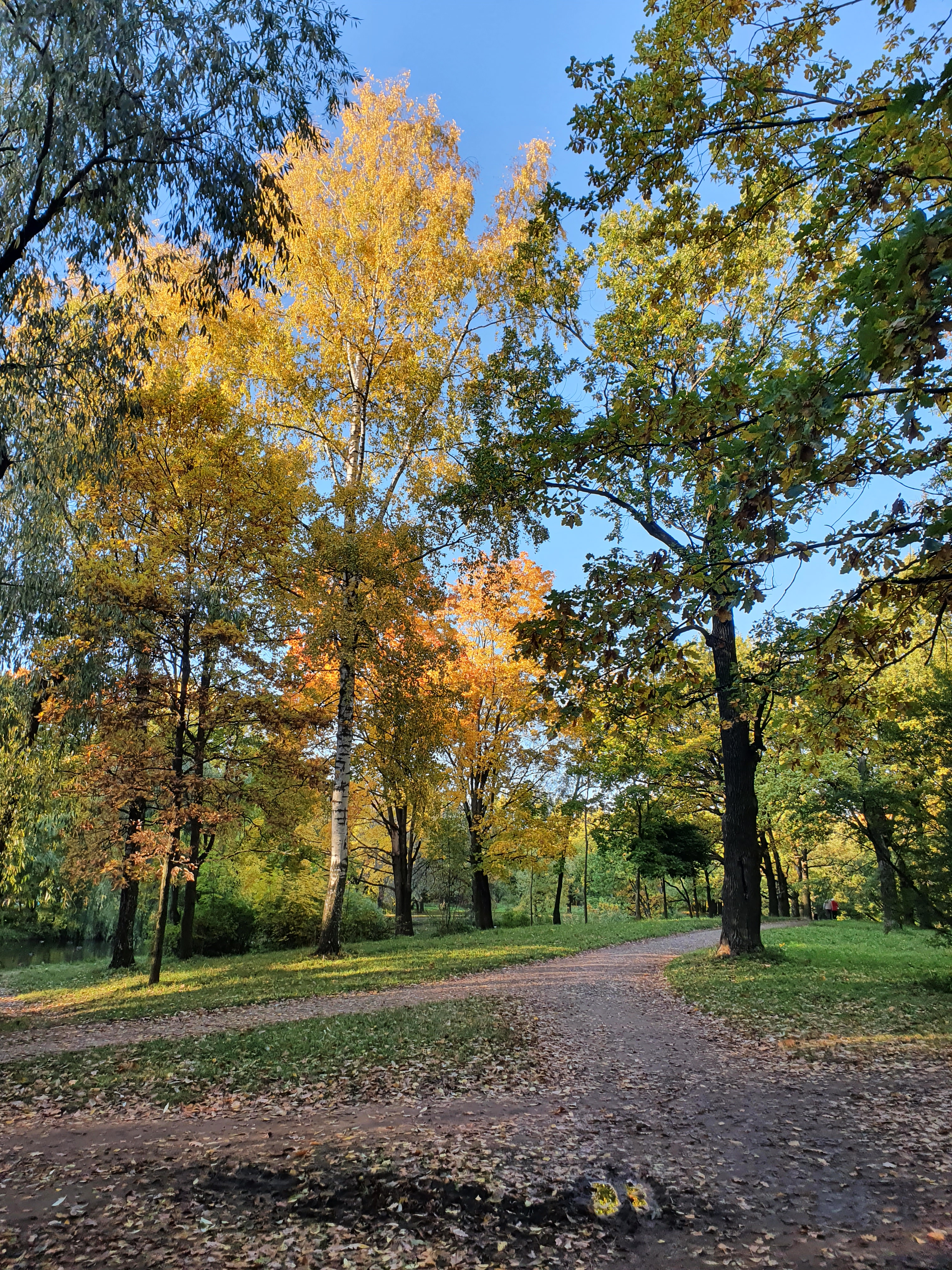
Вид на аллею, проходящую вдоль большого верхнего пруда (октябрь 2024 г.).
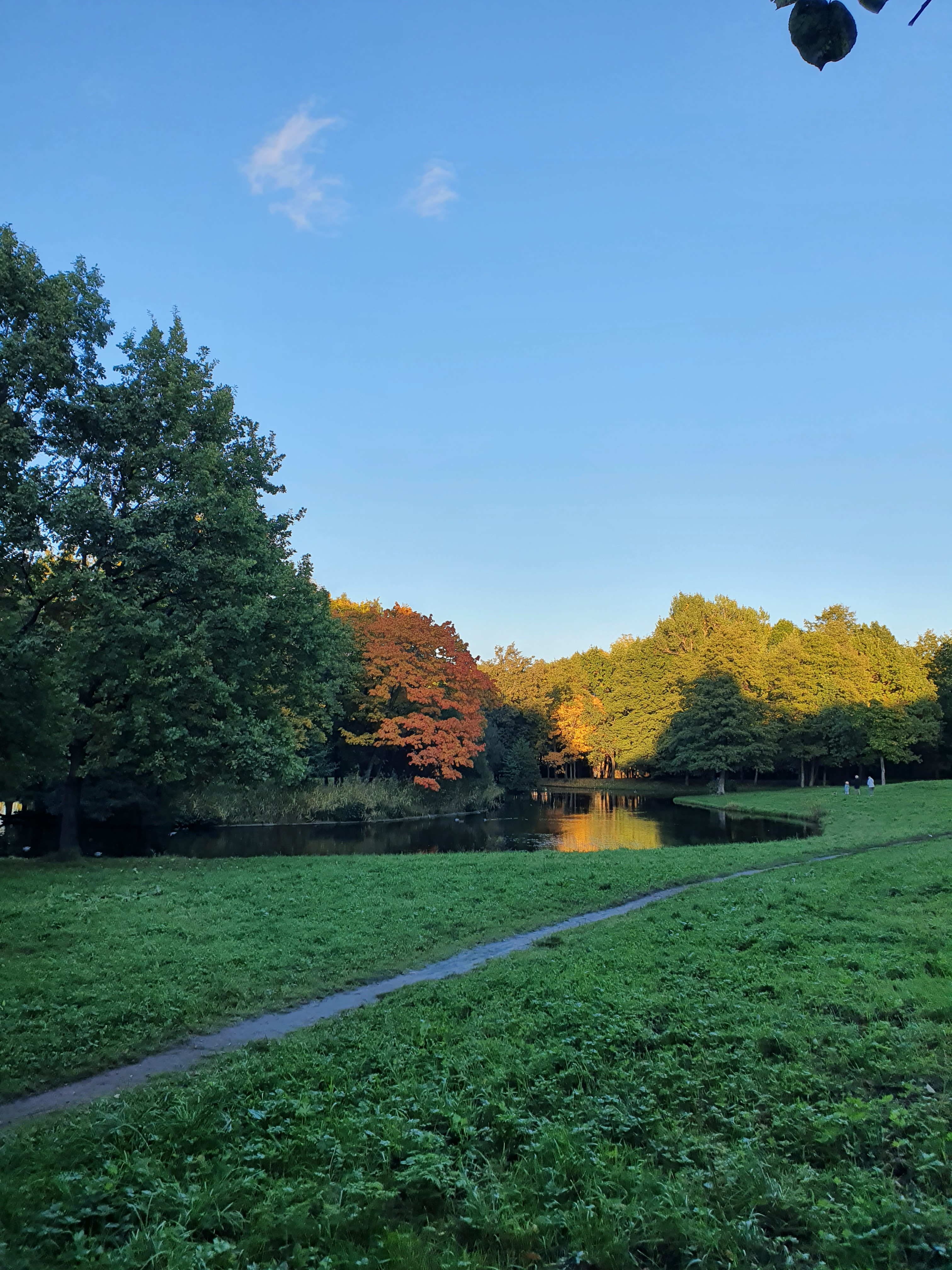
Вид на нижний пруд с островом (октябрь 2024 г.).
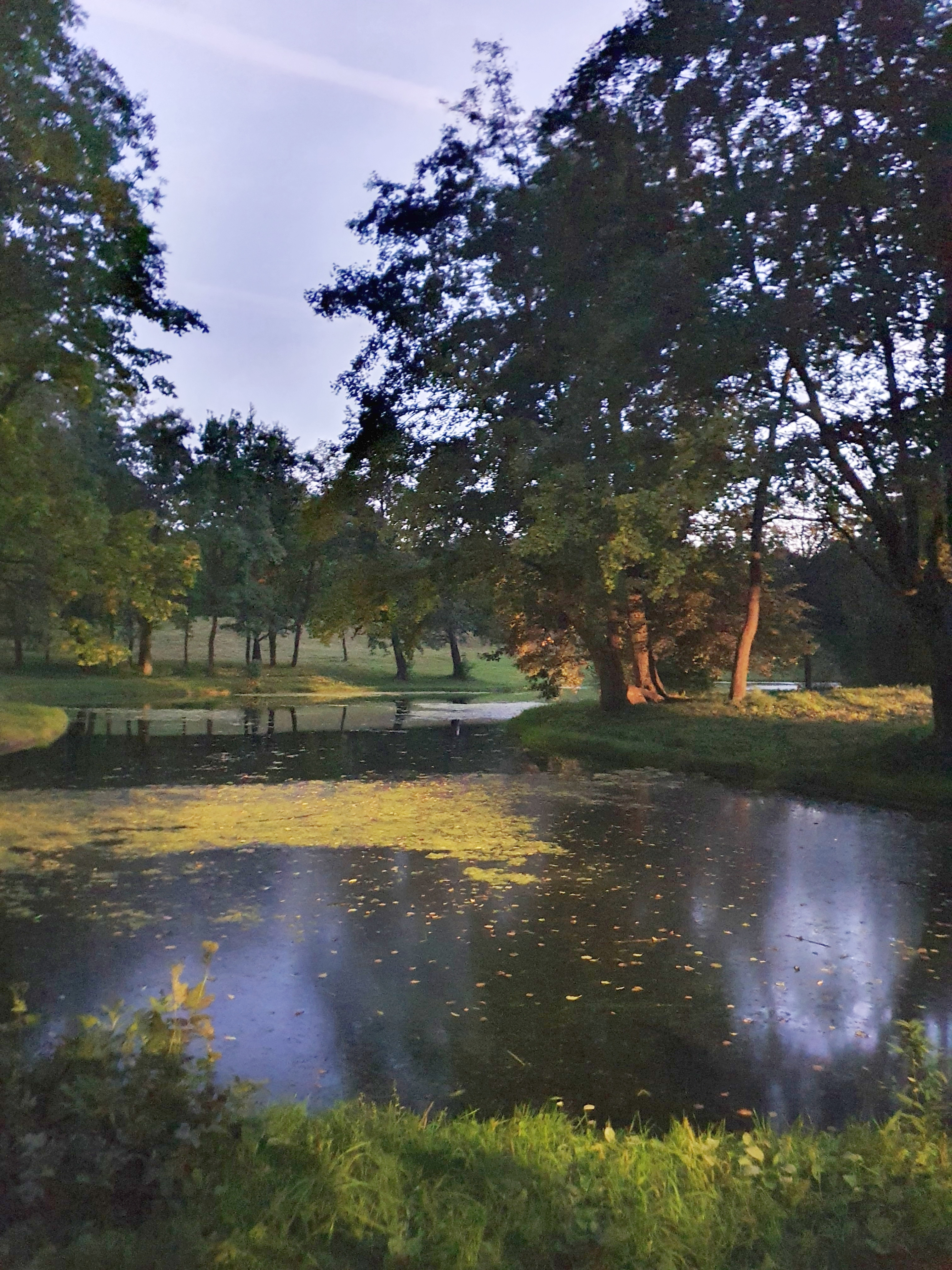
Вечер в нижнем парке. Современный вид (сентябрь 2024 г.) приблизительно с того места, с которого Иоганн Барта писал картину в XIX-ом веке.
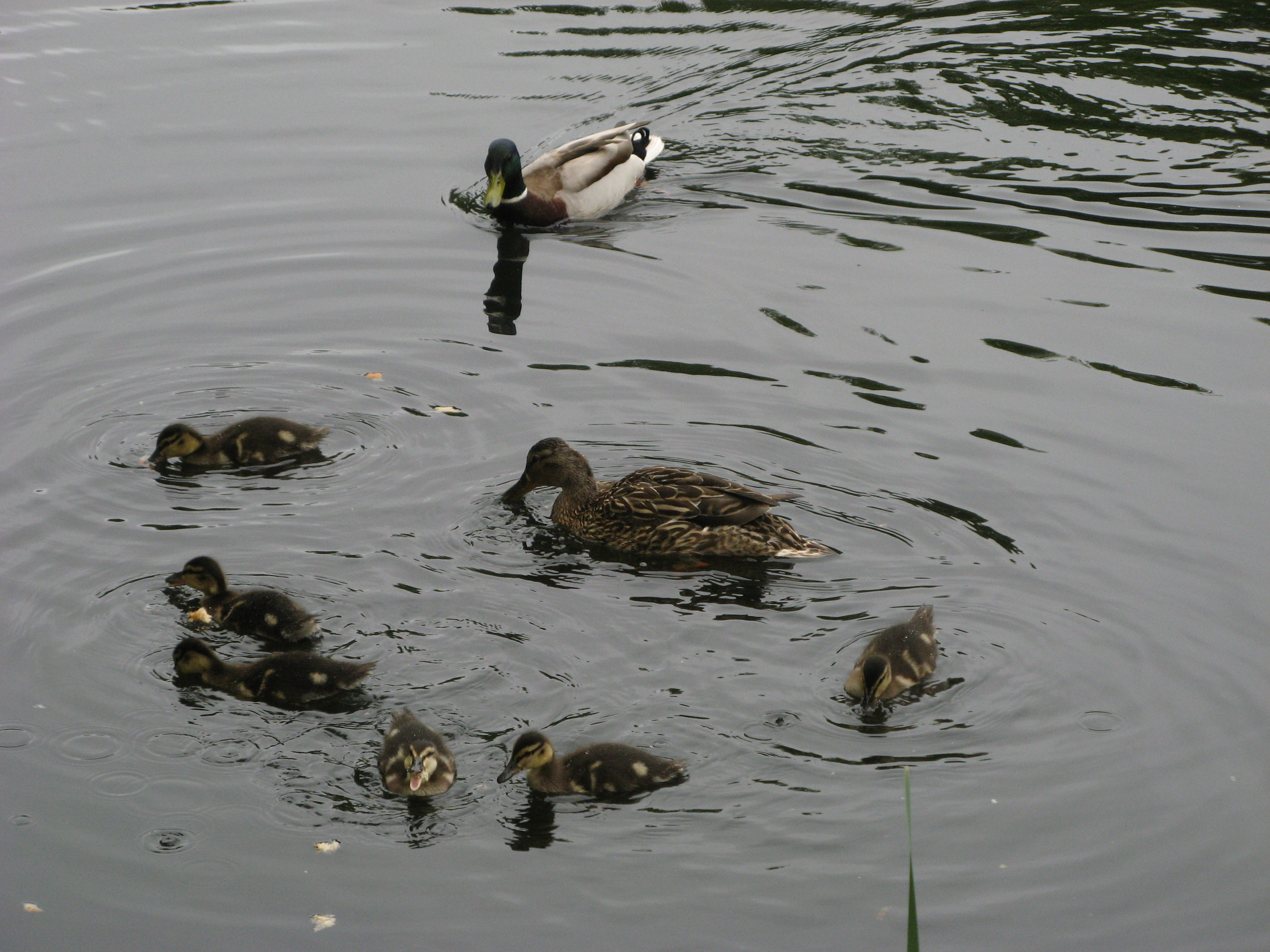
Утиная семья в большом верхнем пруду Демидовского парка, когда оно было ещё достаточно чистым (май 2010 г.).
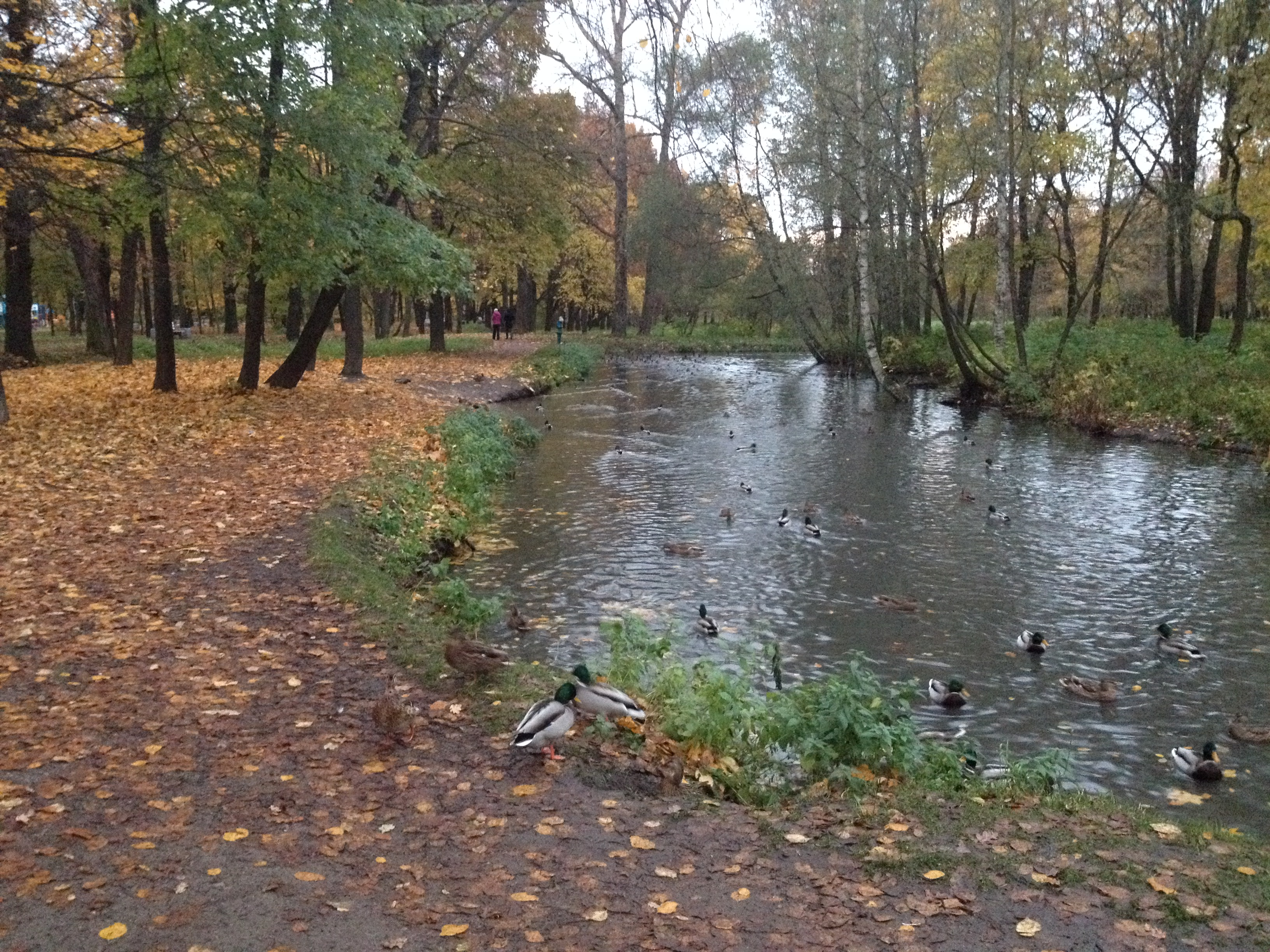
Утки около квадратного пруда в верхней части парка (октябрь 2017 г.).
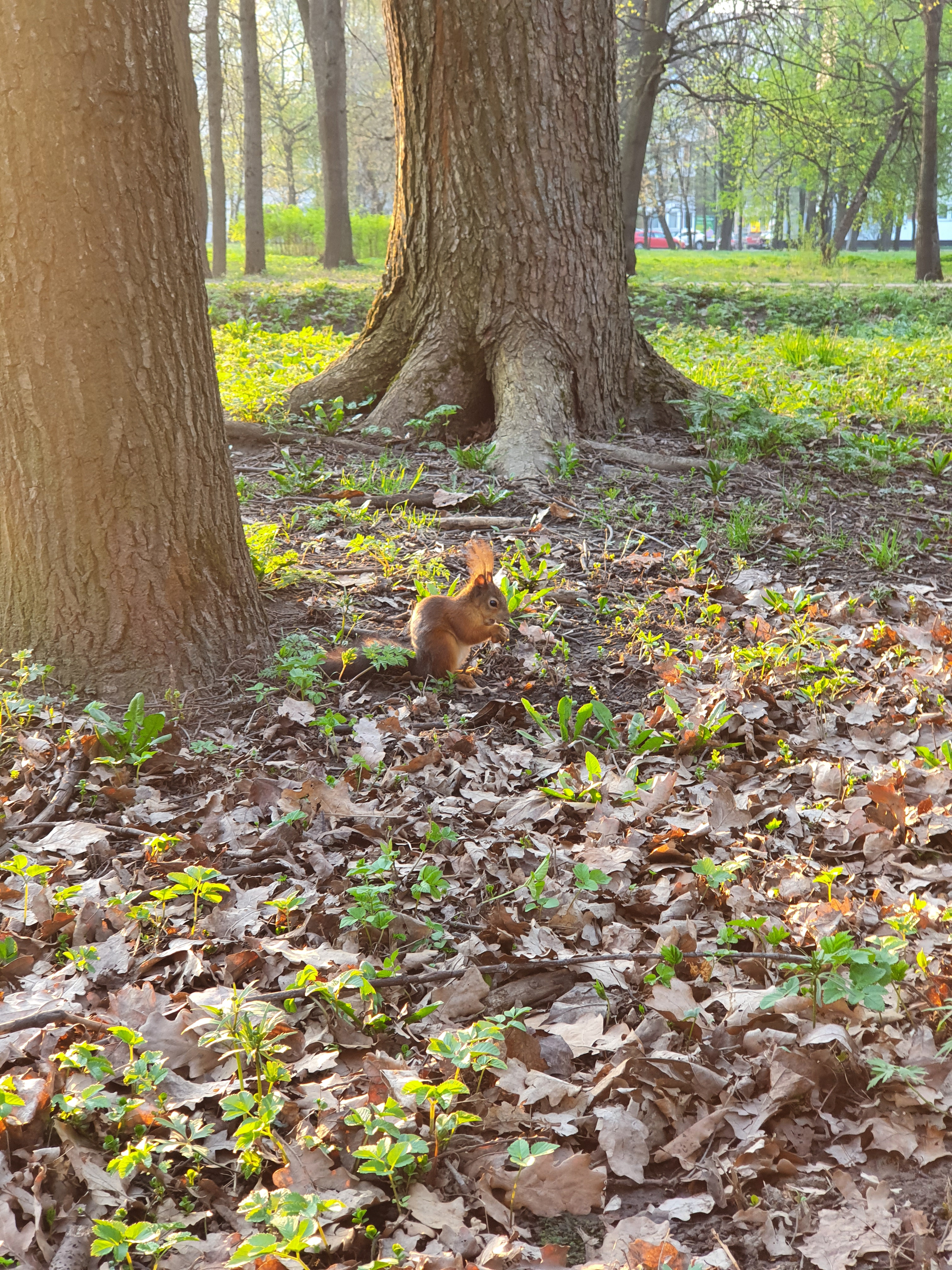
Белка в верхней части парка (май 2021 г.).
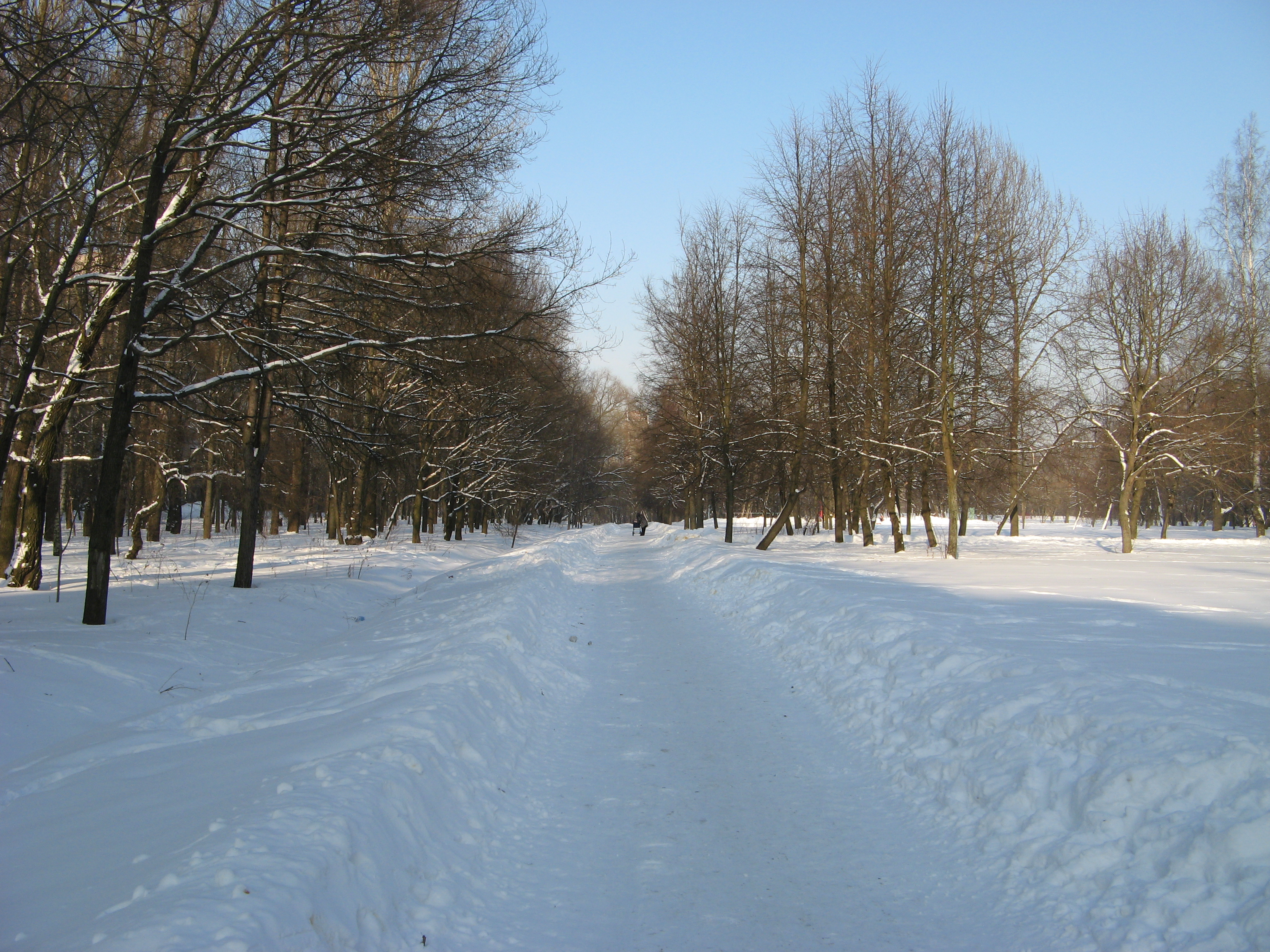
Юго-западный вход в Демидовский парк вдоль некогда существовавшей здесь Георгиевской улицы (февраль 2011 г.).
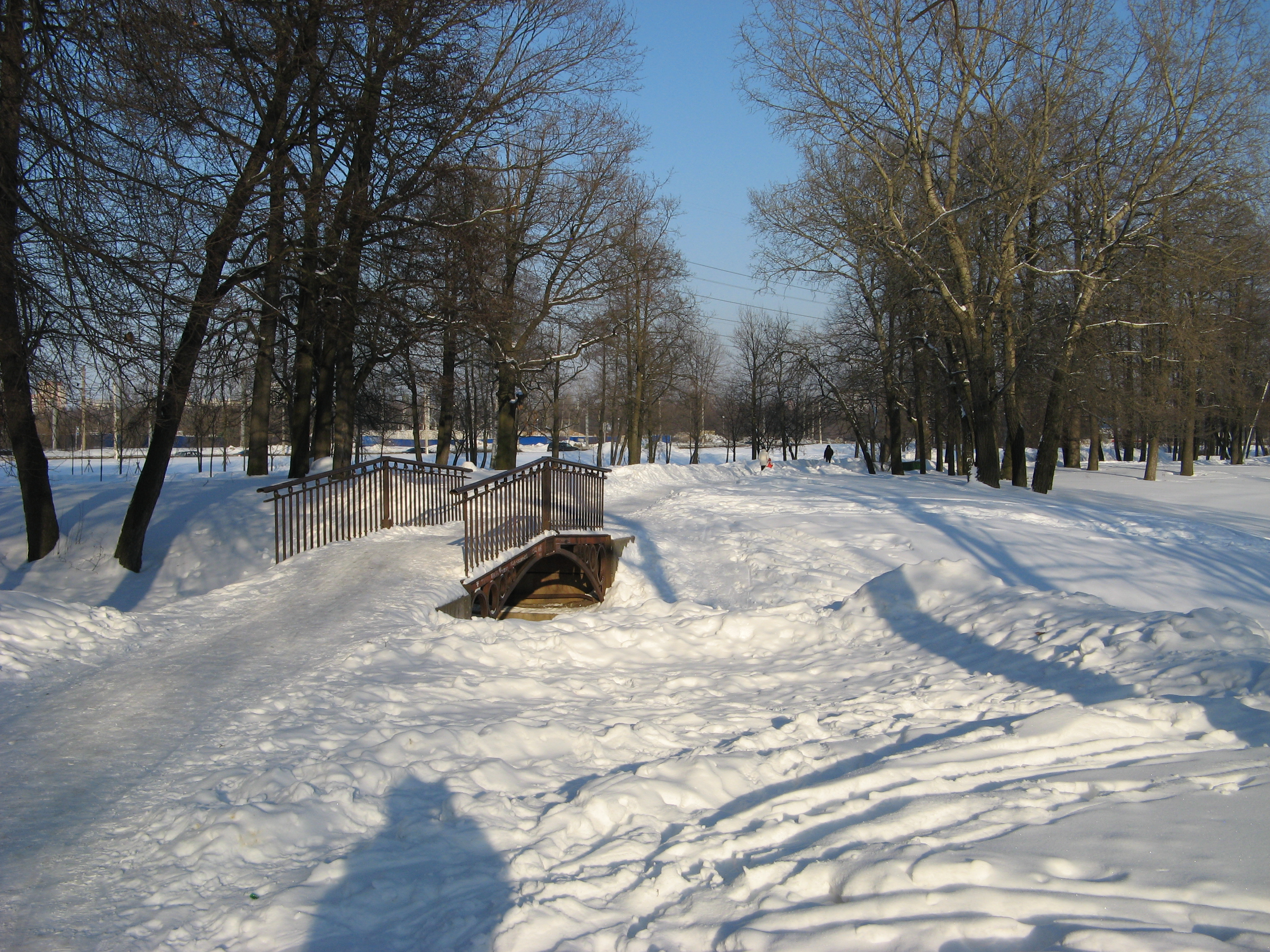
Вид на аллею и мостик в Демидовском парке у нижнего пруда (февраль 2011 г.).
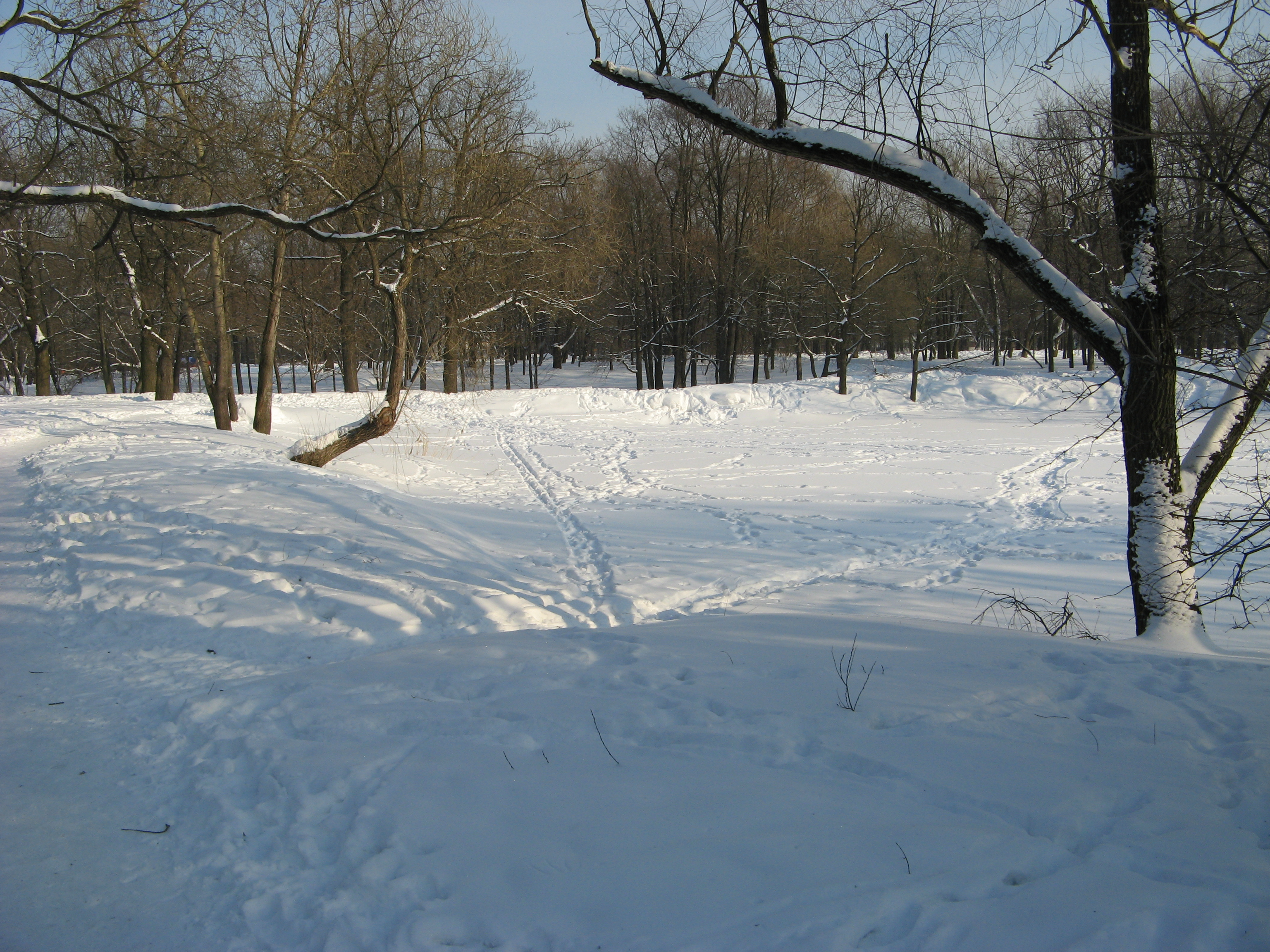
Замёрзшее верхнее озеро (февраль 2011 г.)
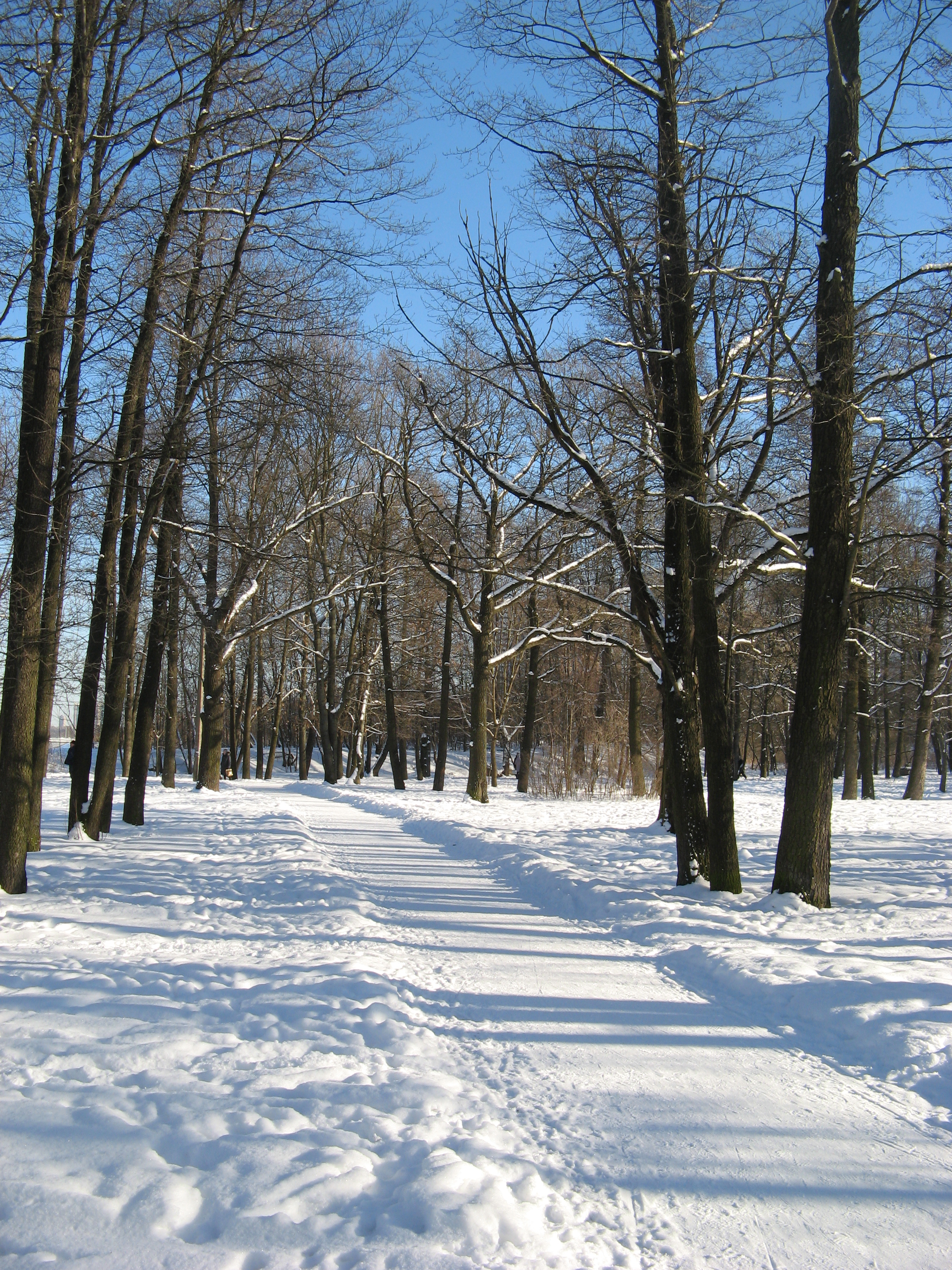
Аллея в нижней части парка (февраль 2018 г.)

## Виды деятельности и развлечений
Парк традиционно используется как место для прогулок и отдыха семьи и детей, для занятий спортом, велопрогулок, спортивным ориентированием и рыбалки. В парке в летнее время также можно встретить художников-пейзажистов, запечатлевающих великолепные виды парка, а в жаркие солнечные дни в парке загорают. В зимнее время в парке катаются на лыжах, санках, санках-ватрушках и коньках. Особенно популярен скат с литоринового уступа, на котором некогда стоял господский дом, в сторону большого нижнего пруда с островом, которое зимой, как и другие озёра, замерзает.

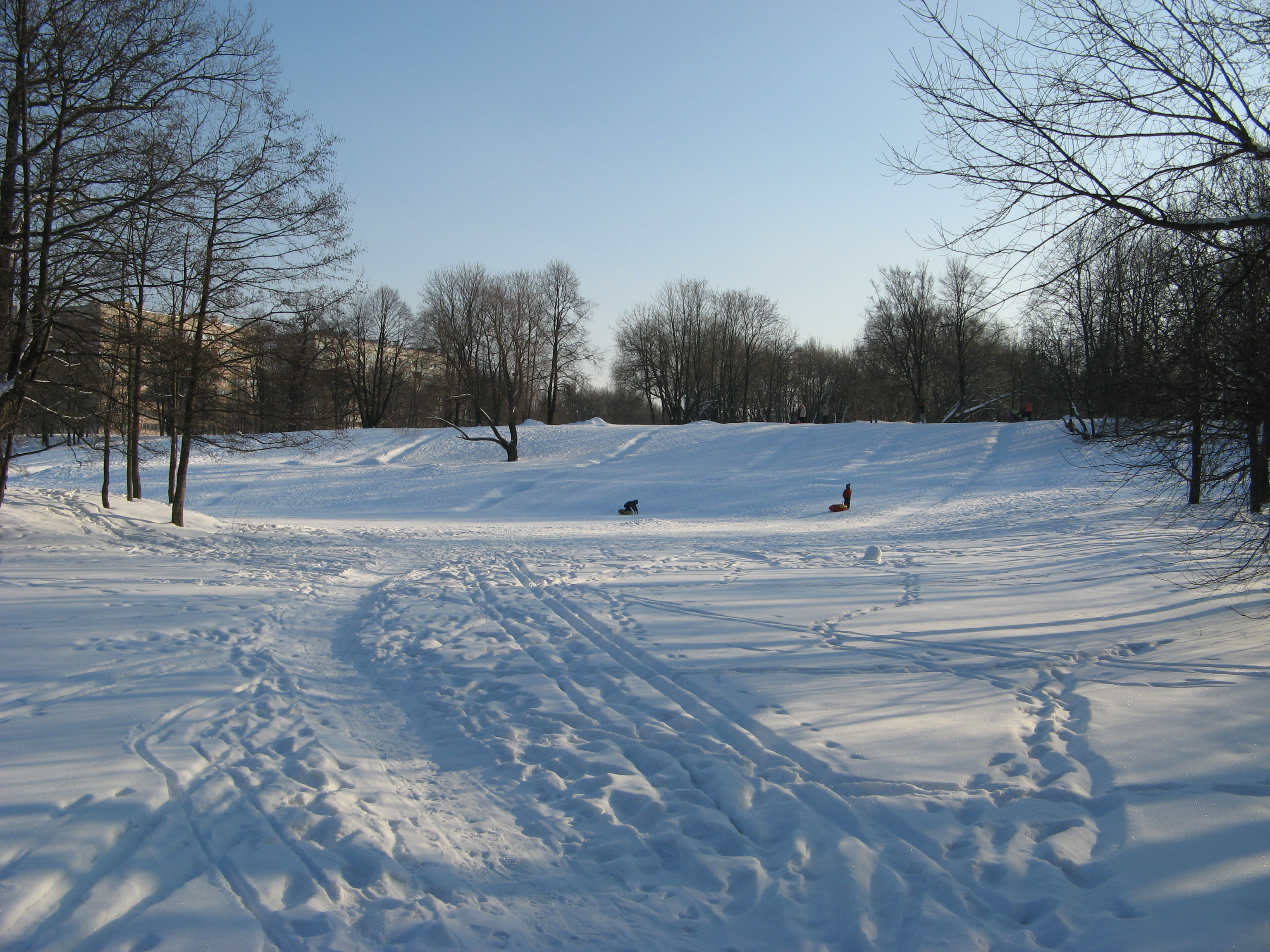
Катание на санках-ватрушках у нижнего озера Демидовского парка с высоты, на которой располагалось главное здание имения Демидовых (февраль 2011 г.).
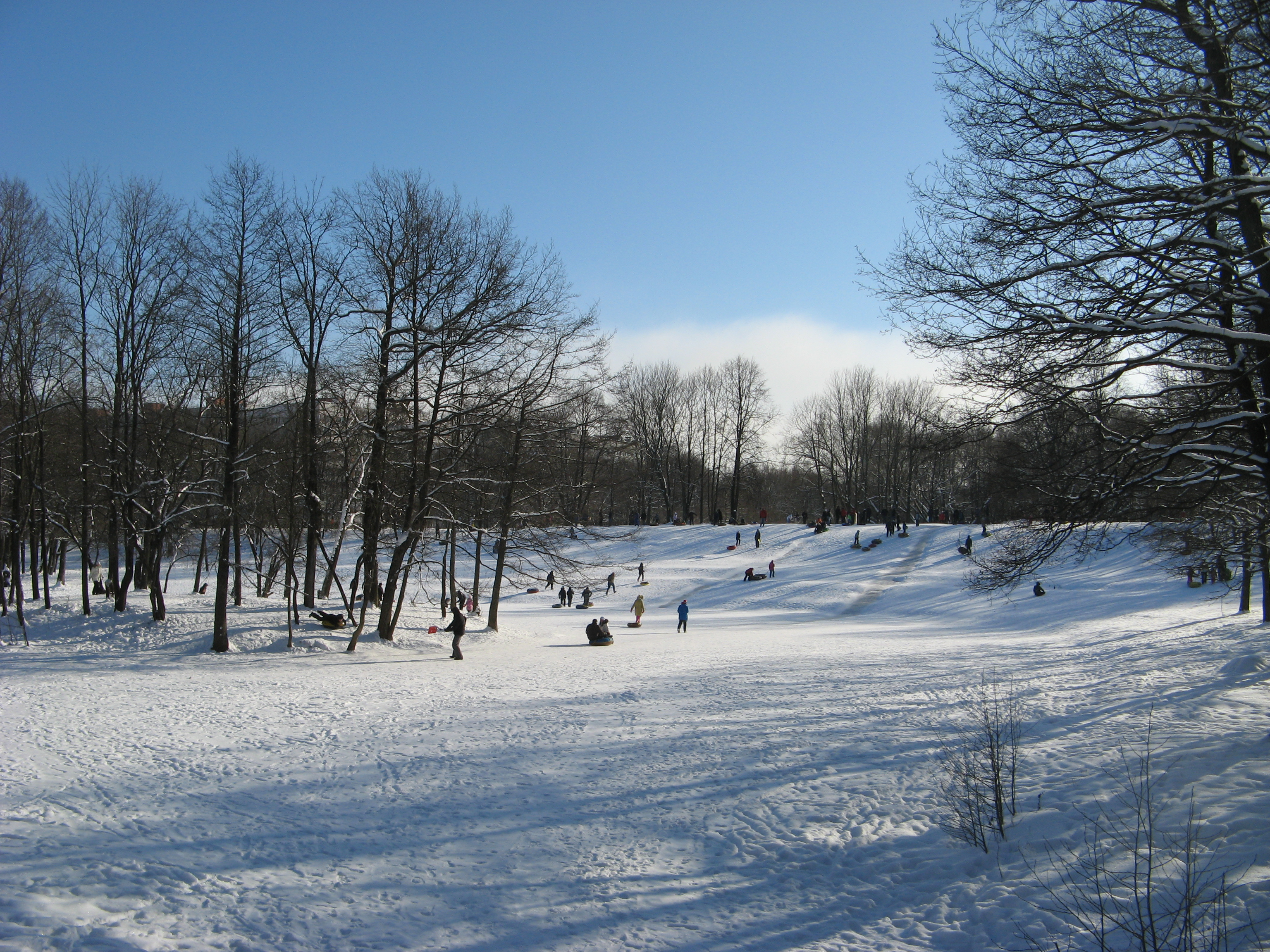
Тоже что и пред., но в феврале 2018 г. В связи с появлением новых жилых кварталов около парка, количество посетителей парка заметно выросло по сравнению с 2011 г.
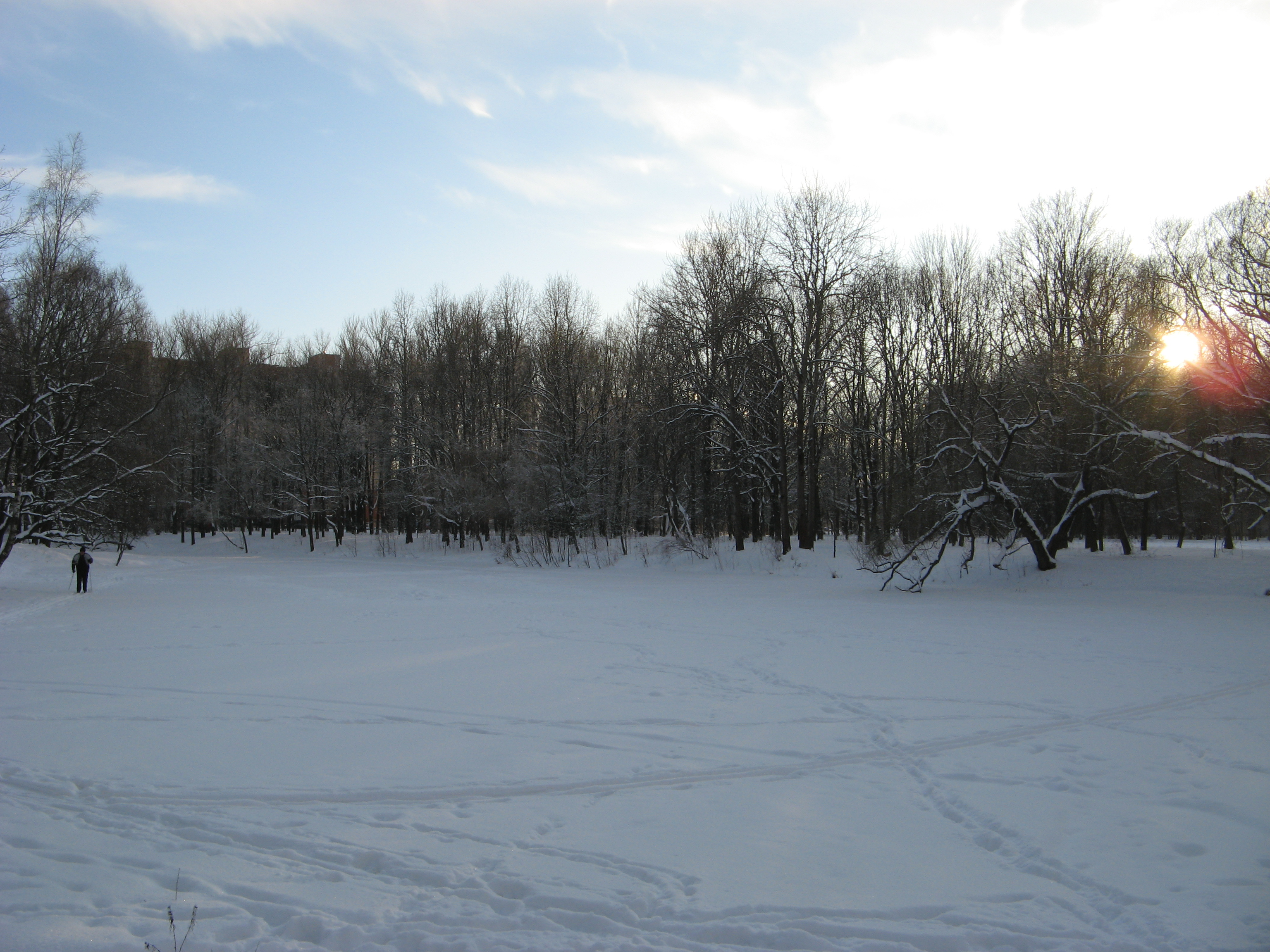
Катание на лыжах в парке по замерзшему большому верхнему озеру (февраль 2018 г.)

## Правила пользования
В парке запрещено выгуливать собак, разводить костры и купаться, о чём администрация парка предупреждает на входе. Также, в Демидовском парке, как и в любом другом парке, запрещено мусорить и употреблять спиртные напитки.

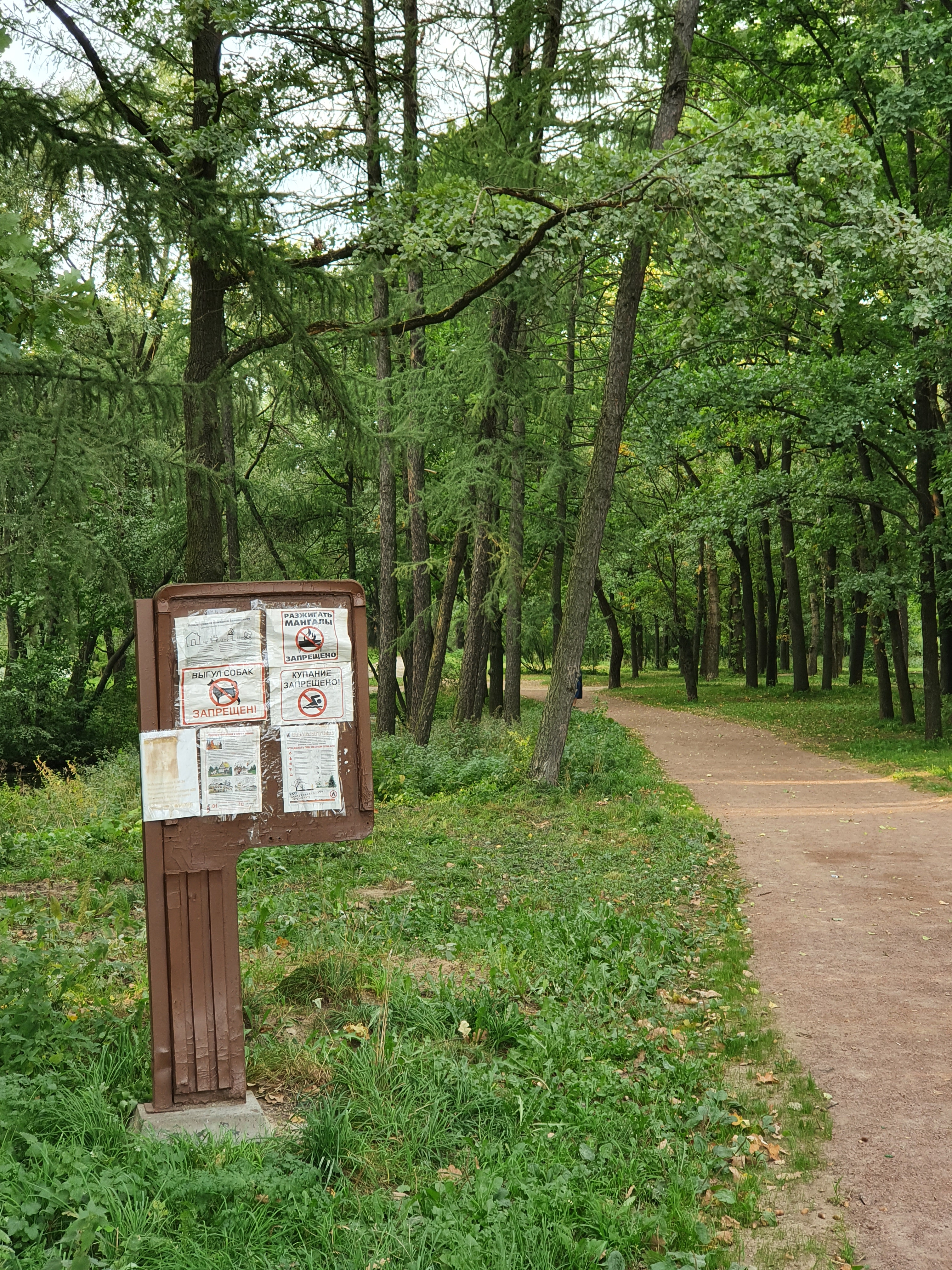
Один из входов в парк с южной стороны, в месте пересечения бывш. Максимовской и Строительской улиц (сентябрь 2024 г.)

## Транспортная доступность
В начале XX-ого века около парка проходила знаменитая трамвайная линия Оранэла, остановки «10 вёрст от Нарвских ворот» и «Ивановская». В советское время и вплоть до конца 1990-х, в парк можно было попасть на трамваях  4, 36, 41, и 60, остановки «ул. Тамбасова» и «ул. Пограничника Гарькавого», а также на автобусе  84. В начале 2000-х линии трамвая 4 (и 4а) упразднили, 41-го трамвая укоротили маршрут и более он не проезжает рядом с парком, а автобус 84 отменили. Остановку «ул. Тамбасова» позже переименовали в «Петергофское Шоссе 43». Сегодня в парк можно попасть на трамваях  36 и 60, а также на многочисленных автобусах, проезжающих по Петергофскому Шоссе. Ни одной станции метро около парка нет, так как за всё время существования  Красносельского района ни одной станции метро в нём так и не построили (на сентябрь 2024 г.). Ближайшие станции метро к парку —  Автово и Проспект Ветеранов расположены далеко (30-50 минут езды на общественном транспорте).

## Современное состояние и проблемы
Вторым очень тяжёлым периодом в жизни парка, после военного периода, стал современный период. С начала 2010-х парк пришёл в упадок и находится в запущенном состоянии. Пруды в парке грязные, на дне через мутную воду проглядываются очертания бутылок, бытового и строительного мусора, прочих объектов и посторонних предметов. В прудах парка стало невозможно купаться (в связи с чем и был введён запрет на купание), с прудов исчезли катамараны, которые можно ещё было увидеть в 90-е. Канавки, по которым некогда журчала вода, засыпаны мусором и листьями и перестали пропускать воду. Практически вся водная система парка нарушена, сломана или уничтожена, мостики провалились, газоны парка усеяны фекалиями собак, за которыми не убирают их хозяева. В парке постоянно скапливается много мусора и опавших листьев, которые очень редко убирают. Система циркуляции воды в парке, основанная на перепадах высот и специальным образом устроенной системой канавок и прудов, перестала работать. Весной лужи воды от тающего снега не впитываются в почву и не уходят через засоренные канавки. Вода неделями стоят в парке, от чего гниют деревья и кусты, и так отравленные мусором и фекалиями. Были замечены свалки мусора, как бытового, так и строительного. В парке, некогда славившемся своей экологией, стали регулярно появляться крысы и трупы птиц. В связи с застройкой прилегающих территорий новыми районами (ж/к «Балтийская жемчужина», «Премьера», «Кинопарк») в парке появилось много приезжих, людей с другой культурой поведения, многие из которых ничего не знают о богатой истории парка и используют его для своих личных нужд в качестве придомовой территории. Некоторые приходят в парк чтобы «попить пива» и часто ведут себя нецивилизованно; отмечались, хотя и редкие, случаи насилия в парке, а также курения наркотических веществ. Администрация парка (который, по состоянию на 2024 год, административно прикреплен к Южно-Приморскому парку), в свою очередь, никак не информирует посетителей о богатом культурном и историческом наследии парка, о людях которые его создавали, об их роли в истории Российского Государства, Санкт-Петербурга и Сосновой Поляны. На входах в парк даже нет табличек с его названием, ни с упоминанием того, что он отнесён к объектам культурного наследия России, а информация о правилах пользования парком регулярно уничтожается вандалами.

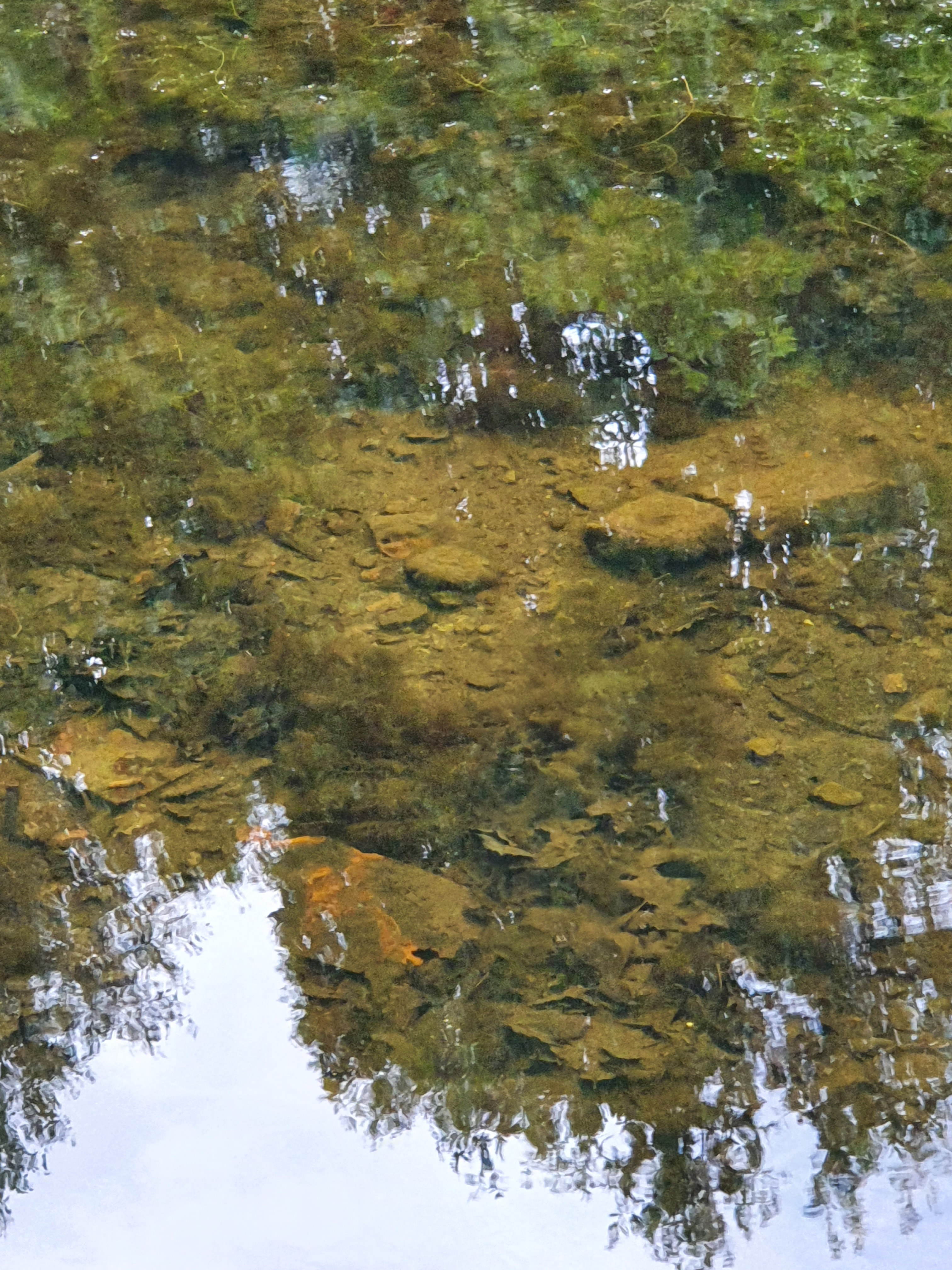
Состоянее воды верхнего большого пруда в парке (июль 2023 г.).
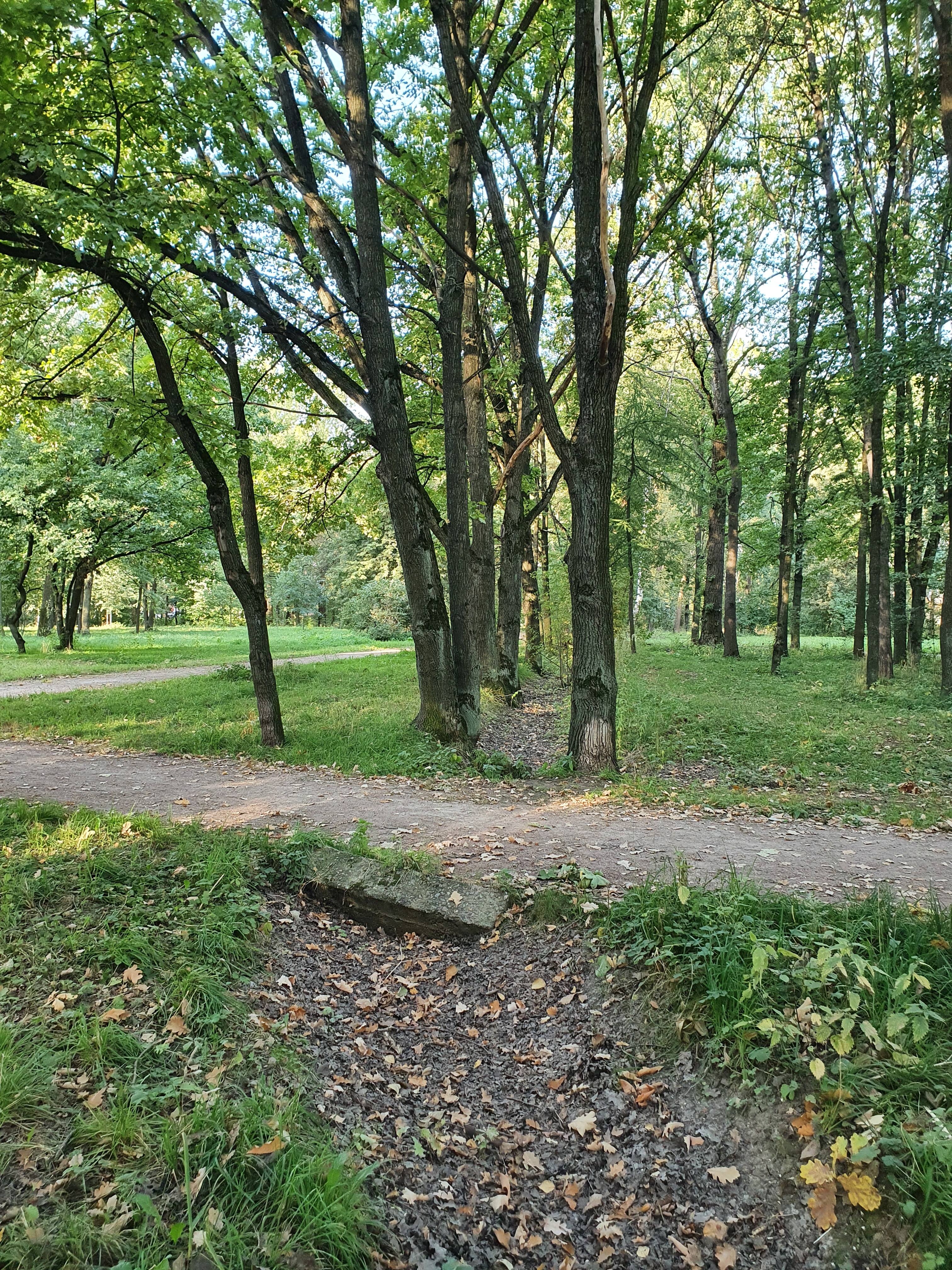
Канавки парка и мостики-переходники между ними часто находятся в таком состоянии (сентябрь 2024 г.).
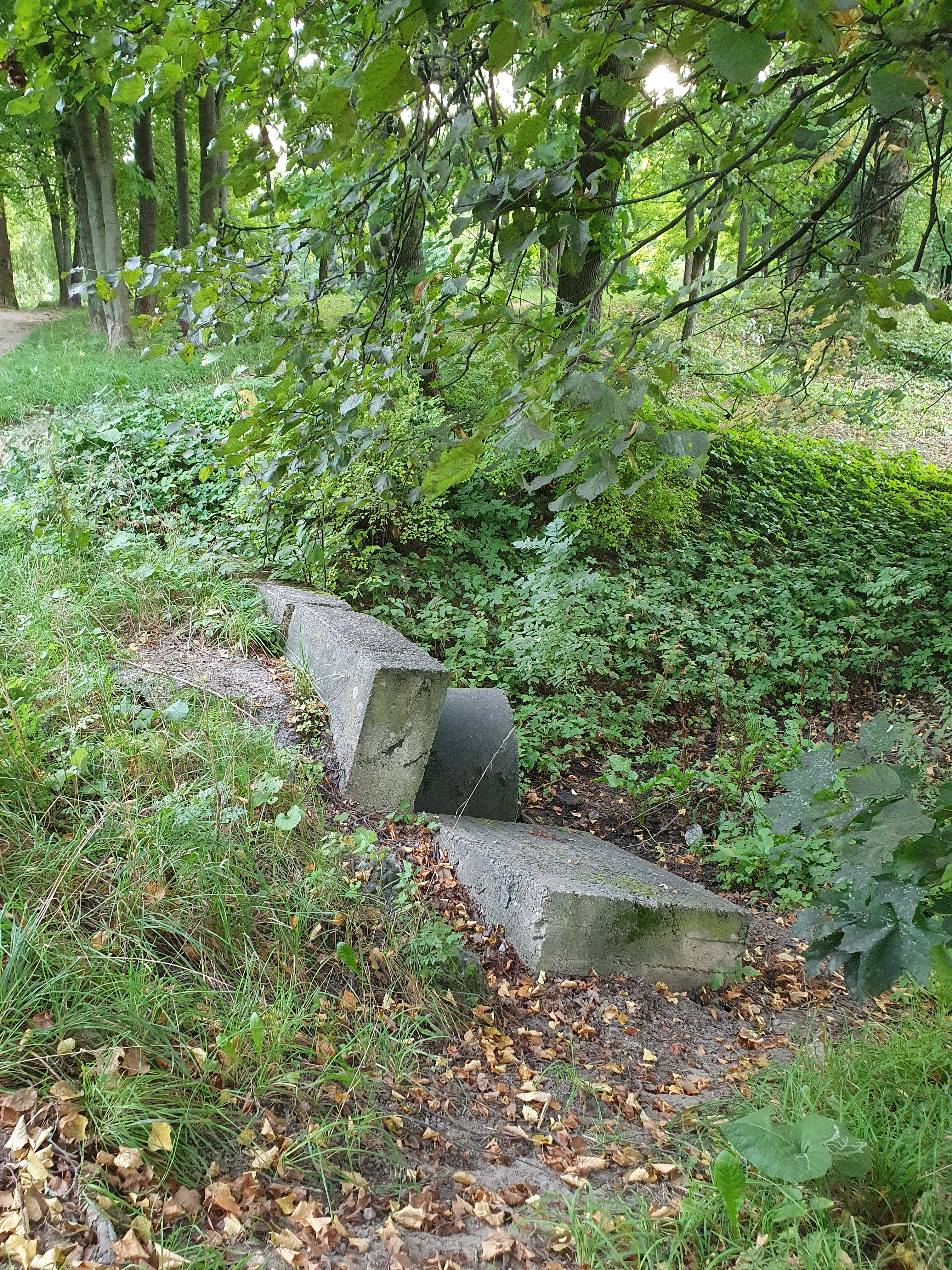
Элемент системы циркуляции воды Демидовского парка (сентябрь 2024 г.).
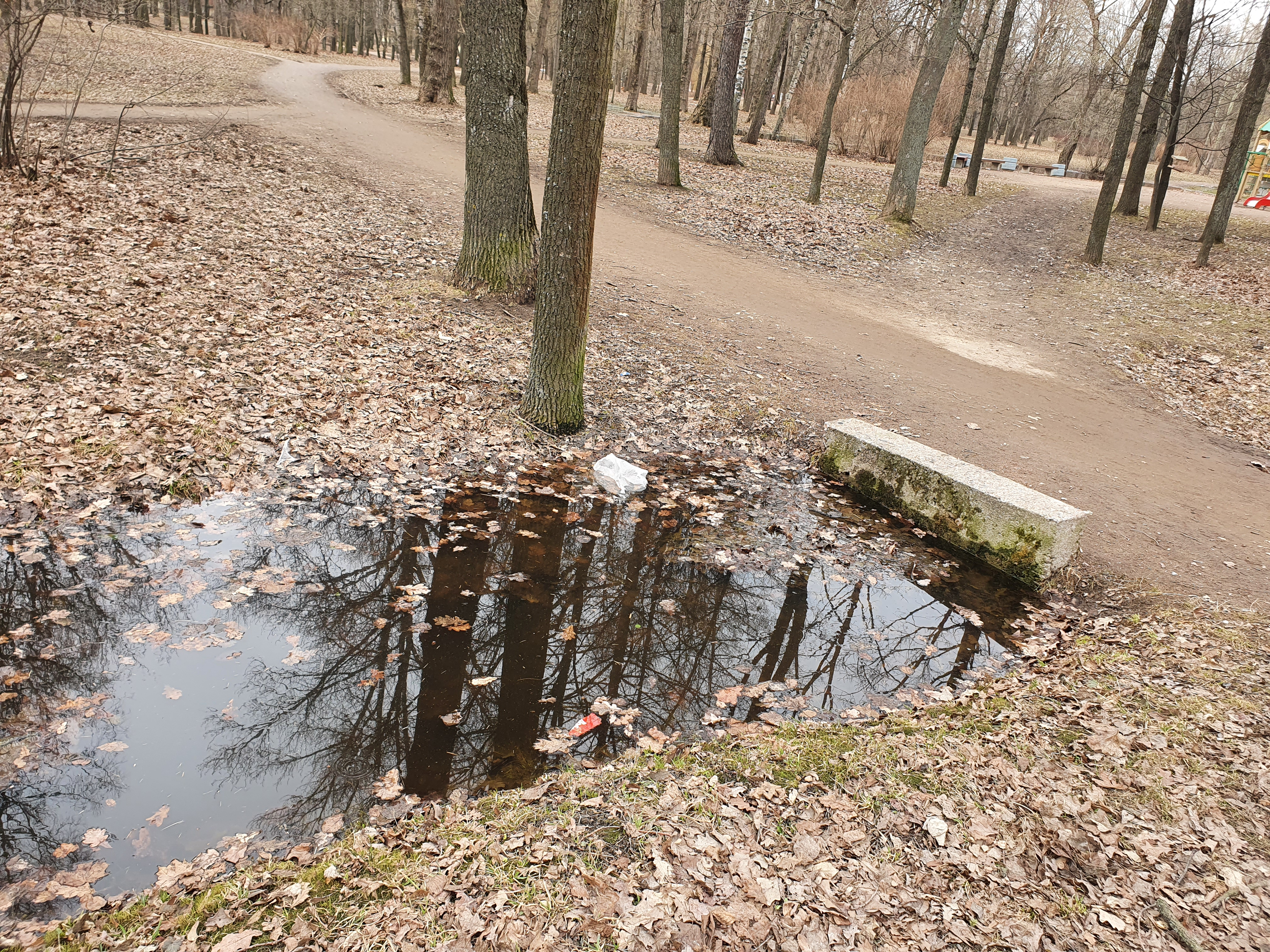
Канавки парка из-за большого количества листьев и мусора перестали работать и в них неделями стоит вода (апрель 2023 г.).
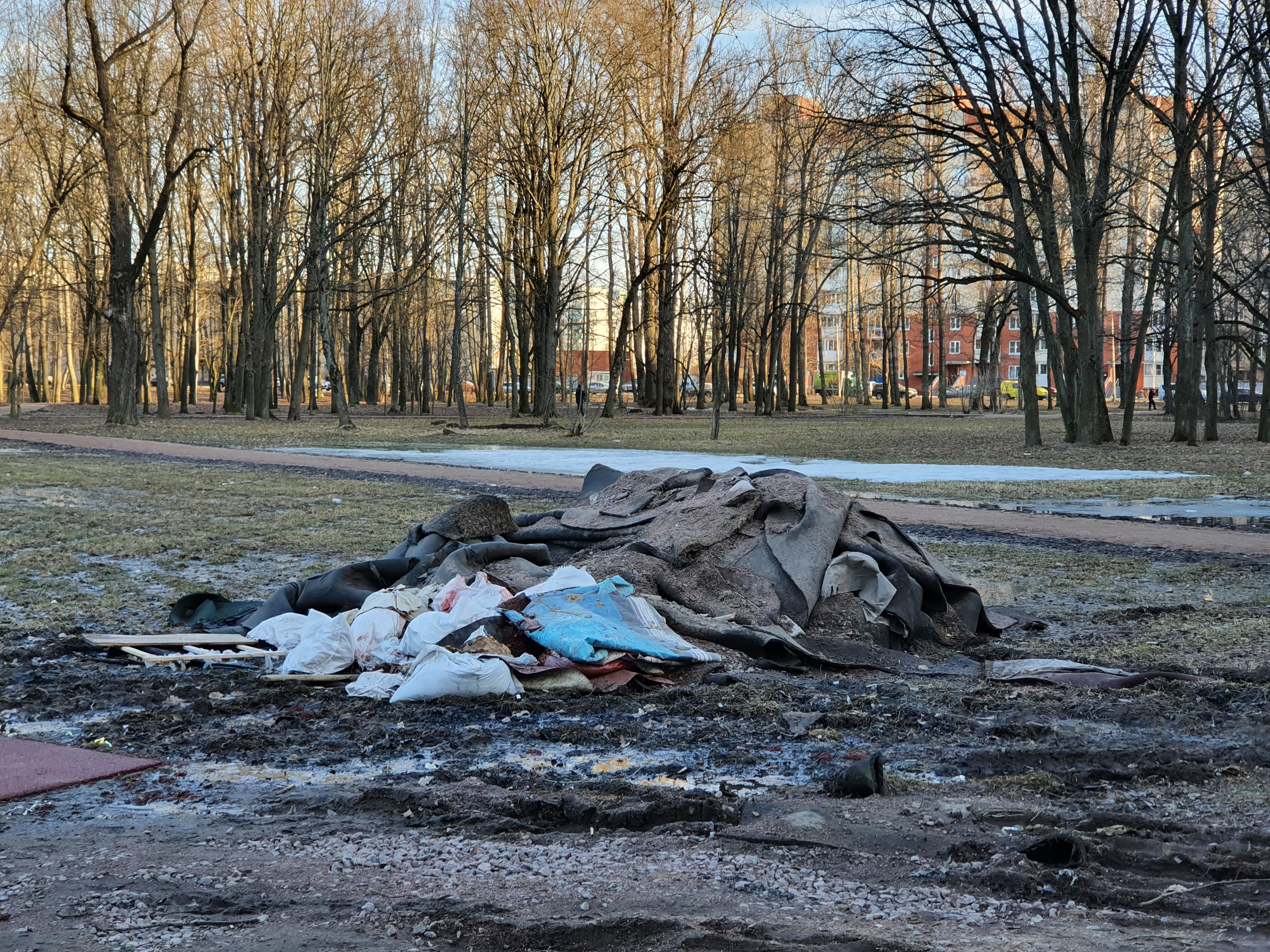
Строительный мусор, пролежавший около полугода в верхней части Демидовского парка (апрель 2023 г.).
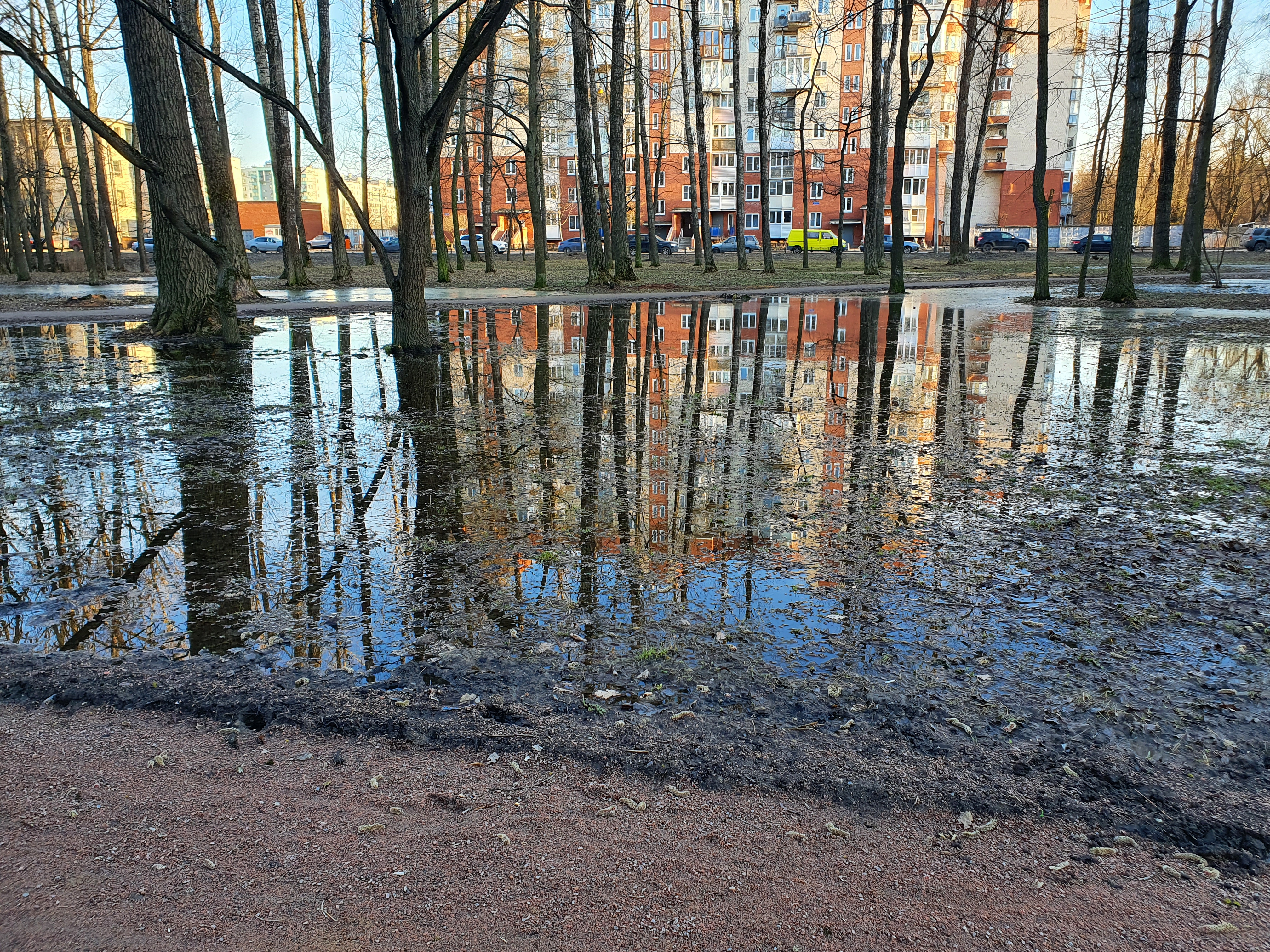
В верхней части парка около южной границы. Из-за того что парк практически не убирают, такого размера лужи в нём стоят неделями (апрель 2023 г.).
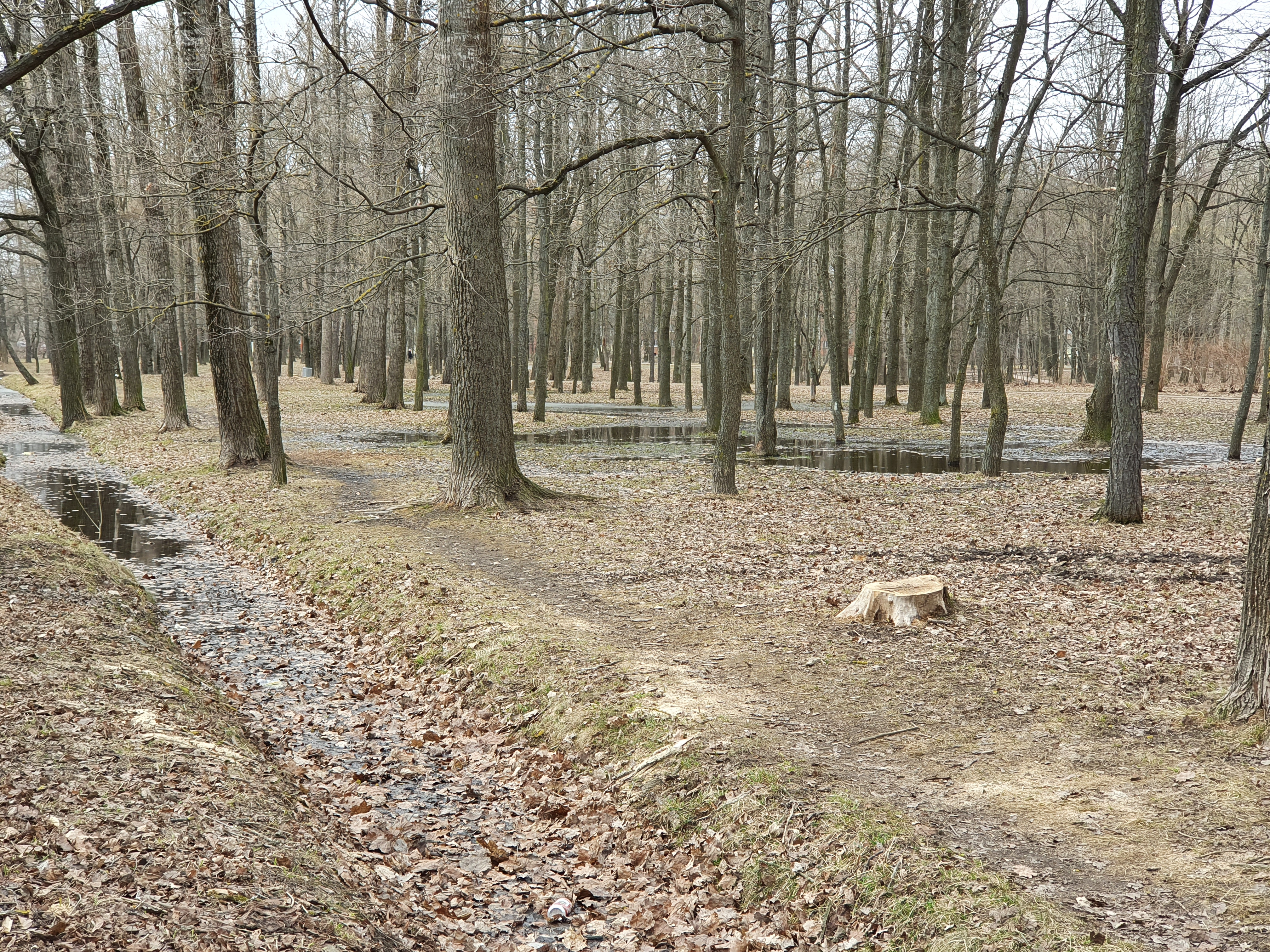
Типичный пейзаж верхней части парка (апрель 2023 г.).
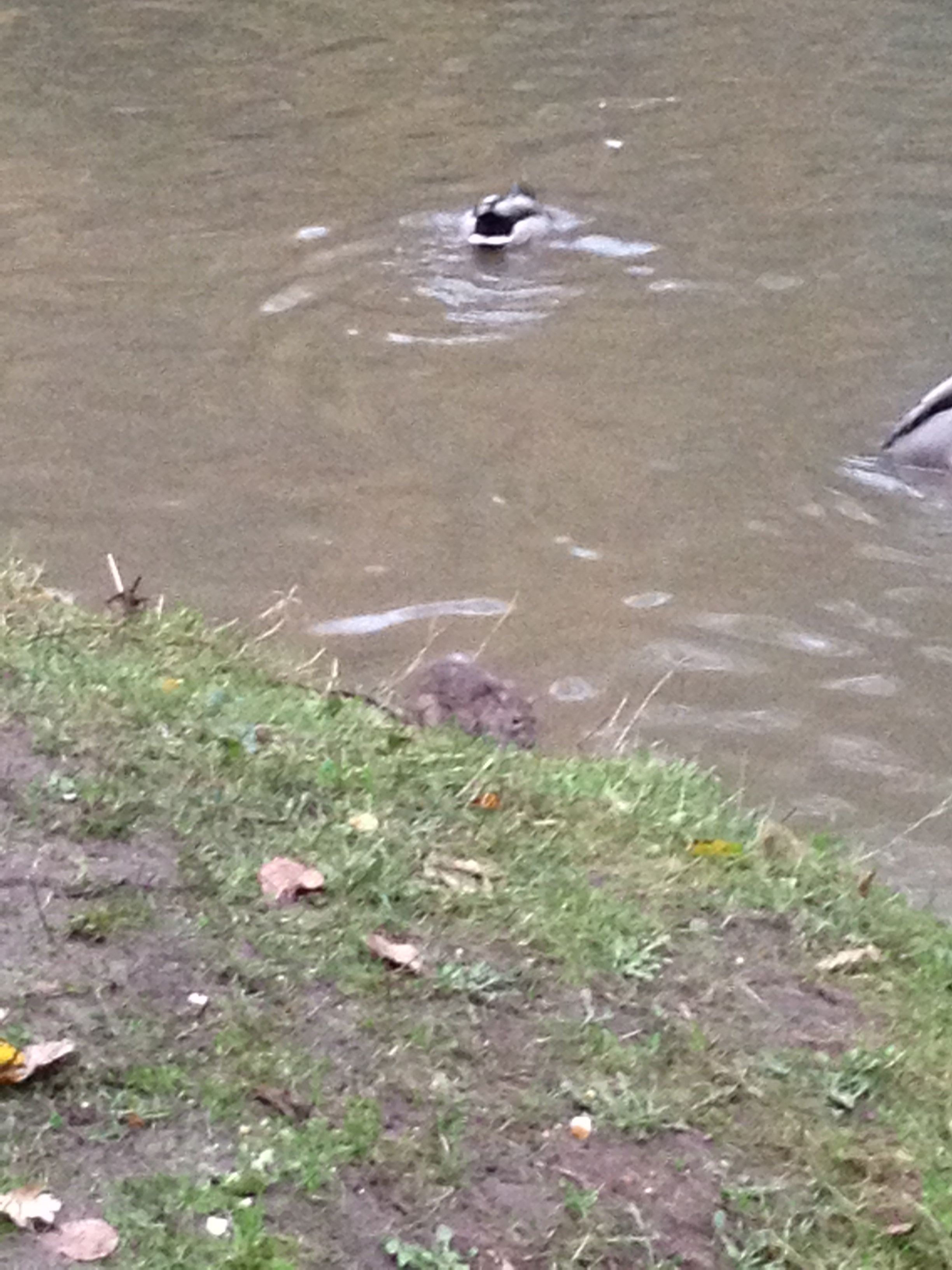
Около квадратного пруда в верхней части парка развелись крысы, чего не было в парке до 2010-го года (октябрь 2020 г.).

В парке нельзя выгуливать собак, разводить костры и мусорить, однако эти запреты практически полностью игнорируются посетителями парка, постоянно мусорящими, разводящими костры и мангалы и нё убирающими за собой, а также владельцами собак, которые не только в нём выгуливают своих питомцев, но и не убирают за ними. Каждый год большое количество уток и деревьев погибает в парке от загрязнений фекалиями собак. За последние 15 лет парк потерял около нескольких сотен деревьев и заметно поредел, новые деревья при этом практически не высаживаются. Кроме этого, в парке вытоптаны многие газоны.

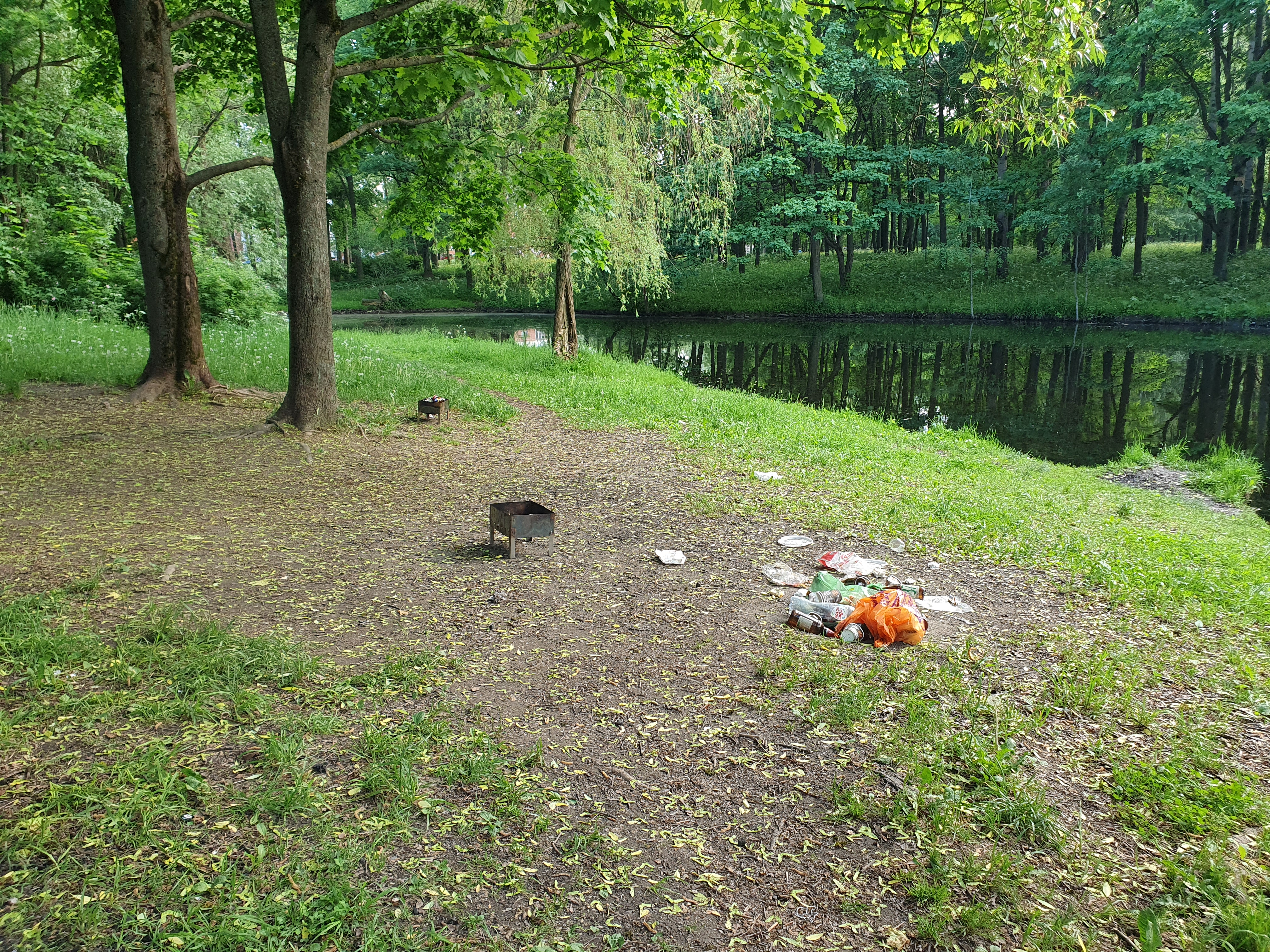
Типичная картина в парке летом (около большого верхнего пруда, июнь 2024 г.).
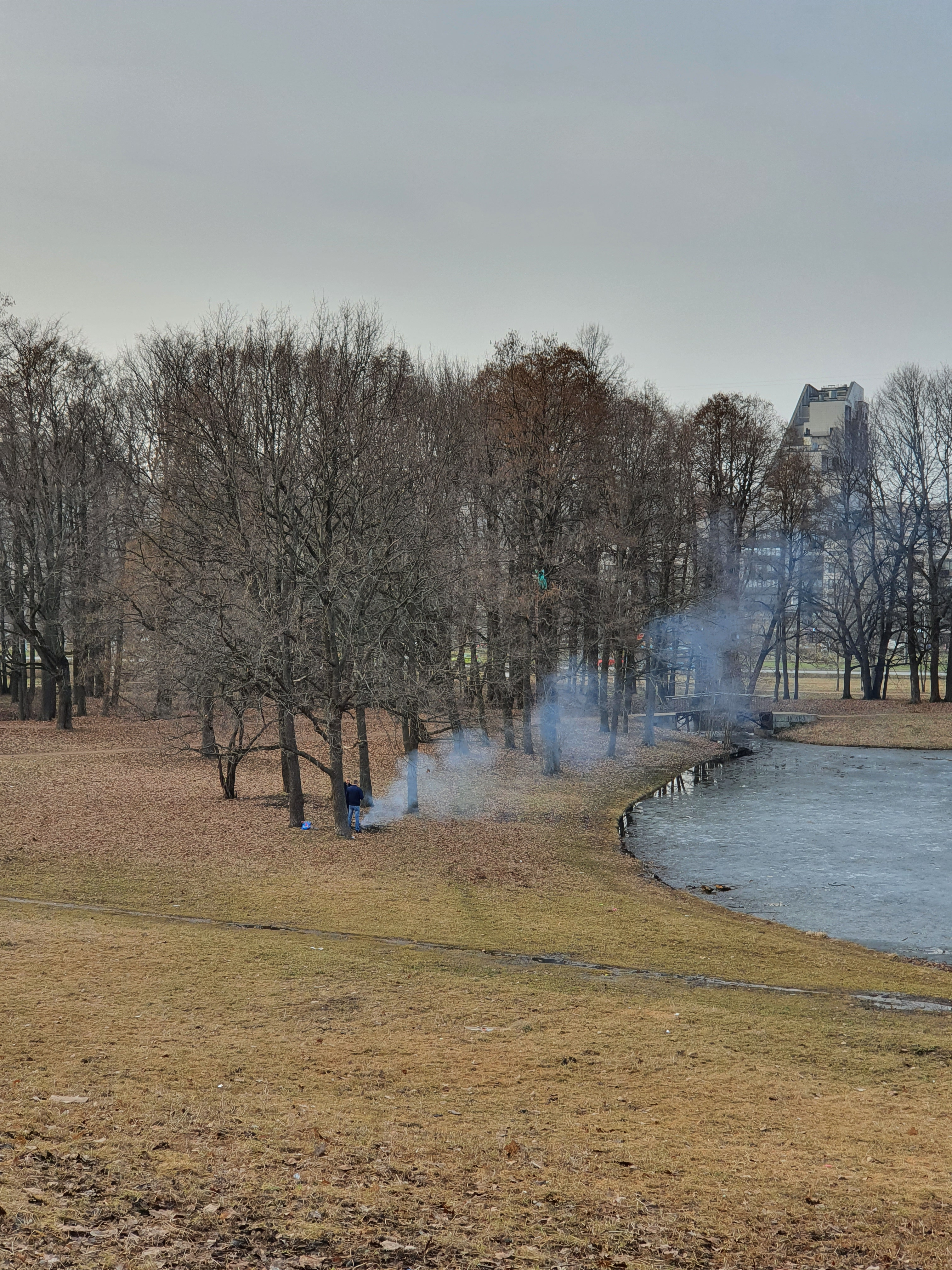
Типичная картина в парке весной (вид с литоринового уступа на нижний пруд с островом, апрель 2024 г.). Многие посетители не соблюдают запрет на разведение костров в парке.
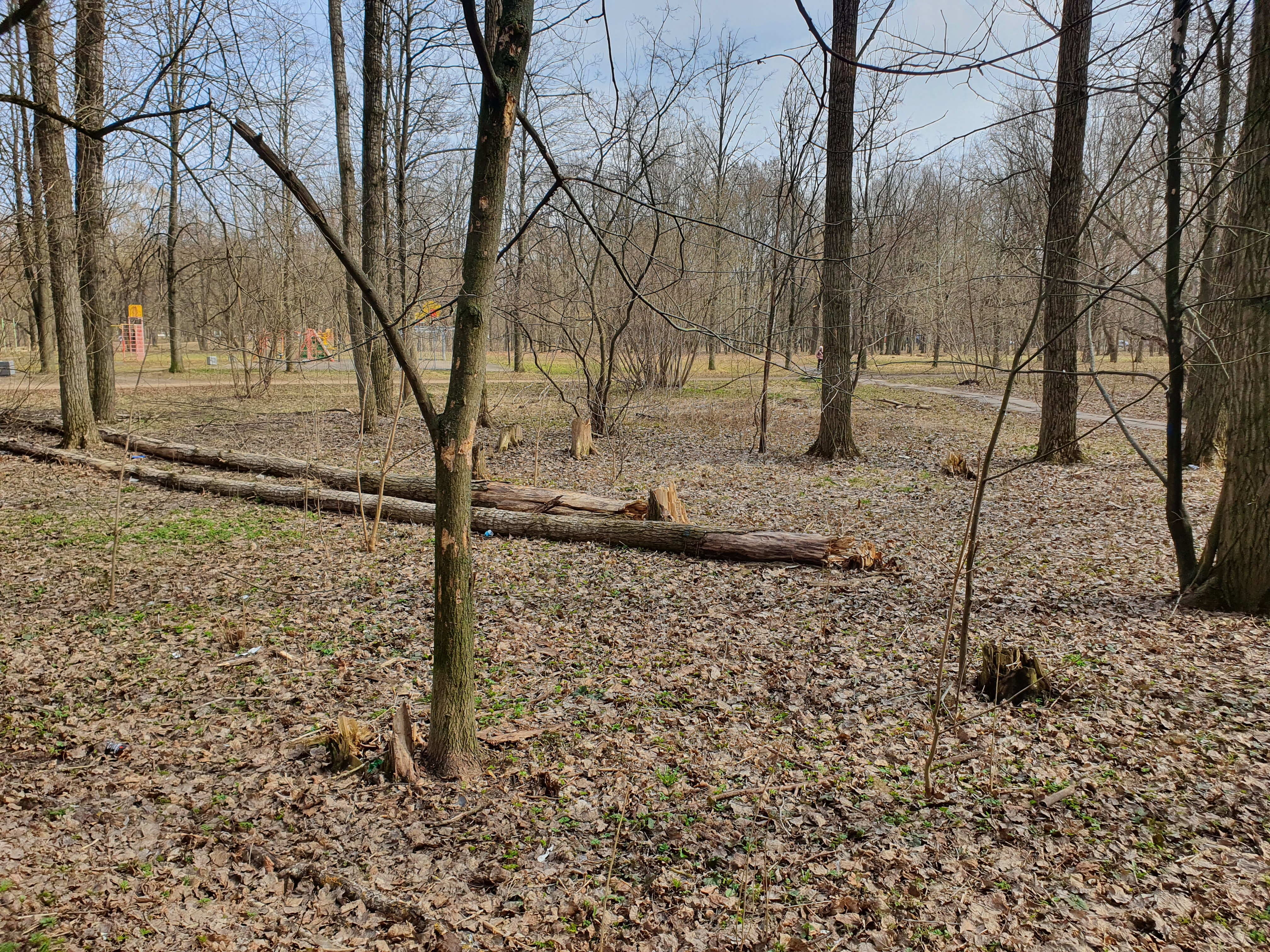
Погибшие деревья и мусор в парке (апрель 2022 г.).
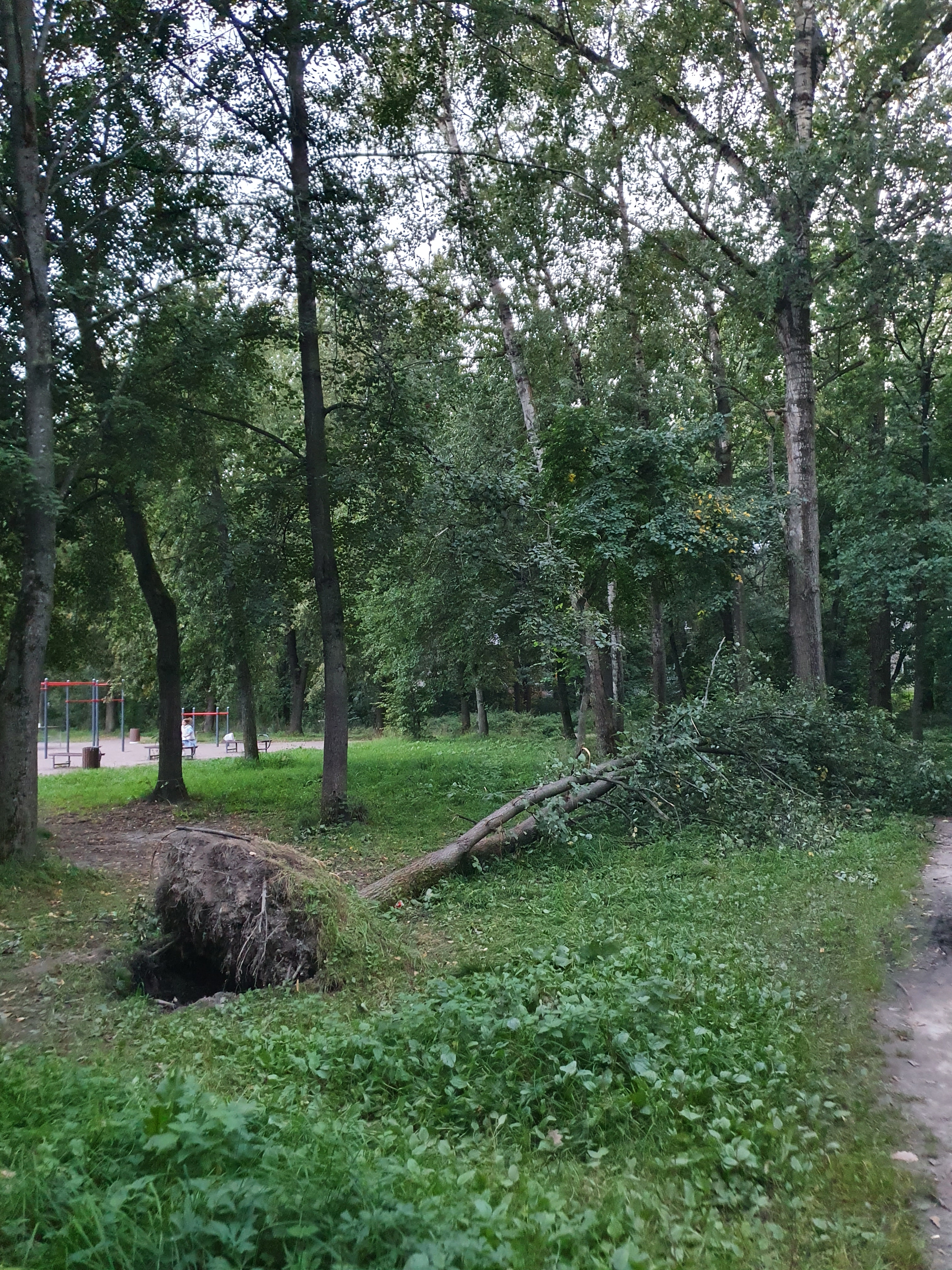
Погибшее дерево около игровой площадки (сентябрь 2024 г.)
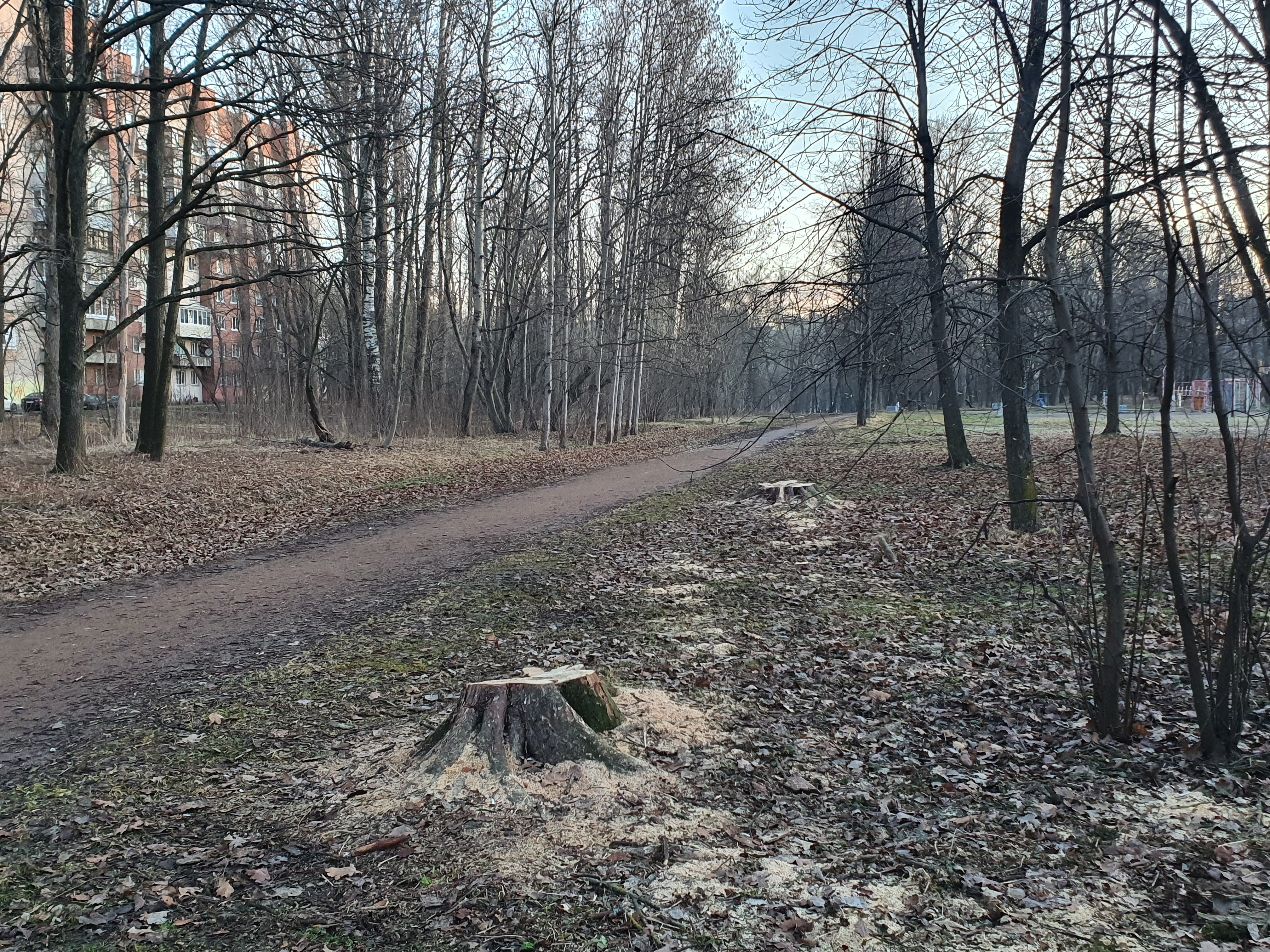
Спиленные деревья вдоль одной из аллей парка (бывш. Георгиевской ул., апрель 2022 г.).
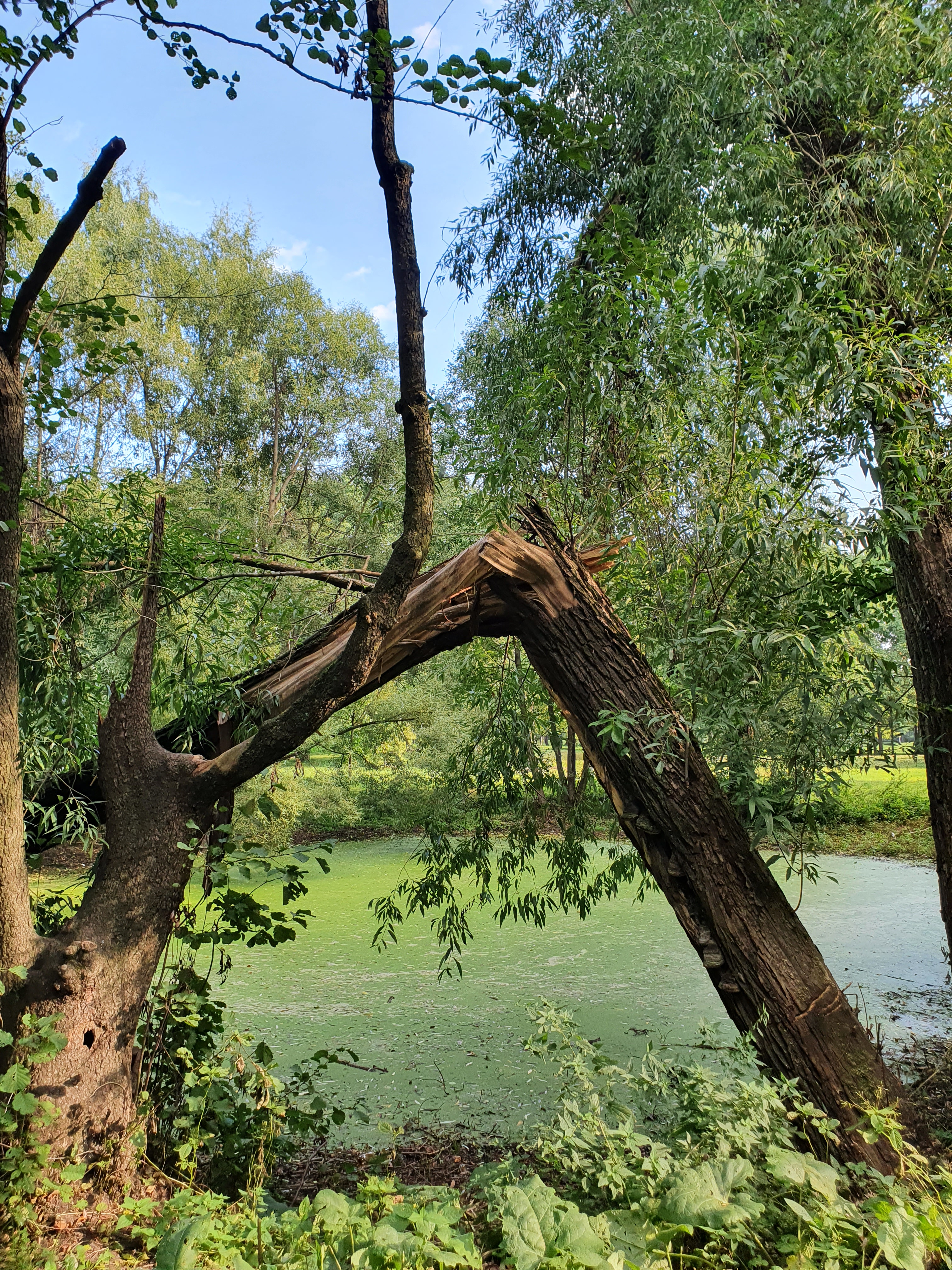
Около малого нижнего пруда Демидовского парка (сентябрь 2024 г.).
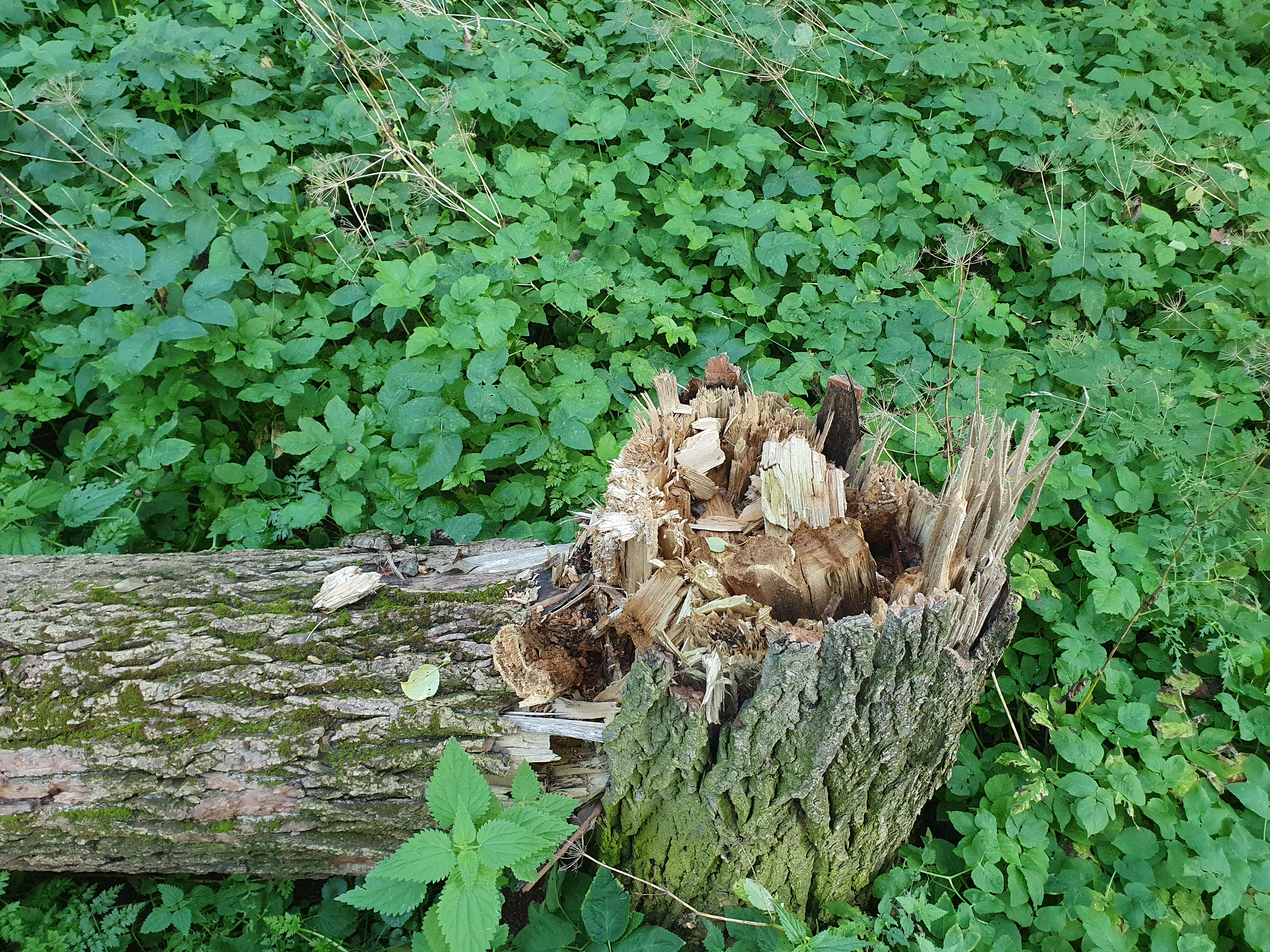
Погибшее дерево в верхней части парка (сентябрь 2024 г.). В месте перелома видно, что дерево погибло не от сильного ветра, а от гниения.
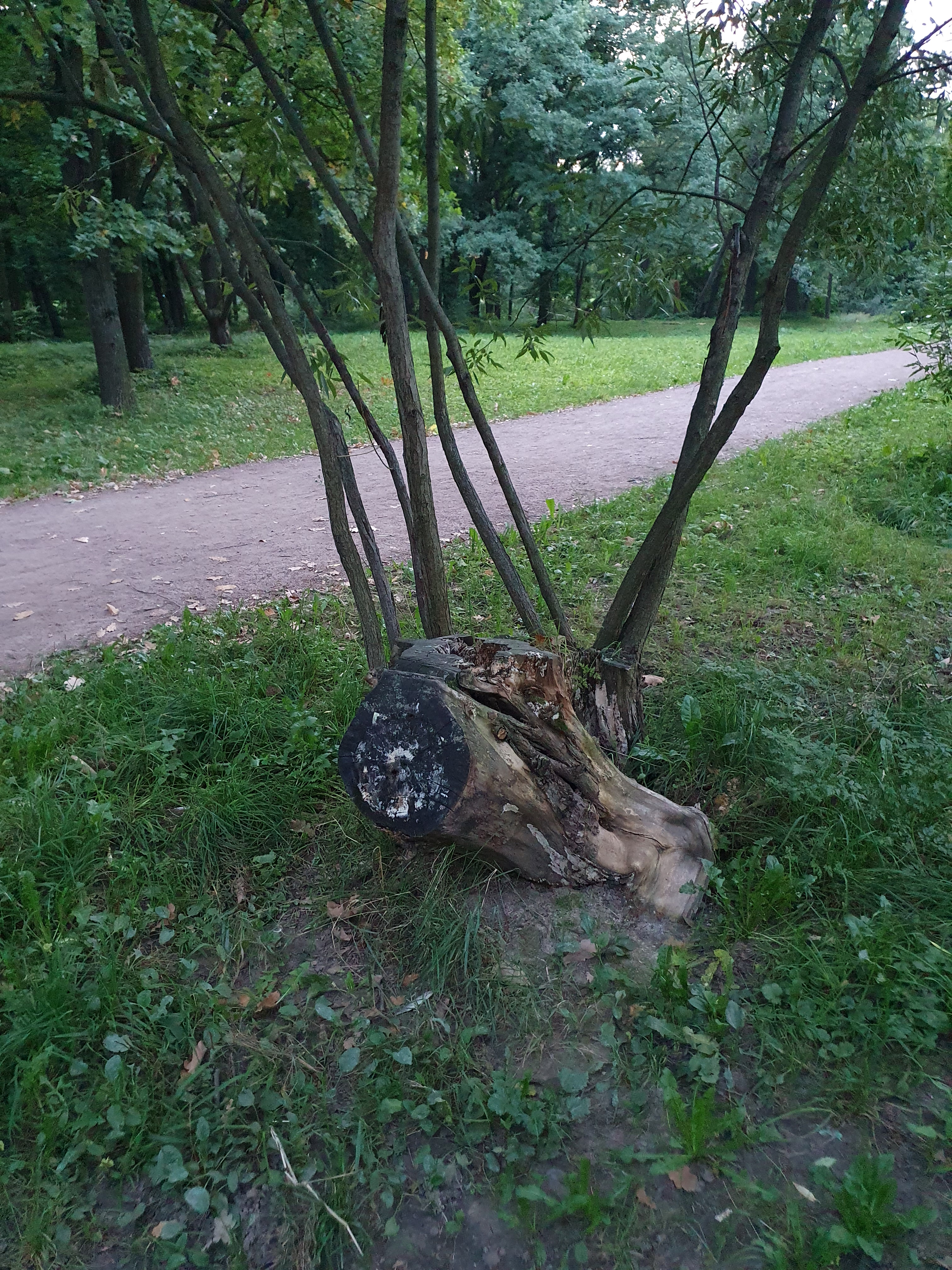
В нижней части парка (сентябрь 2024 г.).

Время от времени местные жители, следящие за чистотой в парке, просят владельцев собак хотя бы убирать за ними, однако большинство владельцев собак реагируют агрессивно на замечания и немедленно срывают объявления.

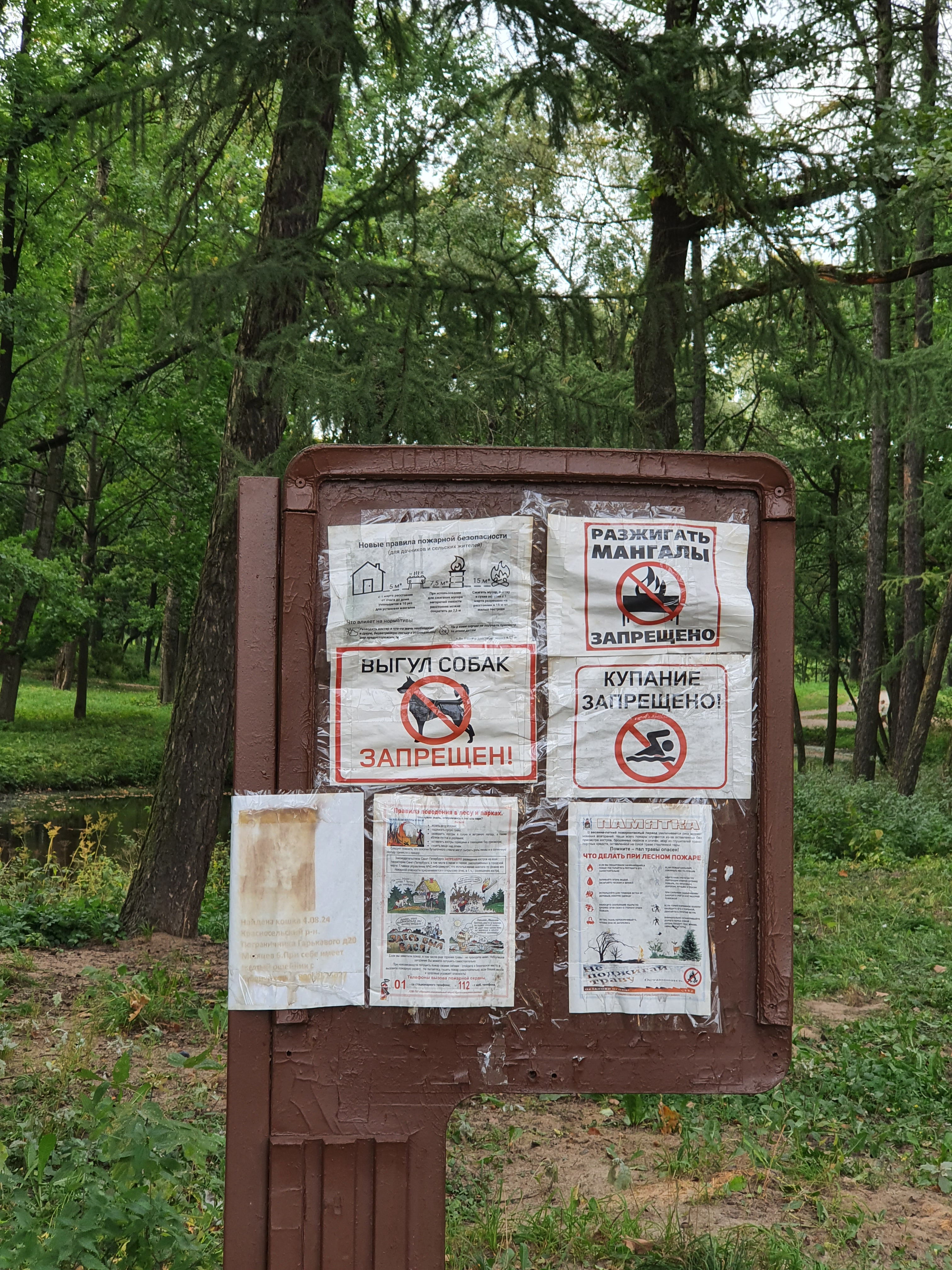
Правила пользования парком.
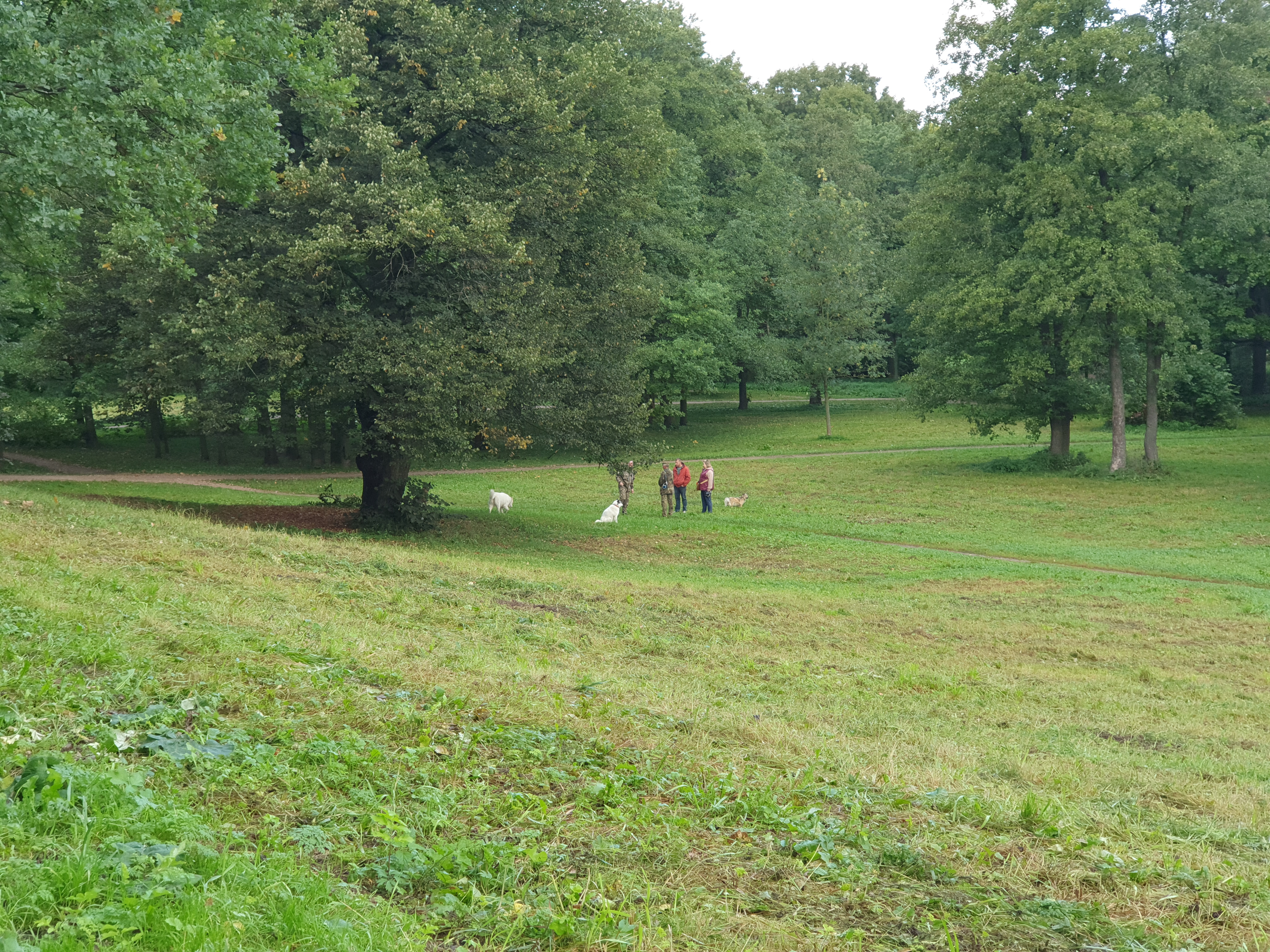
Несмотря на запрет, многие посетители парка свободно выгуливают собак в нём и не убирают за ними (сентябрь 2024 г.).
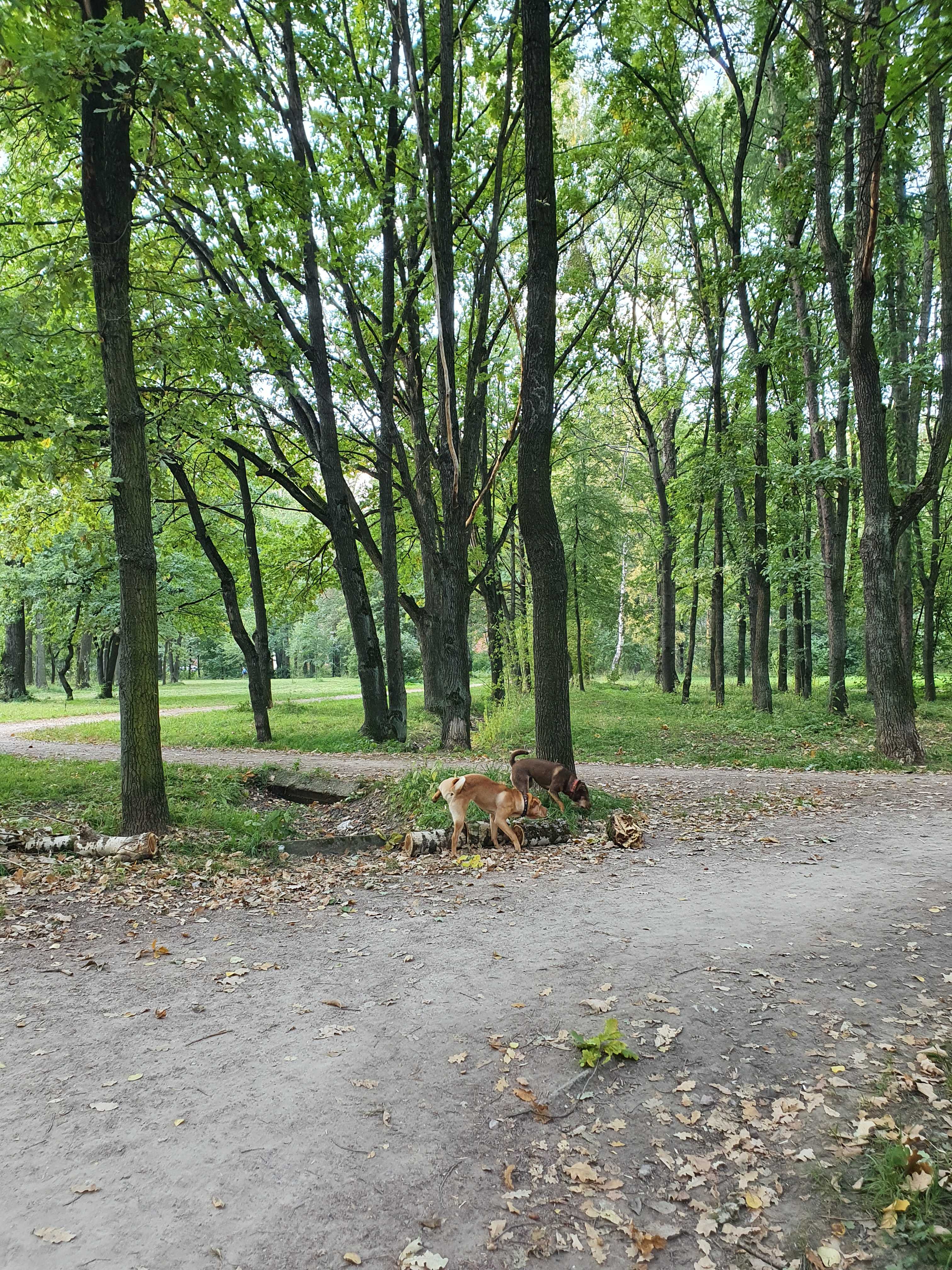
Две собаки испражняются на элемент циркуляции воды в парке, являющийся объектом культурного наследия России. Многие посетители не только не соблюдают запрет на выгул собак в парке, но и свободно выгуливают собак бойцовских пород, при этом не одевают на них намордник и не держат их на поводке (сентябрь 2024 г.).
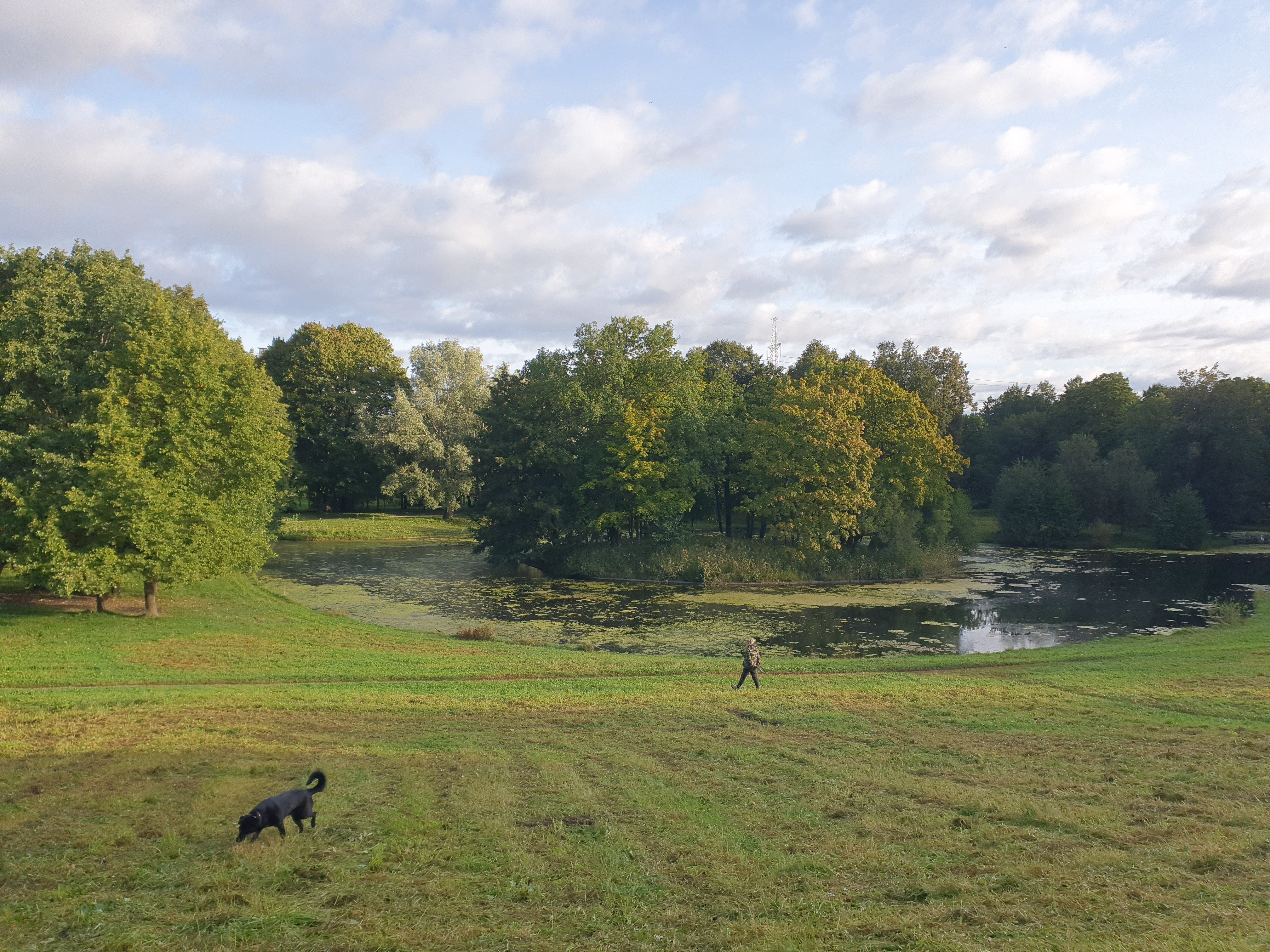
Собаки часто бегают свободно по всему парку, из-за чего многие родители боятся отпускать в парк детей (сентябрь 2024 г.).
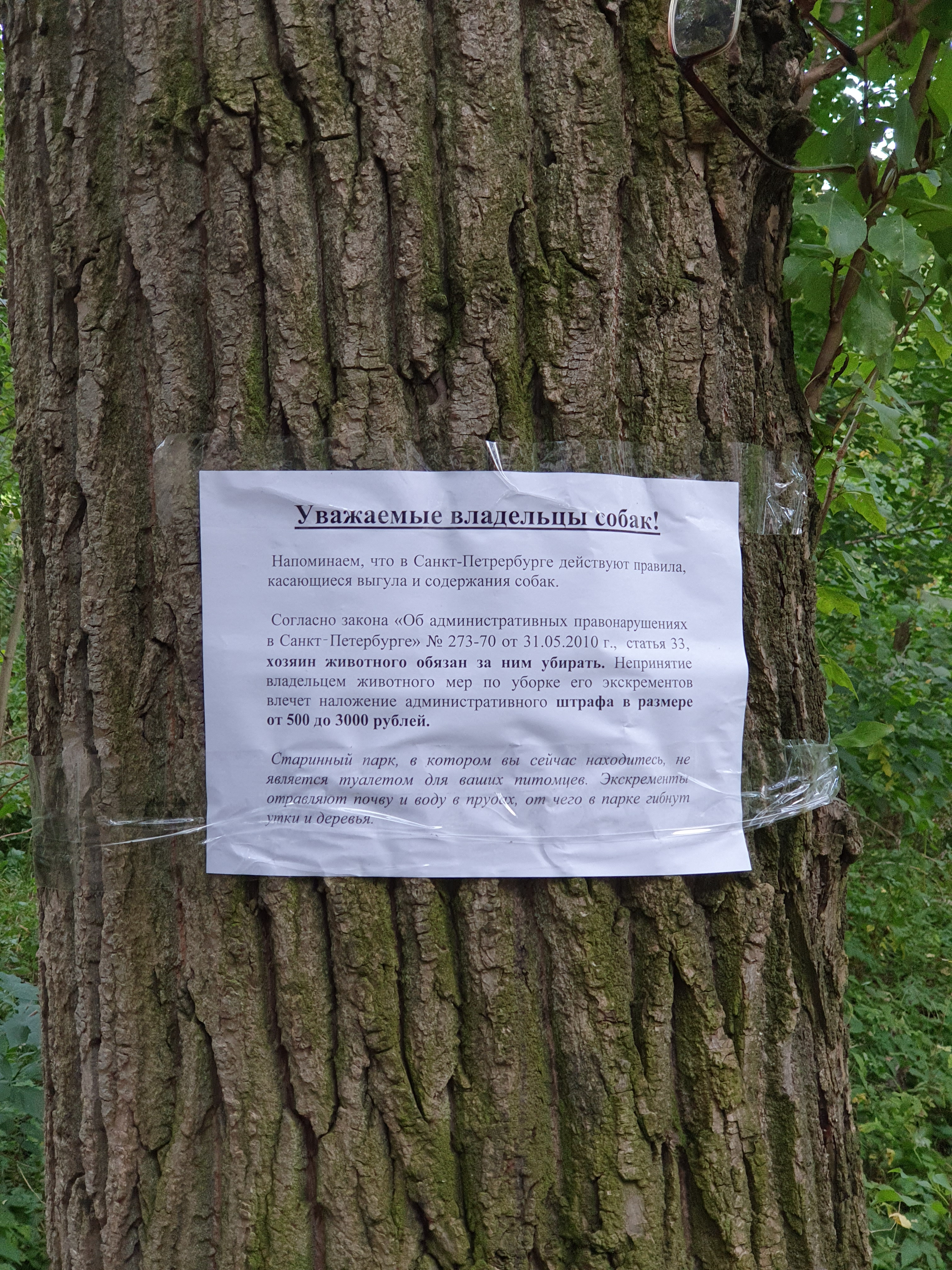
Объявление активистов в парке с напоминанием об обязанности хозяев собак убирать за своими питомцами (сентябрь 2024 г.).
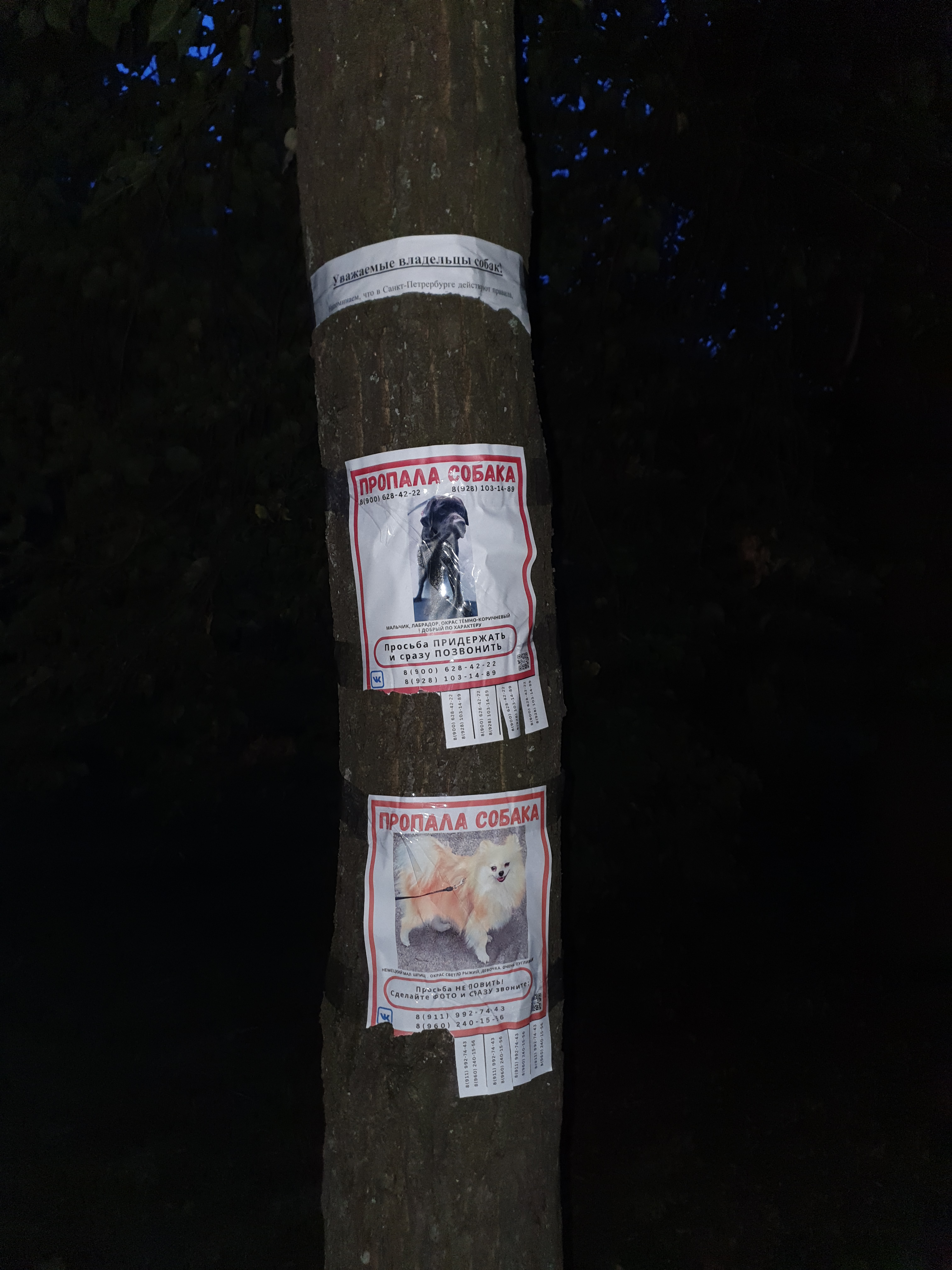
Объявления с напоминанием об обязанности убирать за своими питомцами постоянно вандализируются. При этом прочие объявления не трогаются (сентябрь 2024 г.).
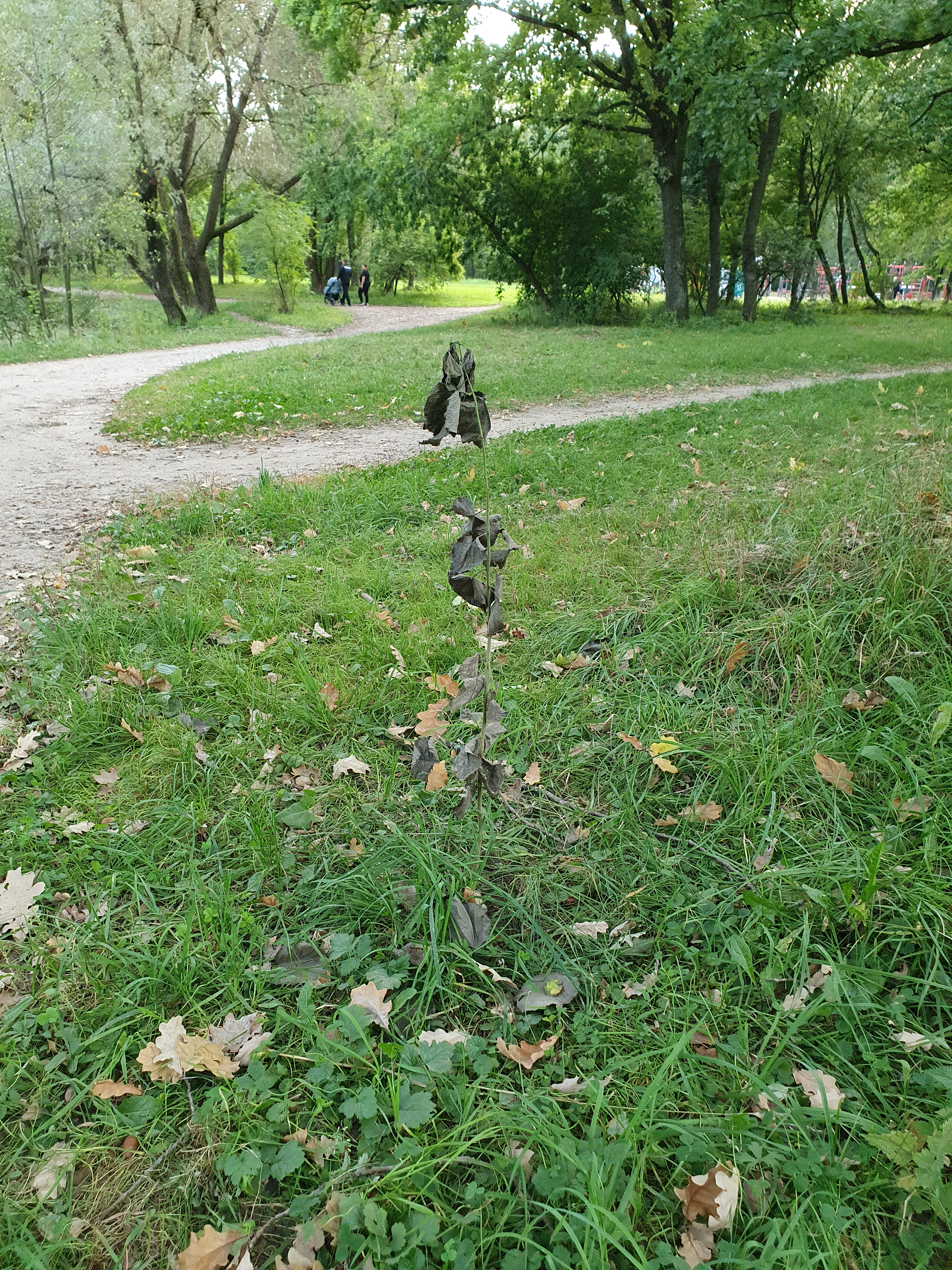
Молодое деревце в парке, погибшее от постоянных испражнений собак, хозяева которых игнорируют запрет на выгул собак и систематически не убирают за ними (сентябрь 2024 г.)
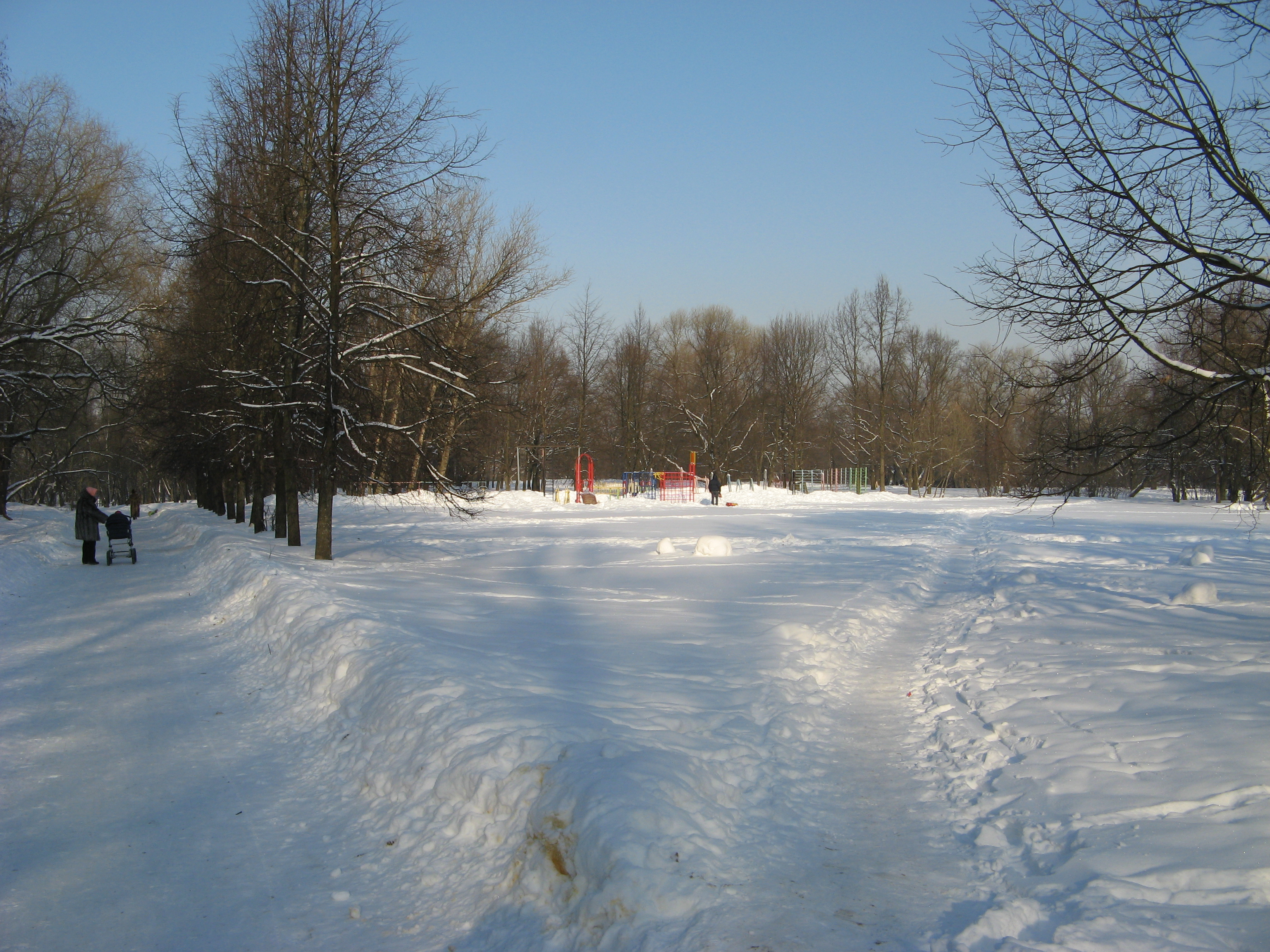
Зима в парке (февраль 2011 г.). Вид на спорт-площадку (до её замены на новую в 2023 году) и на… Зимой запрет на выгул собак нарушается не меньше чем летом.

Администрация парка практически не следит за тем, как используется парк; таблички, на которых установлены предупреждения, регулярно уничтожаются посетителями парка. Несколько лет назад были вырваны из земли все информационные стойки на юго-западном входе в парк (вход по бывш. Георгиевской улице). Никакой инспекции от администрации парка, которая может выписывать штрафы за загрязнение парка и нарушение правил пользования парком (как это принято во многих парках и садах в мире) в Демидовском парке нет, несмотря на то, что парк отнесён к объектам культурного наследия России.
После многочисленных жалоб граждан в парке начали понемногу производить уборку, однако никак не учитывая исторического облика парка. В частности, ранее вся уборка делалась только вручную, теперь часто привлекается тяжелая техника. В рамках этой работы парк стали чаще убирать, расширили многие дорожки и посыпали их гравием. Ковшом экскаватора были расширены некоторые канавки, однако техника во многих местах погубила богатый растительный покров парка, изменила его исторический облик; рабочие в парке добавили несуществующие ранее дорожки, а техника оставила глубокие следы в почве. Между тем, в карточке объекта культурного наследия прямо указано что охраняется «система дорожек; тип покрытия дорожек и аллей – щебеночно-набивной». Во время дождя гравий смывается в пруды и канавки и засоряет их, а также плохо действует на почву. Более того, иногда возникает ощущение, что новая администрация парка сама точно не знает что за парк она обслуживает и как он устроен. Так, пытаясь решить проблемы № 2602688, 2613411 и 2522517, о которых сообщили на городском портале «Наш Санкт-Петербург», сотрудники парка просто выкорчевали несколько мостиков-переходников (и так и отчитались о «решении проблемы» на портале «Наш Санкт-Петербург»), так не поняв что лишние «железо-бетонные изделия на газоне» являются, на самом деле, мостиками-переходниками между канавками старинной системы циркуляции воды в парке. Выкорчеванные места просто засыпали землёй, ещё больше нарушив систему циркуляции воды, что приводит к ещё большему её застаиванию в парке (и следовательно, к ещё большему гниению деревьев) после дождя или таяния снега весной.
Вместе с тем, в 2024 г. часть вытоптанных газонов была восстановлена, завезена свежая земля.

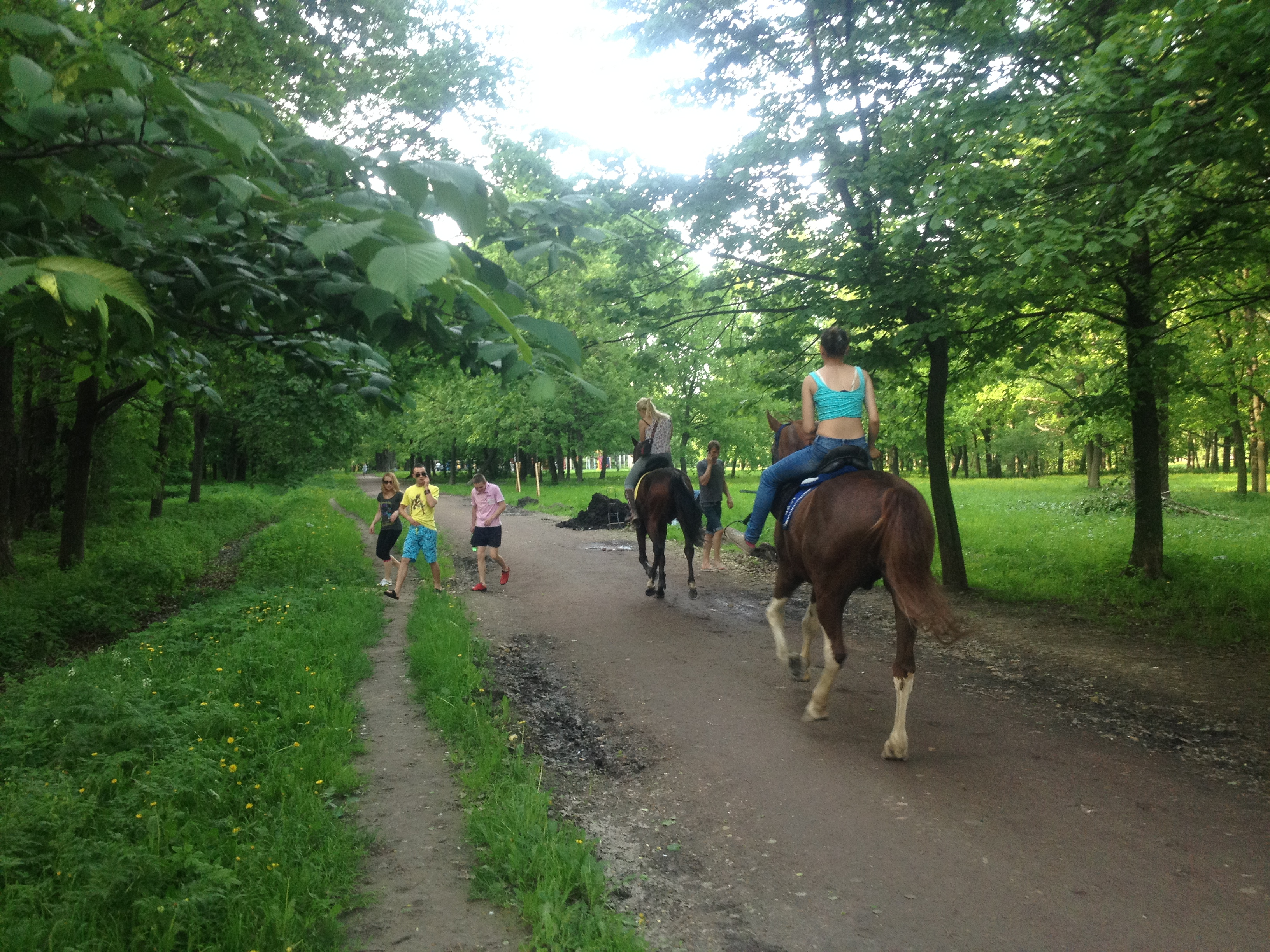
Юго-западный вход в Демидовский парк вдоль ныне упразденной Георгиевской улицы (май 2013 г.). Уборка в парке происходила вручную, видно свеже-высаженные деревья и землю специально привезённую для них. Гравием в 2013 г. дорожки не посыпали.
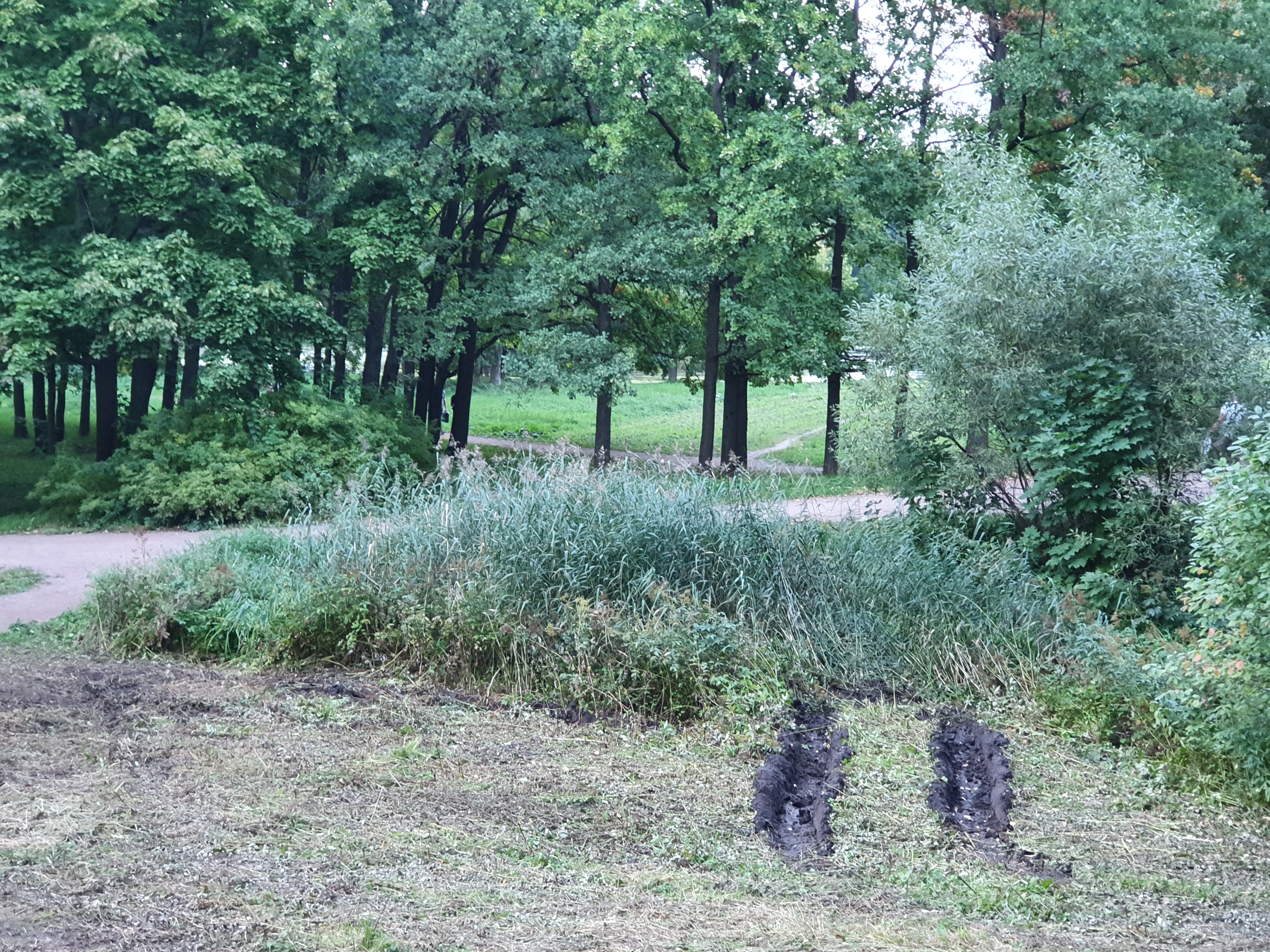
Следы работы тяжёлой техники в нижней части парка (сентябрь 2024 г.).
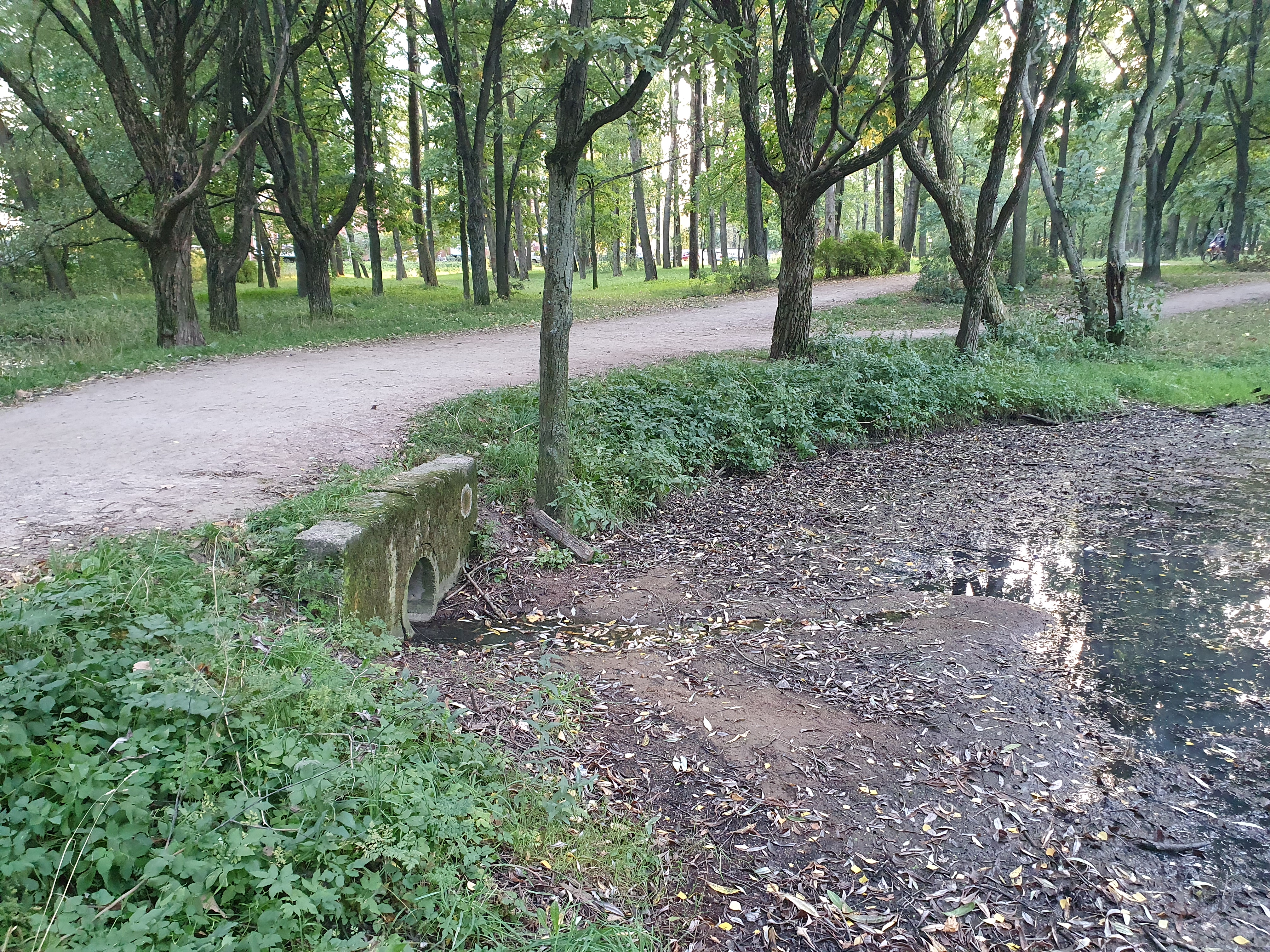
Южная часть большого верхнего пруда, последствия чрезмерного применения гравия и песка в парке (сентябрь 2024 г.).]
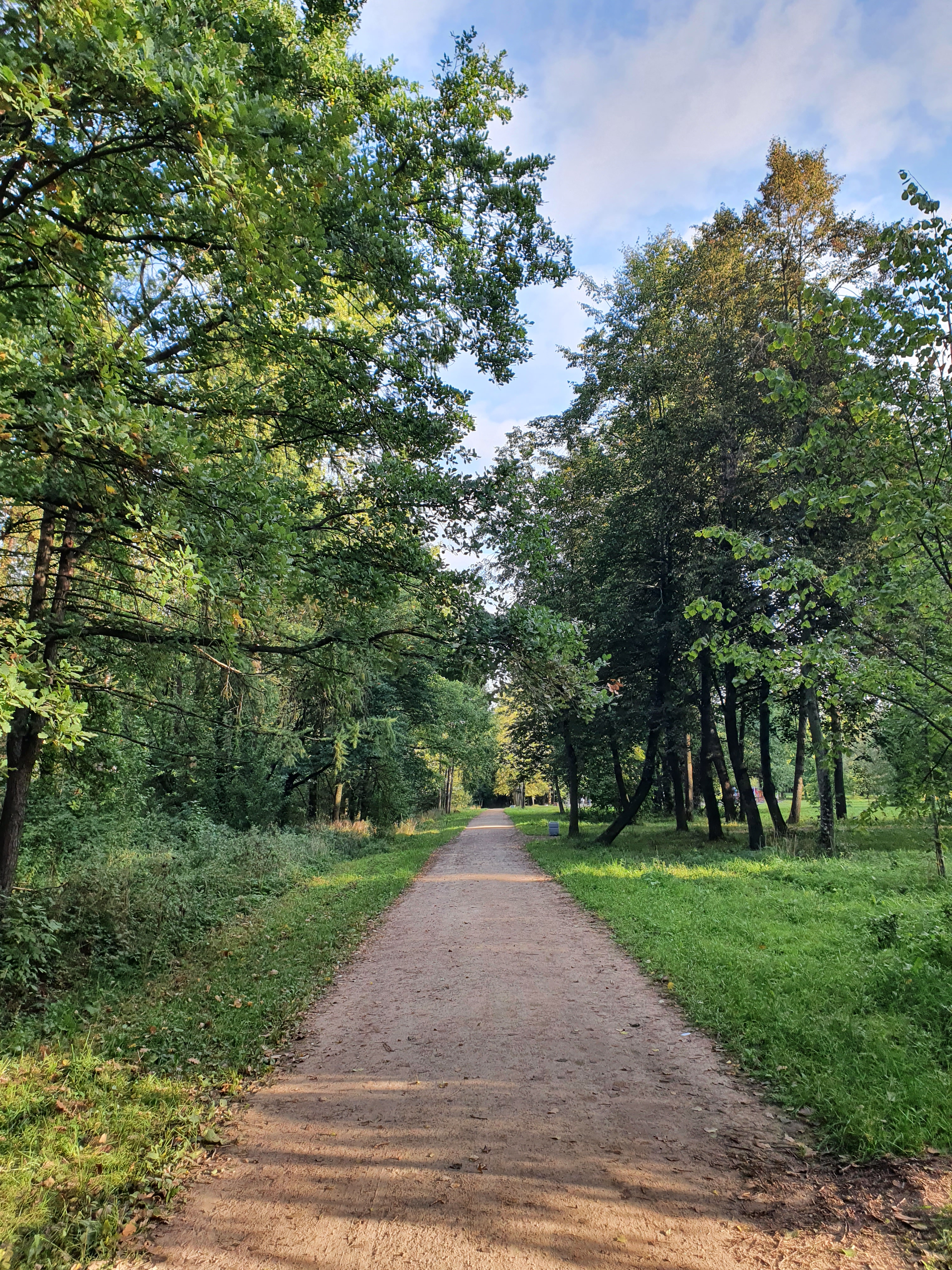
Частично восстановленный юго-западный вход в Демидовский парк вдоль некогда существовавшей здесь Георгиевской улицы (сентябрь 2024 г.).
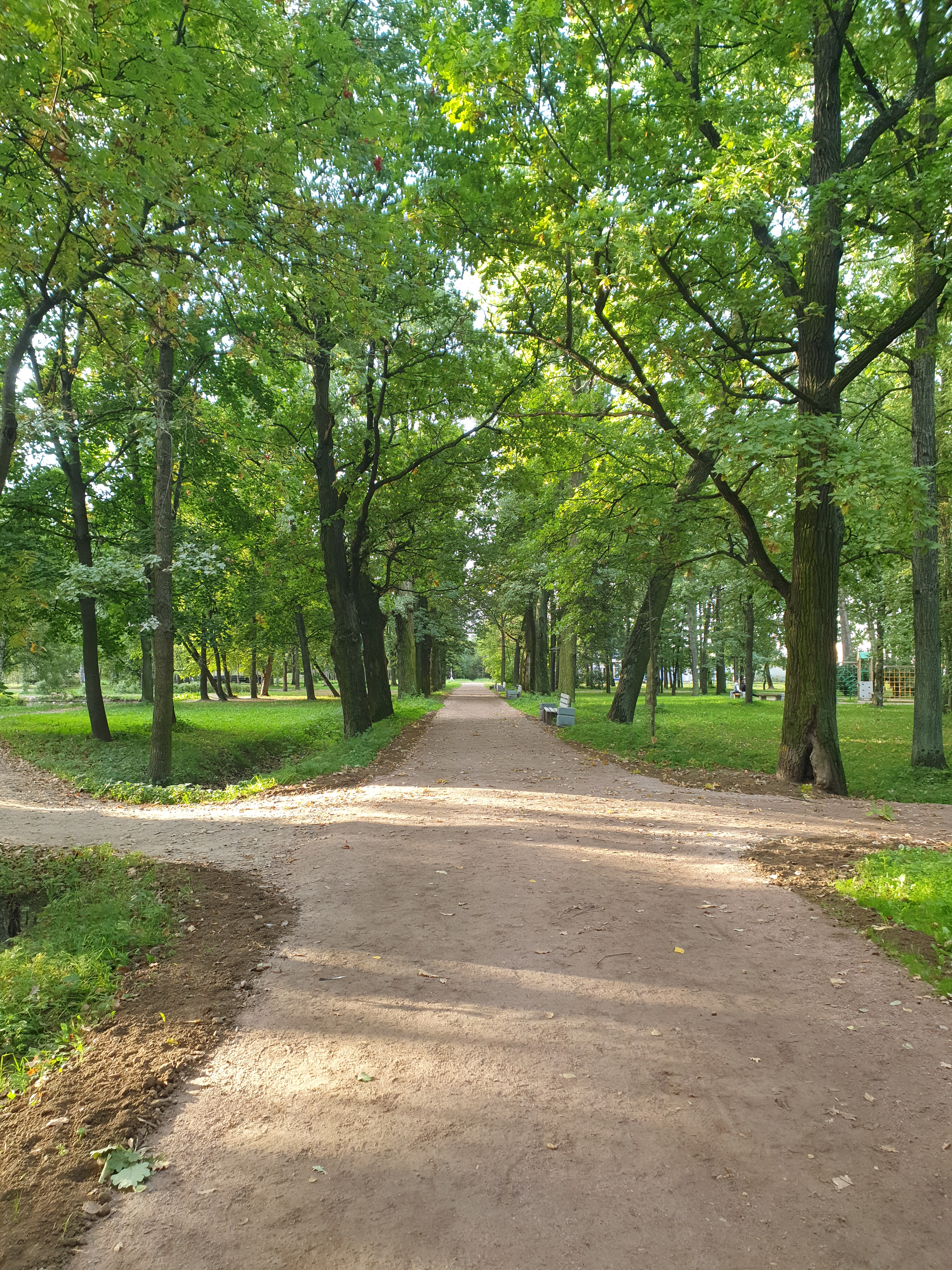
Частично восстановленная центральная аллея в верхней части парка, вид от усадьбы на бывш. Максимовскую ул. (сентябрь 2024 г.).
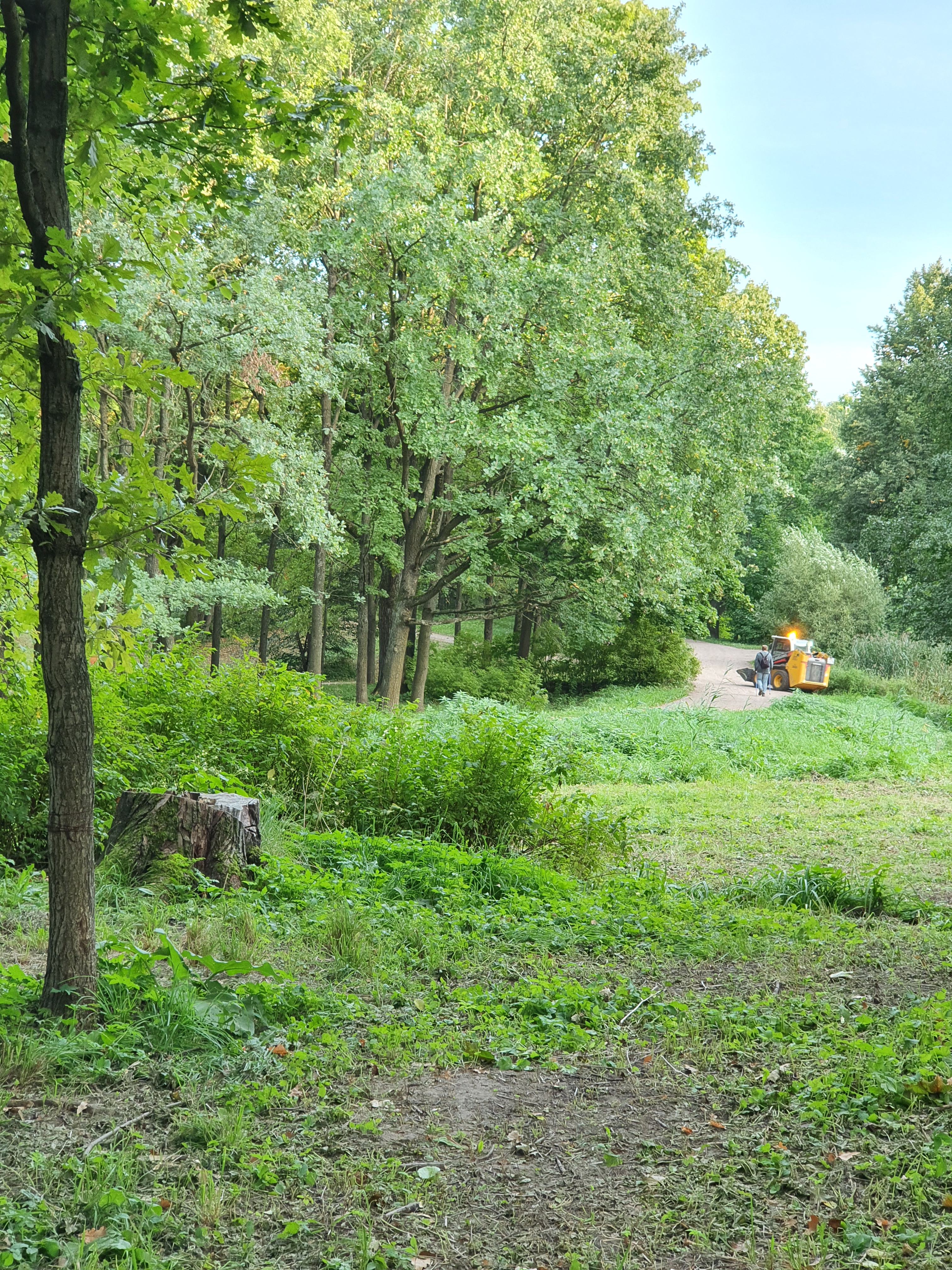
В нижней части парка (сентябрь 2024 г.).